# Biserica de lemn din Baia

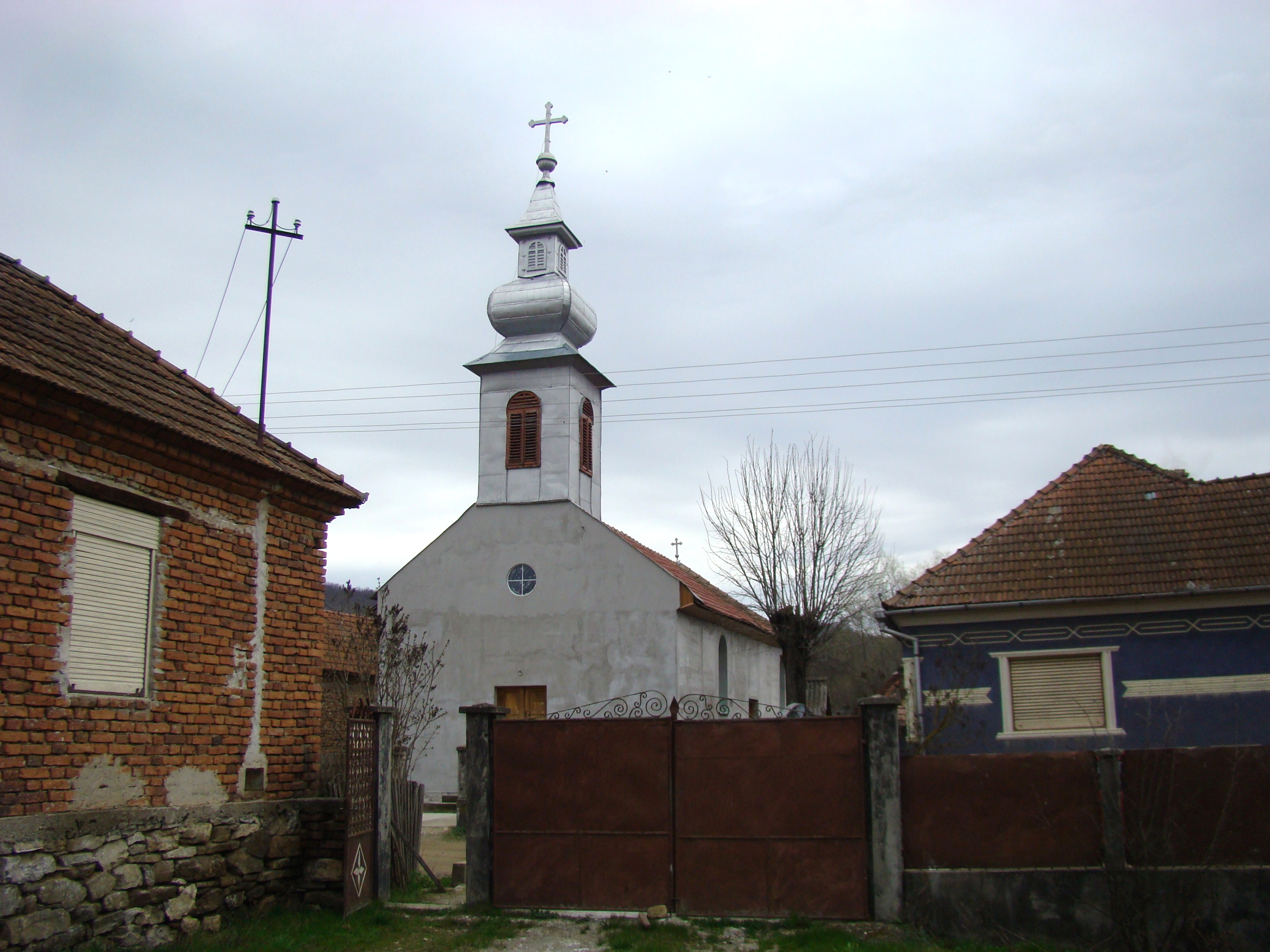
Biserica de lemn din Baia, comuna Vărădia de Mureș, județul Arad, foto: aprilie 2013.

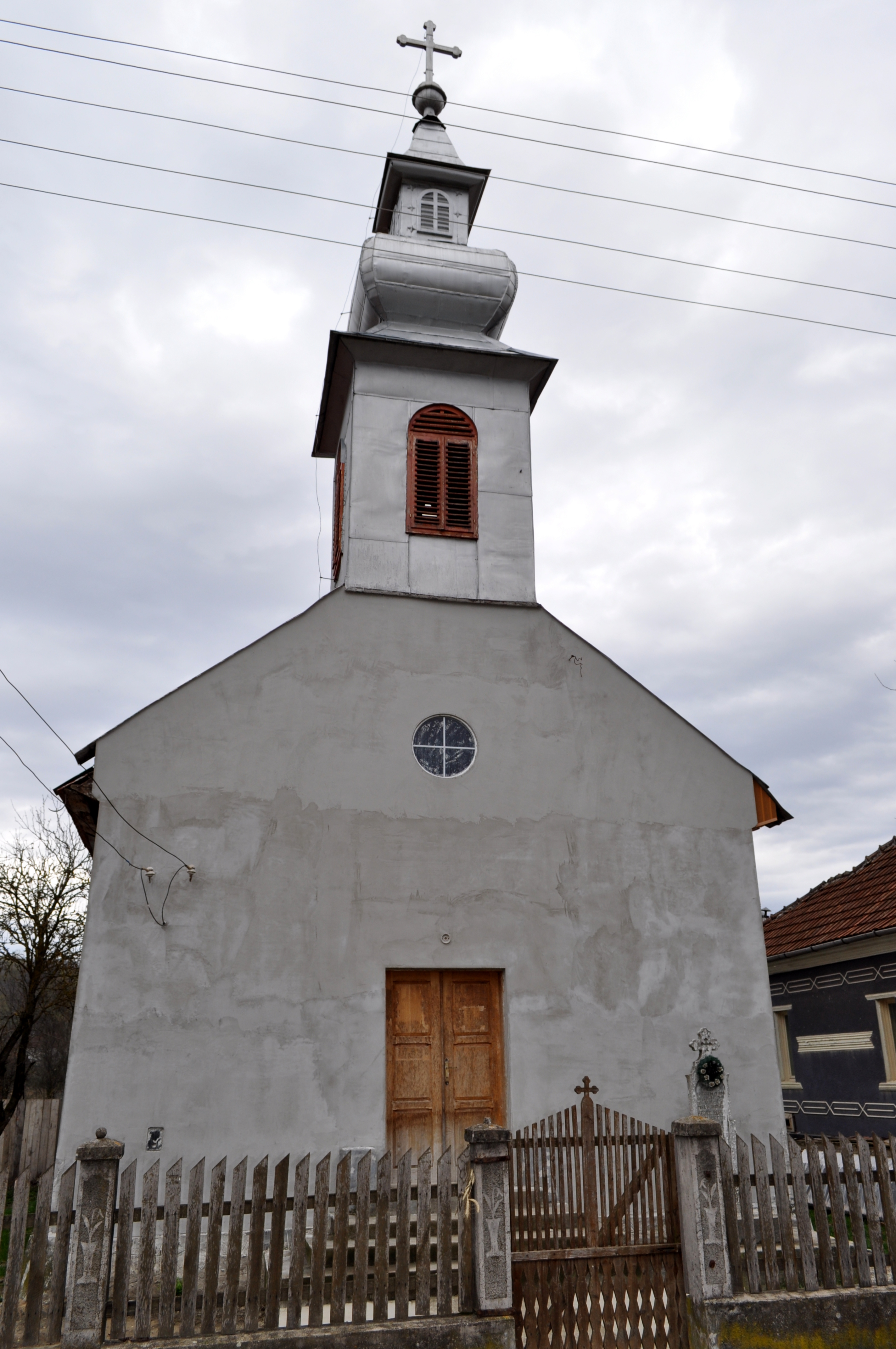
Biserica de lemn din Baia, comuna Vărădia de Mureș, județul Arad, foto: aprilie 2013.

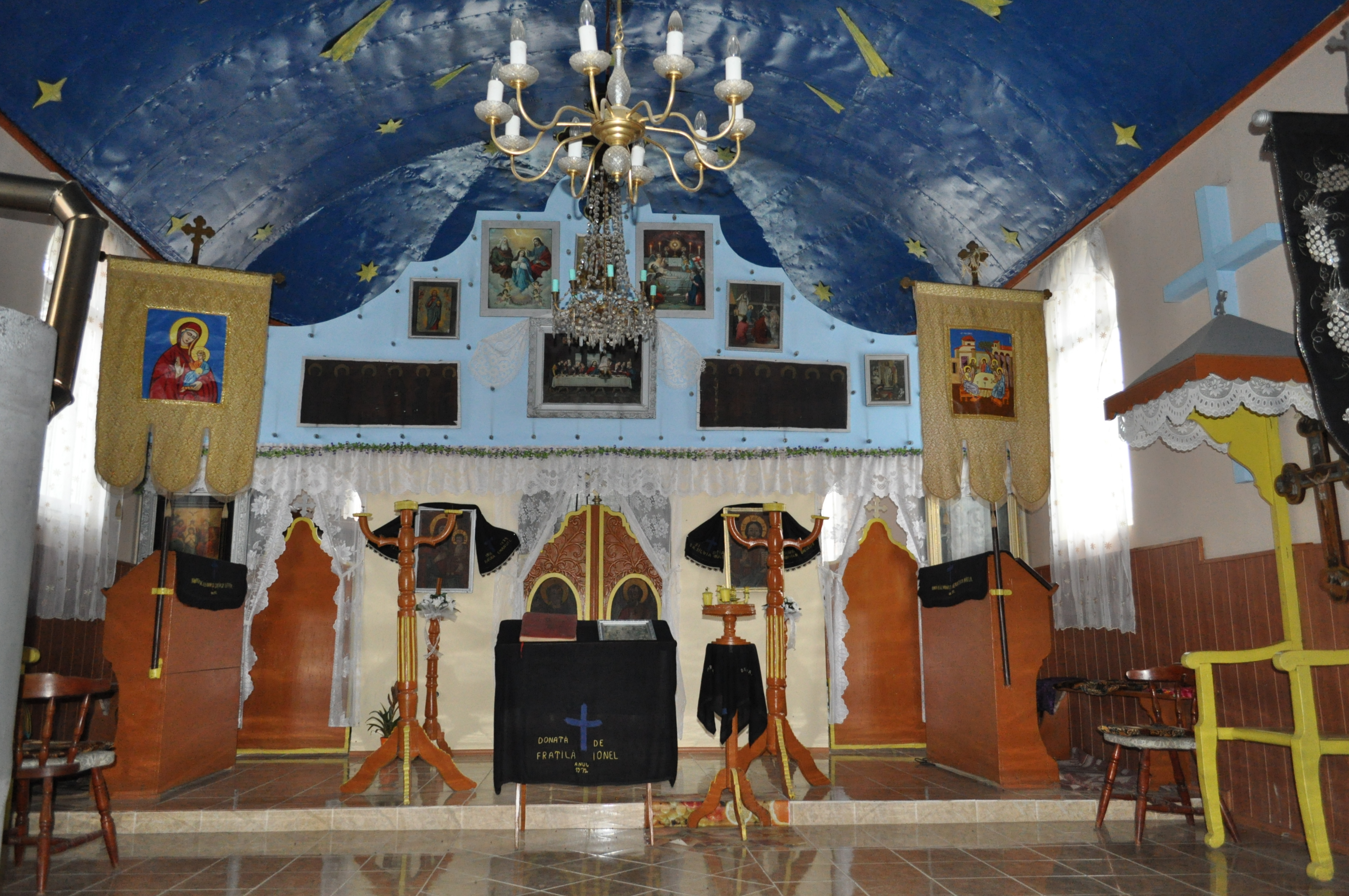
Nava spre iconostas

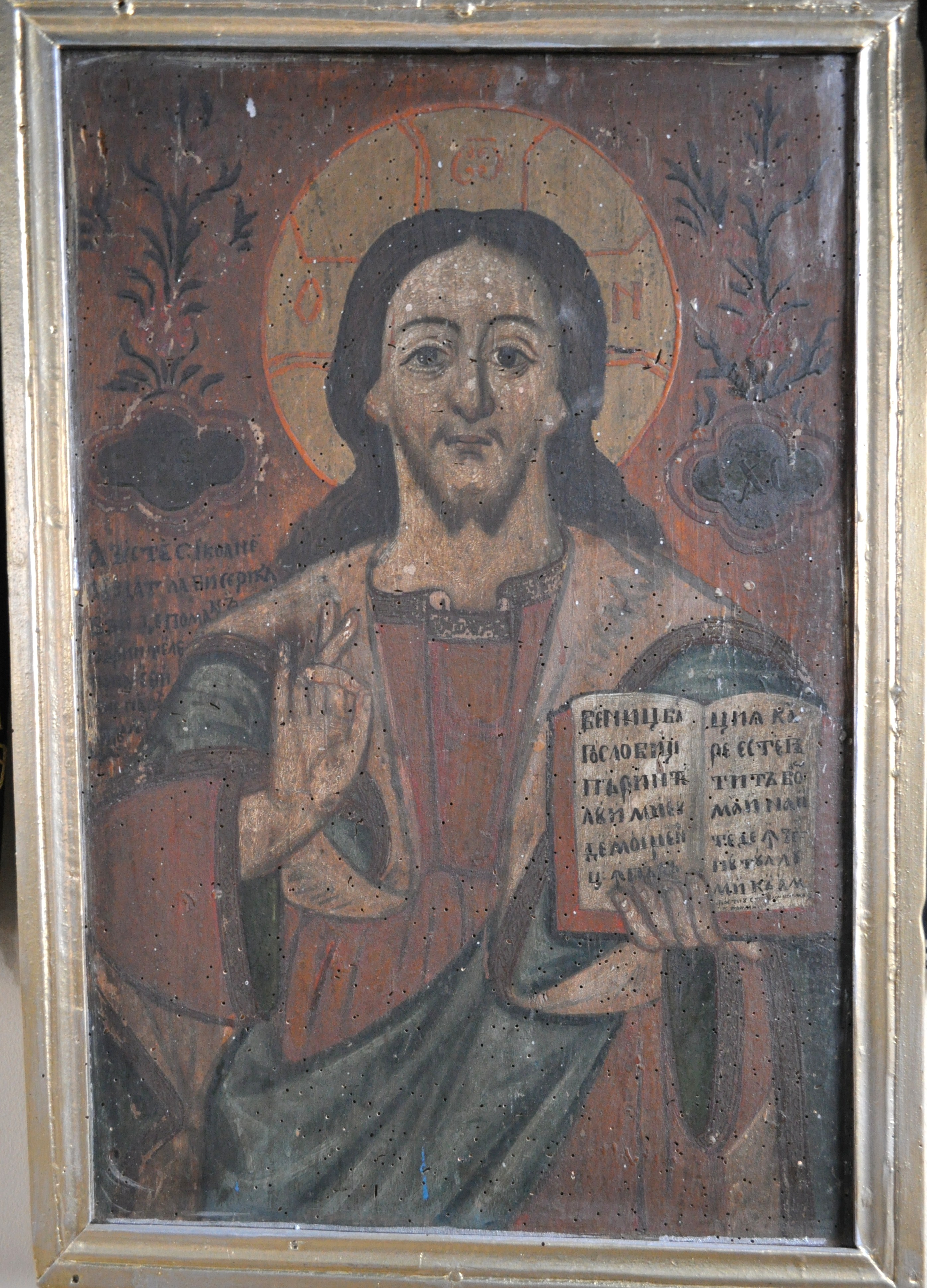
Icoană împărătească, moștenită de la ctitoria de lemn anterioară

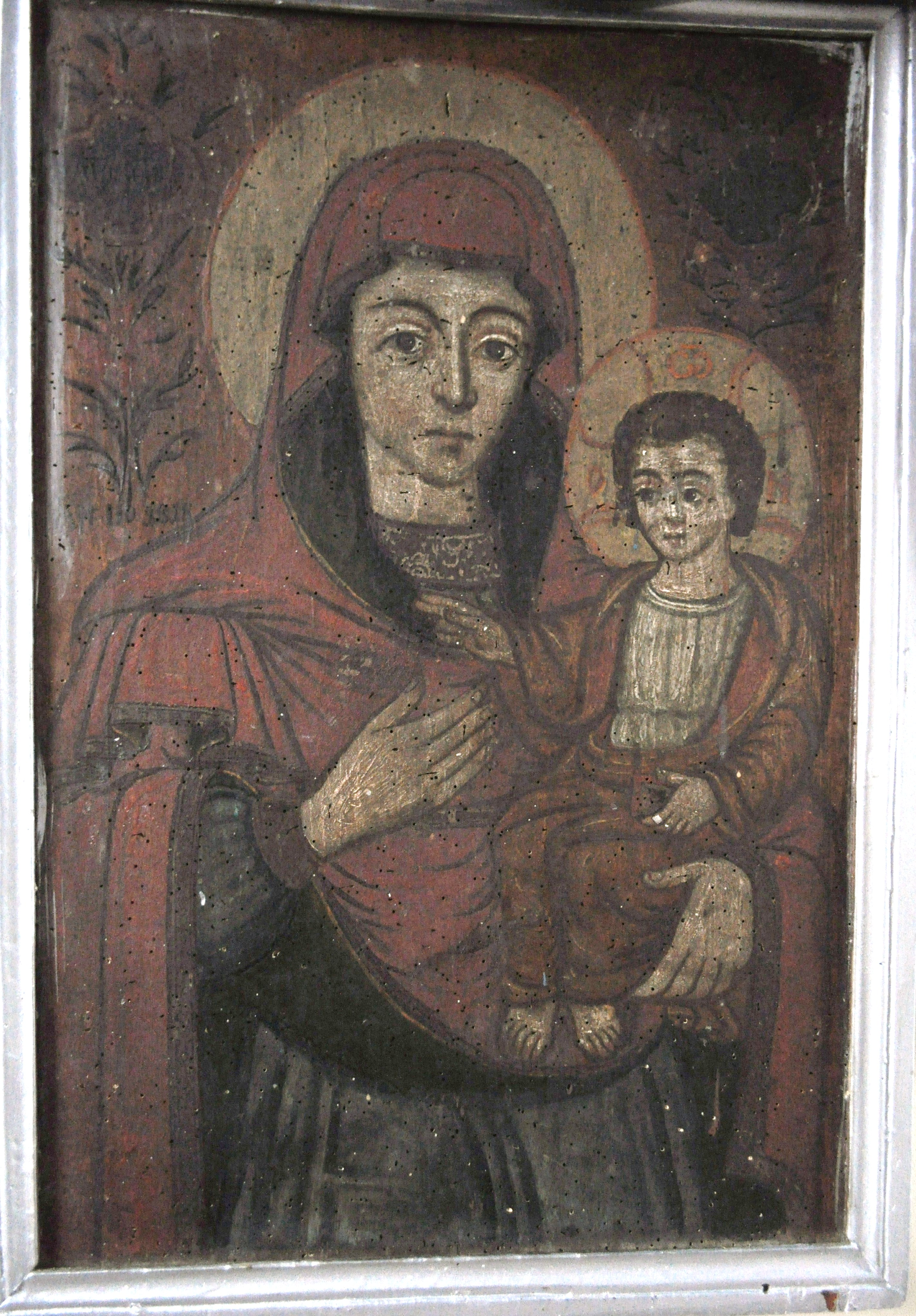
Icoană împărătească, moștenită de la ctitoria de lemn anterioară

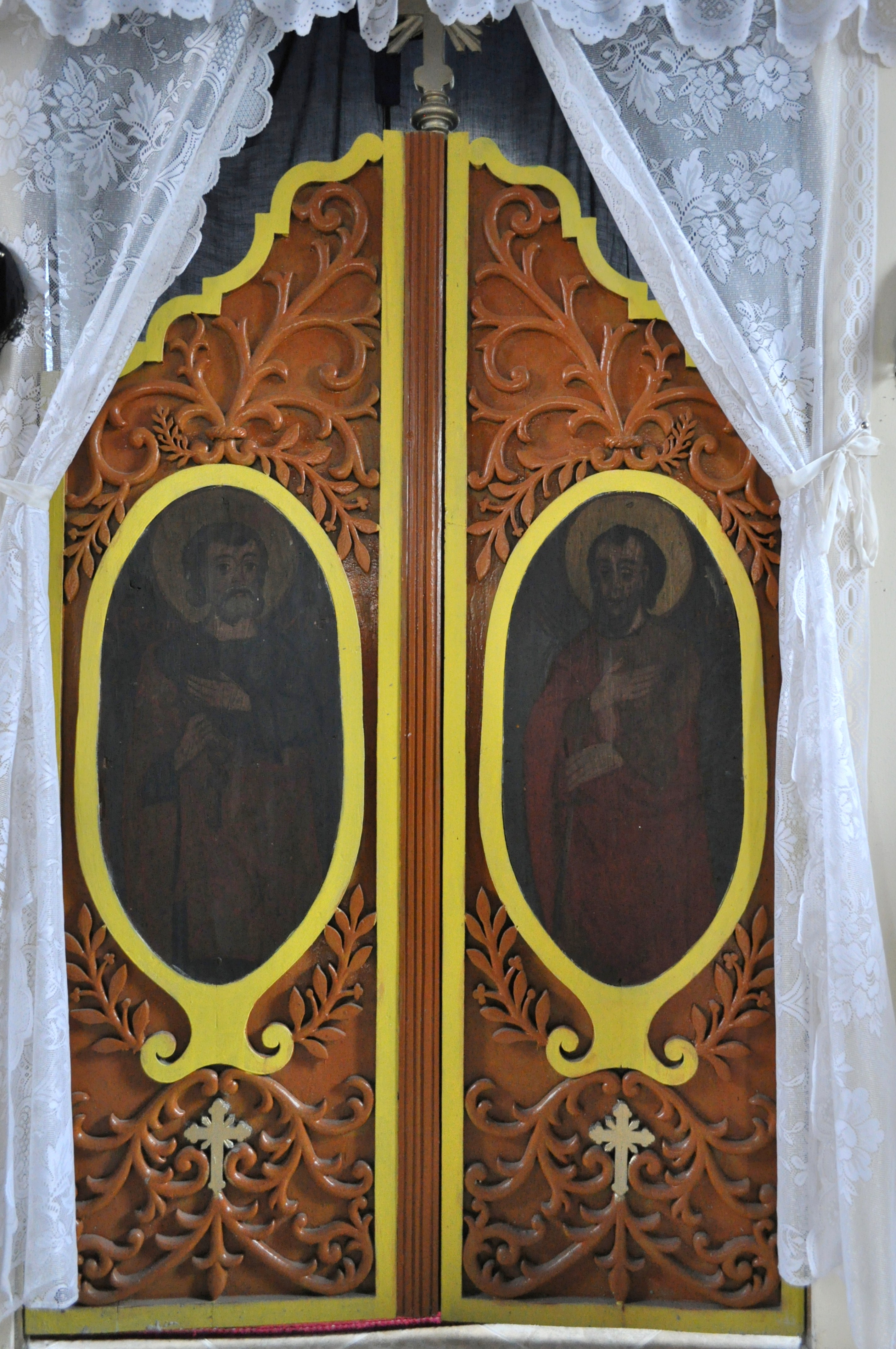
Ușile împărătești: „Sfinții Apostoli Petru și Pavel”

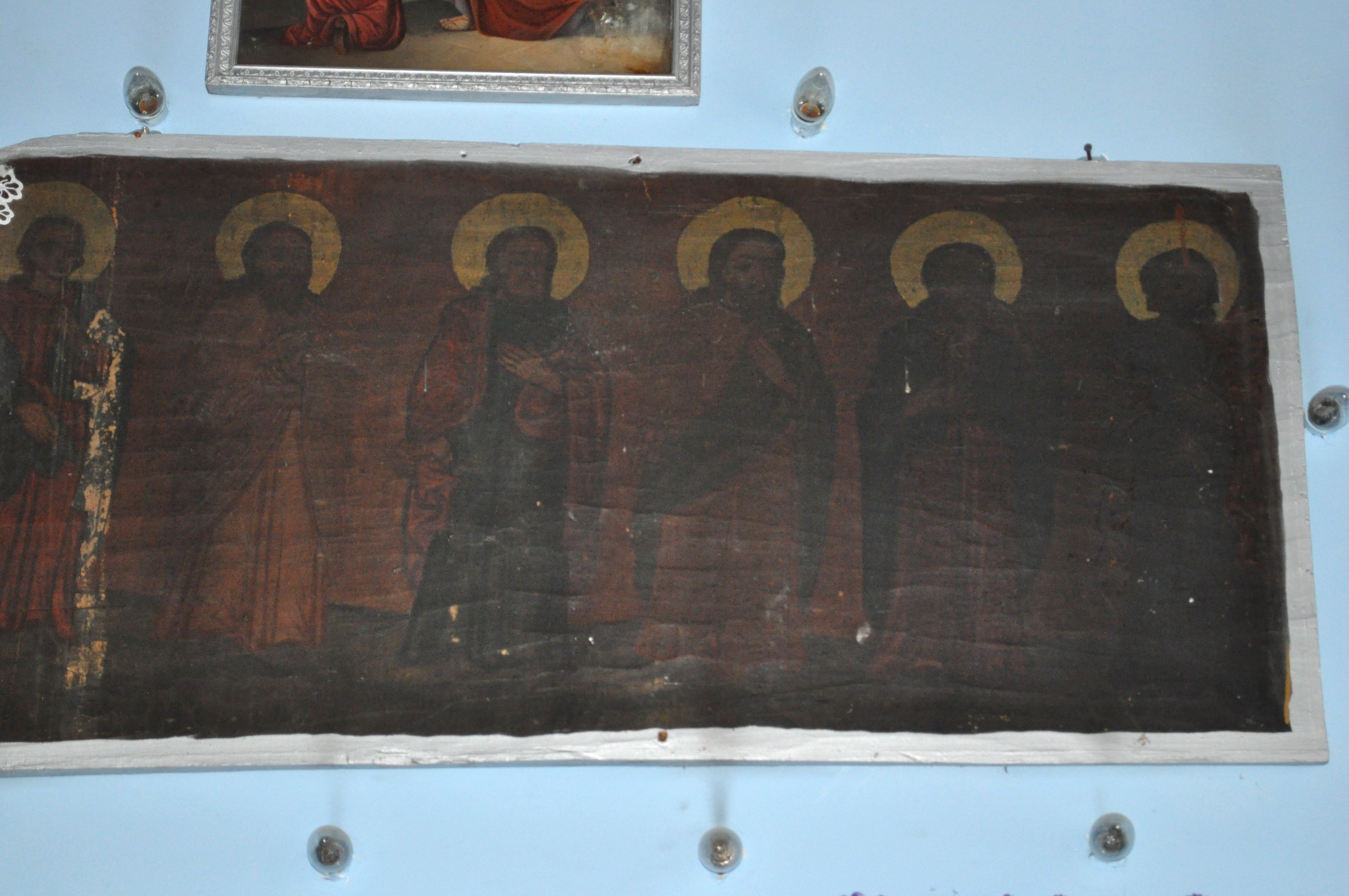
Fragment din friza Apostolilor

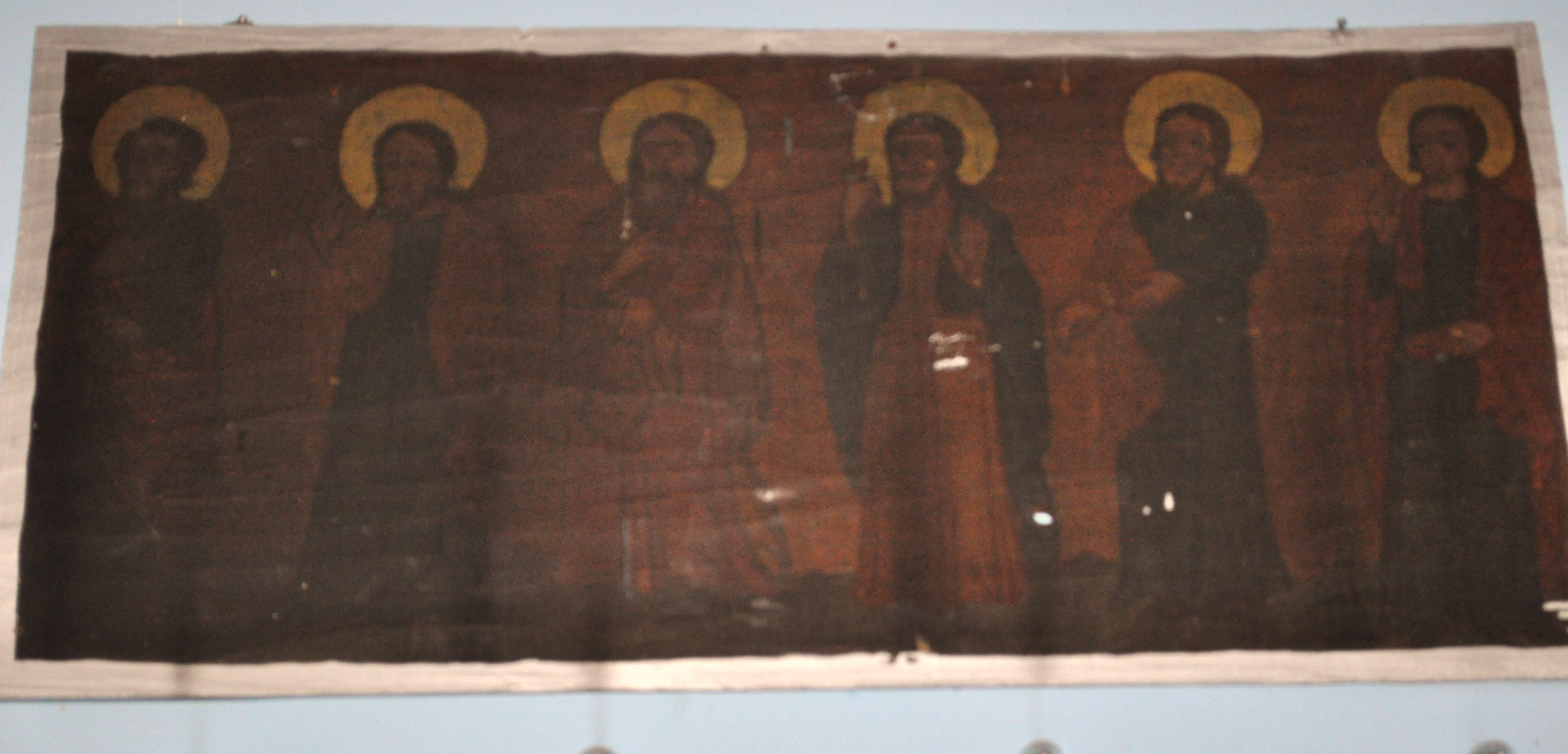
Fragment din friza Apostolilor

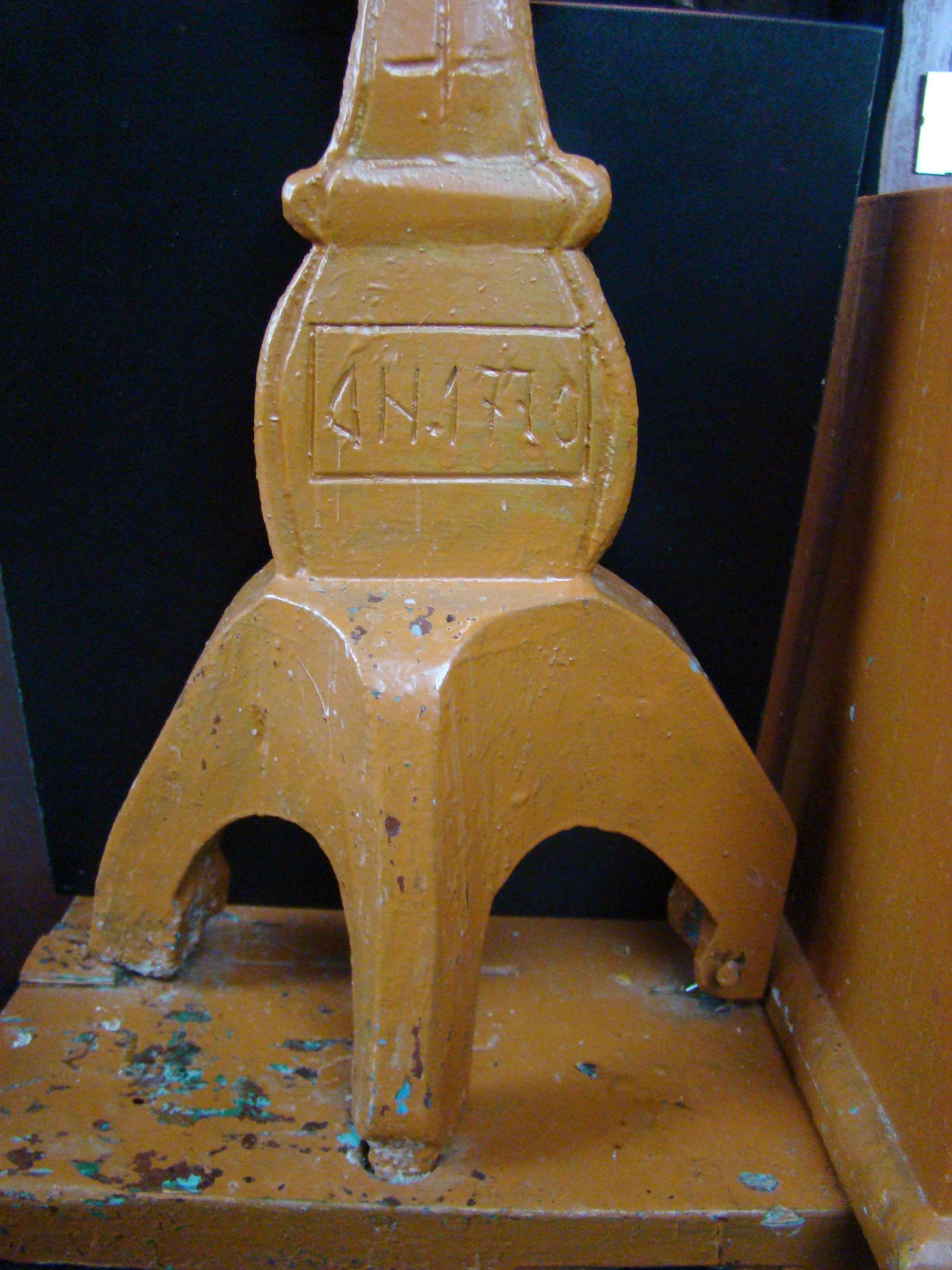
Sfeșnic din lemn de tei pe care este însemnat anul 1770

Biserica de lemn din Baia, comuna Vărădia de Mureș, județul Arad a fost construită în anul 1898. Are hramul „Sfântul Mare Mucenic Gheorghe”.

## Istoric și trăsături
Satul Baia, fostă localitate minieră (după cum o arată și numele), este situat pe valea râului Julița, pe drumul ce leagă satul Julița de Slatina de Mureș. În anul 1755 sătenii nu aveau o biserică proprie frecventând biserica de lemn cu hramul „Sfântul Nicolae” din Pârnești. După acest an a fost construită o biserică de lemn cu hramul „Sfântul Mare Mucenic Gheorghe" care era amplasată în „Țintirimul vechi". Biserica era menționată în anul 1770, într-o însemnare manuscrisă făcută pe filele unei Evanghelii. De la această biserică se mai păstrează două sfeșnice din lemn de tei, folosite pe Sfânta Masă, ce au trecute pe ele anul 1770, dar și icoanele împărătești. Biserica fusese sfințită în anul 1786.
„În 1890, din cauza unui viscol, biserica a fost distrusă. În același an preotul Andrei Vătan înaintează o cerere autorităților pentru a permite construirea unei alte biserici. Pentru că nu a primit nici un răspuns, la 2 februarie 1898 reînoiește cererea, de această dată primește răspuns favorabil și în același an începe construirea actualei biserici de lemn cu hramul celei vechi.”—www.virtualarad.net
Datorită stării avansate de degradare, în anul 2012 s-au făcut reparații majore: refacerea tencuielilor și pardoselii, schimbarea mobilierului și iconostasului, pe care sunt expuse icoanele împărătești de la ctitoria de lemn anterioară și două fragmente din friza Apostolilor.

## Imagini din exterior

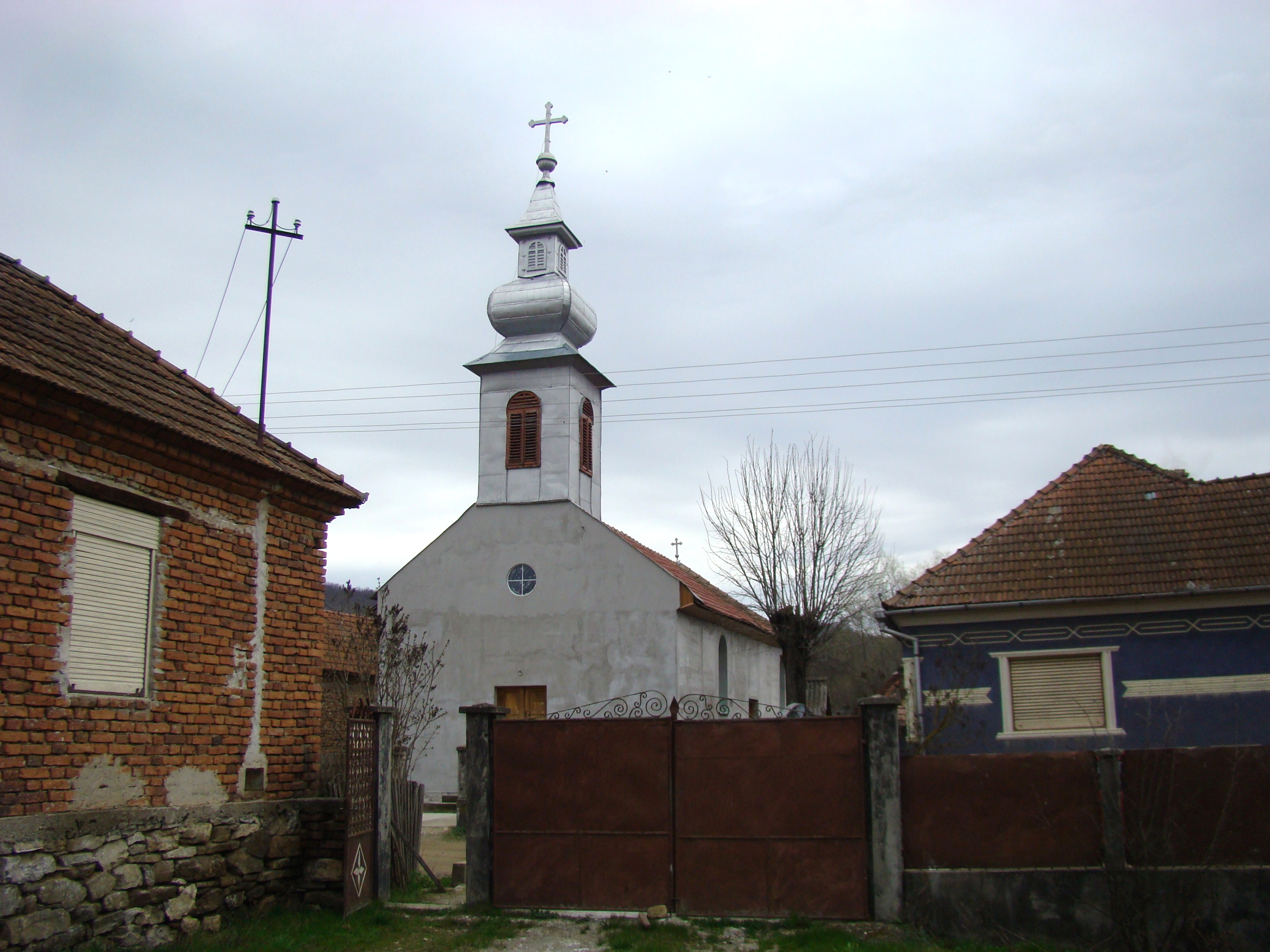
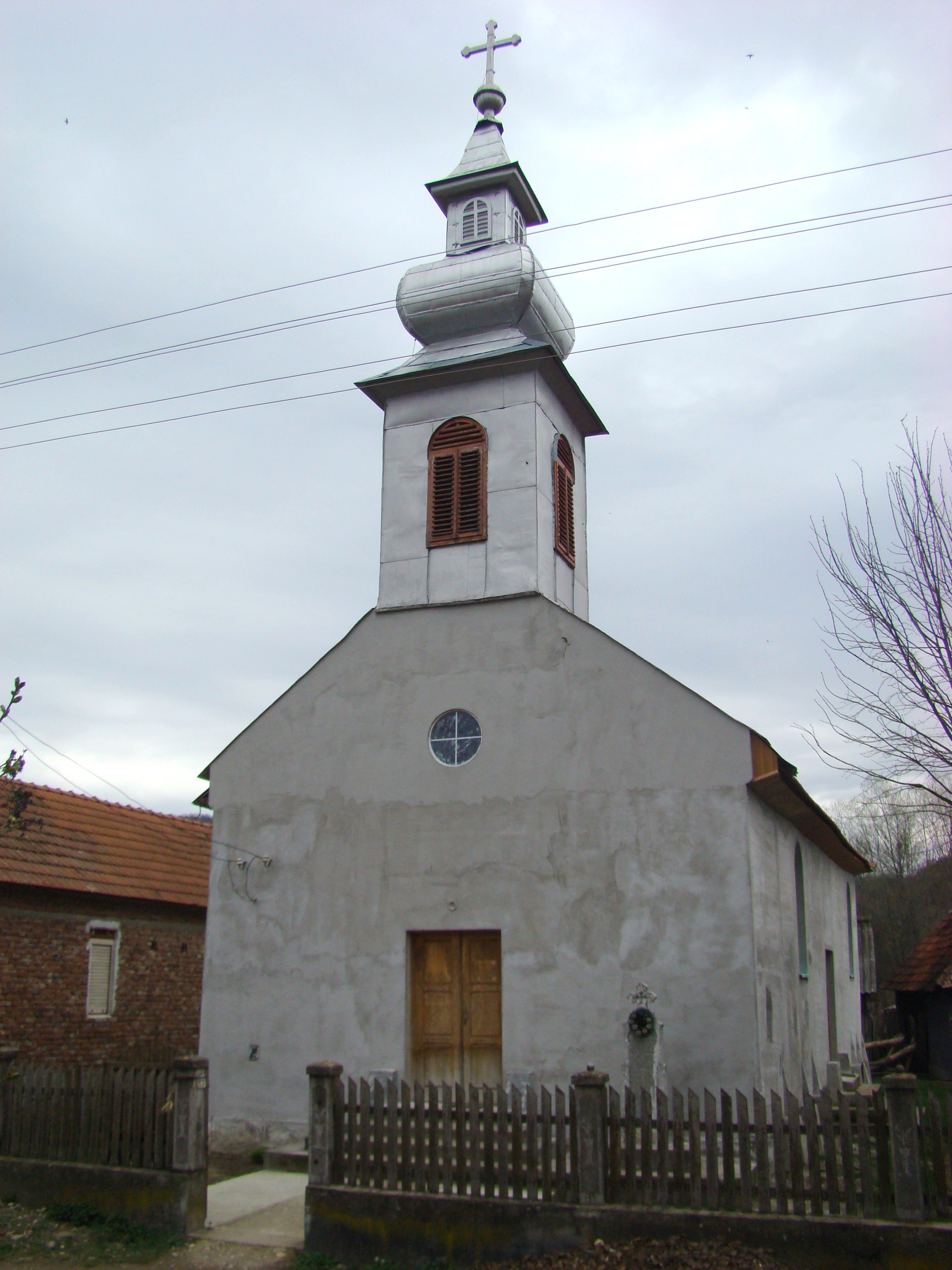
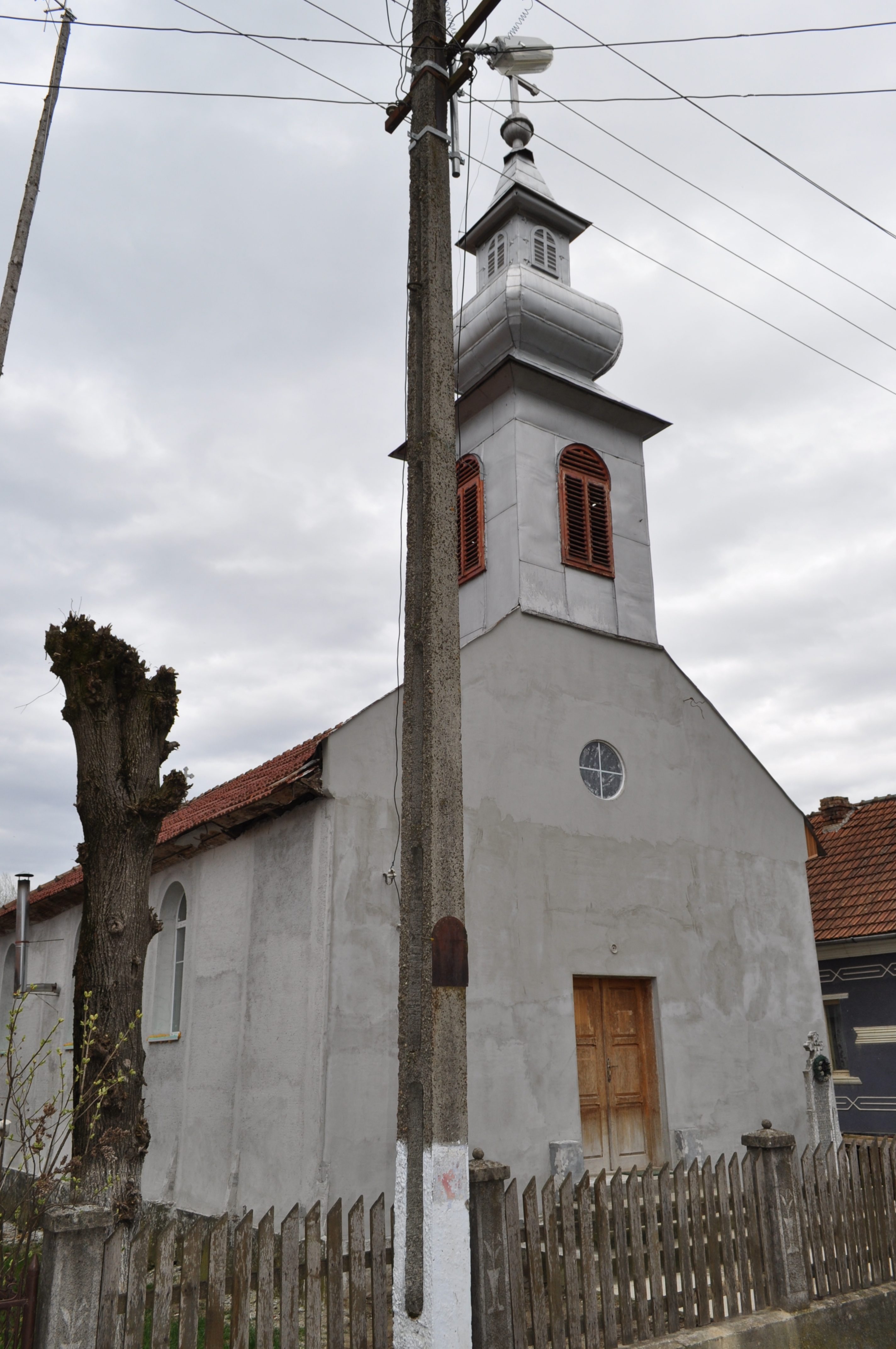
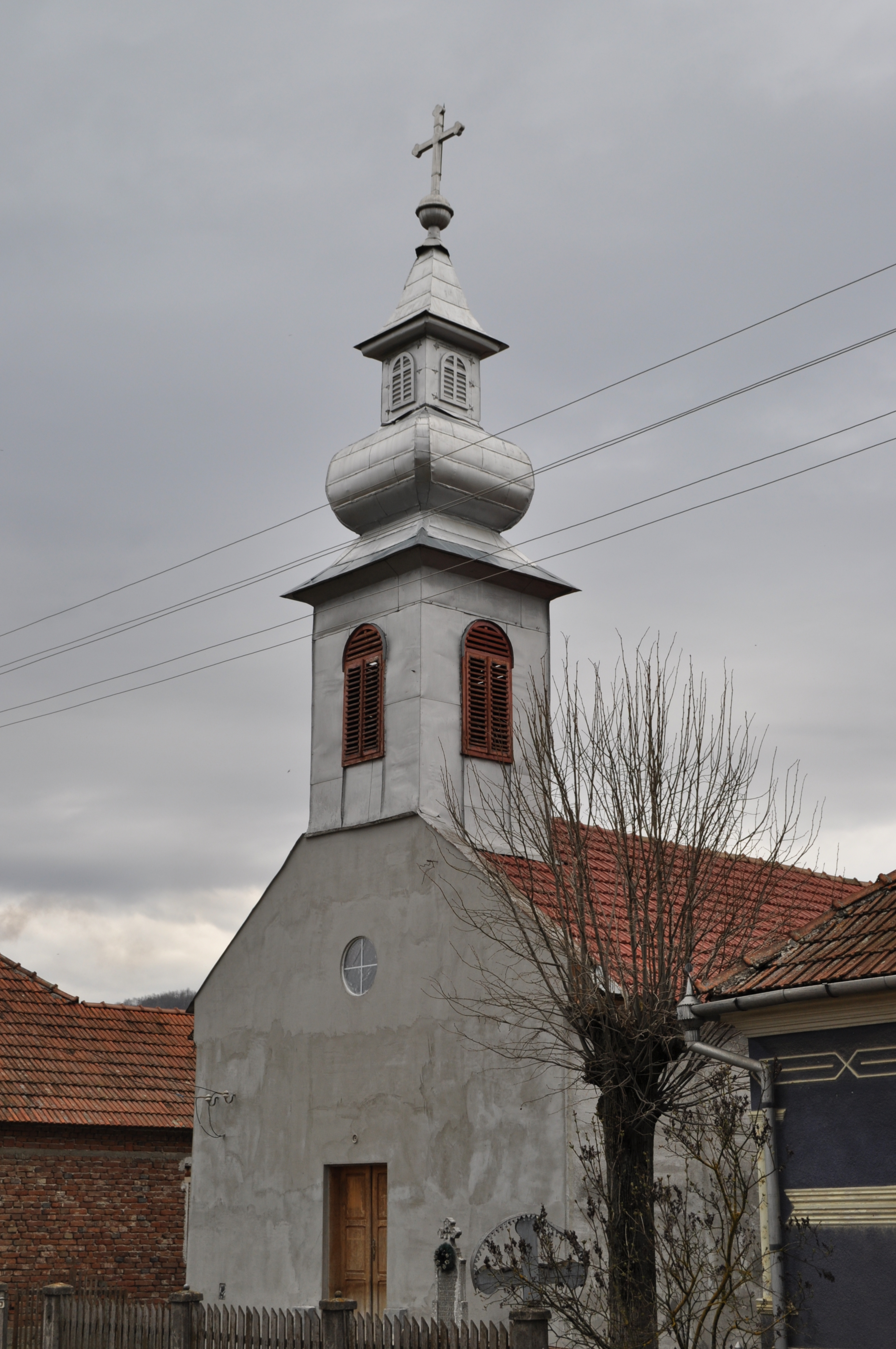
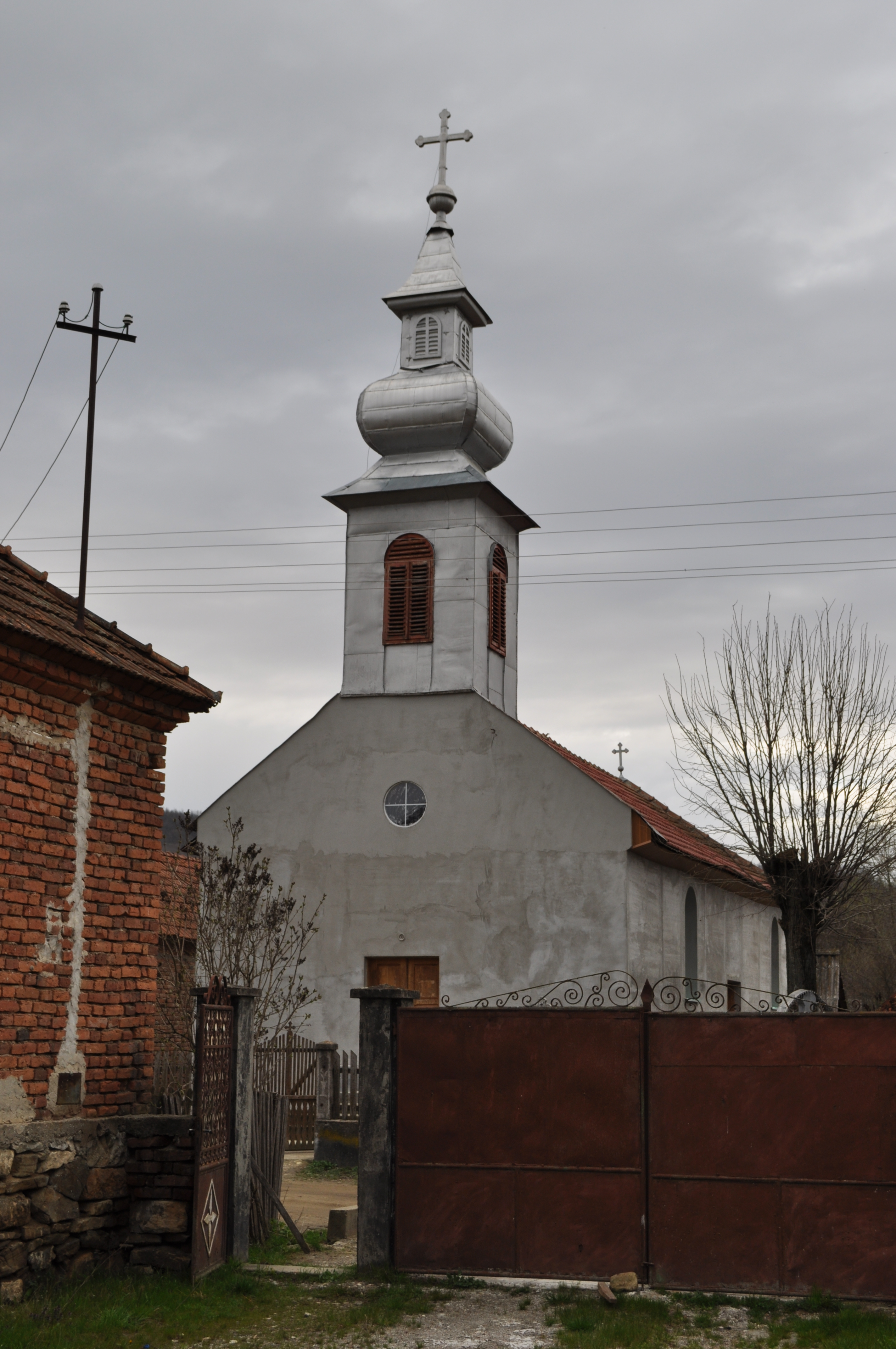
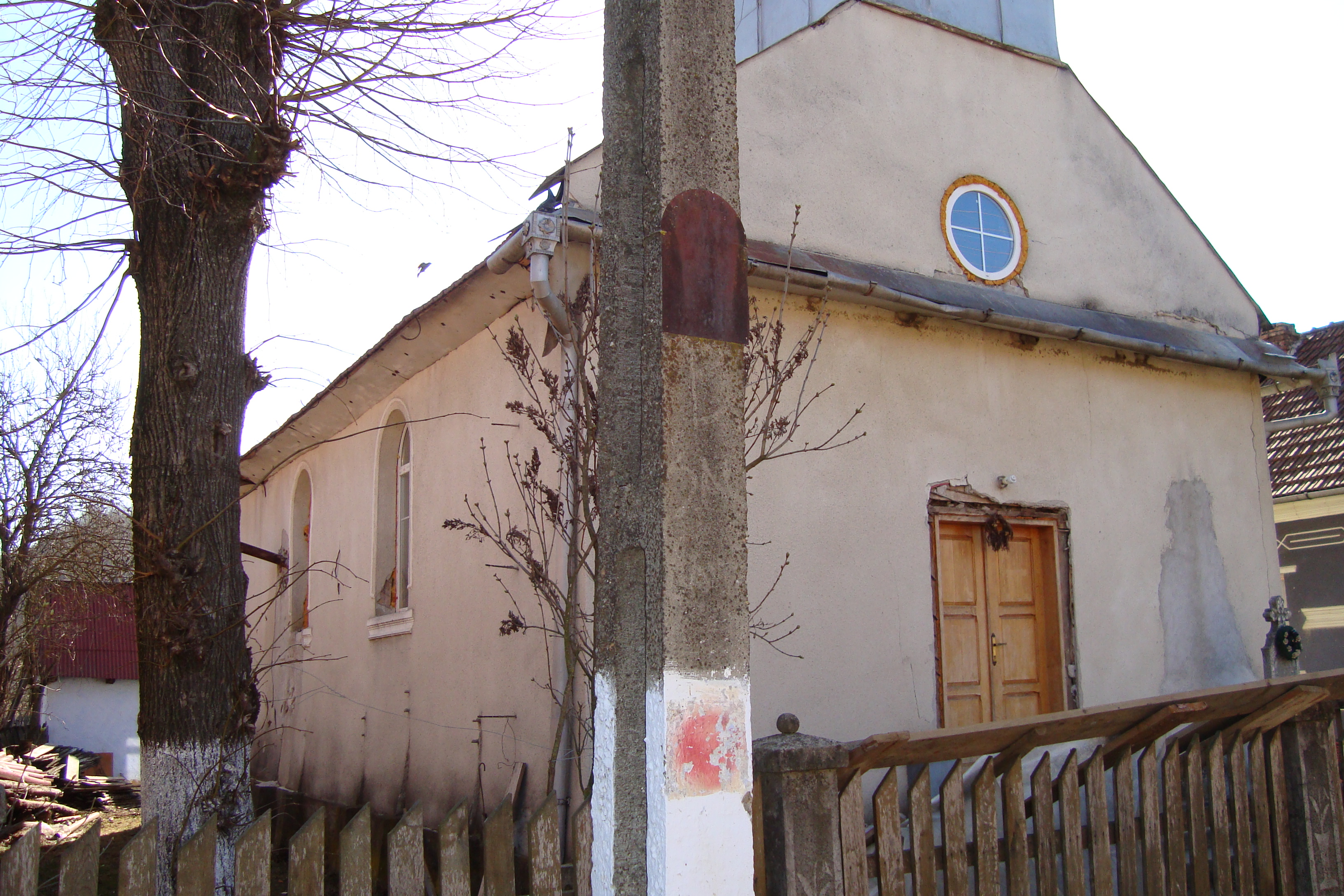
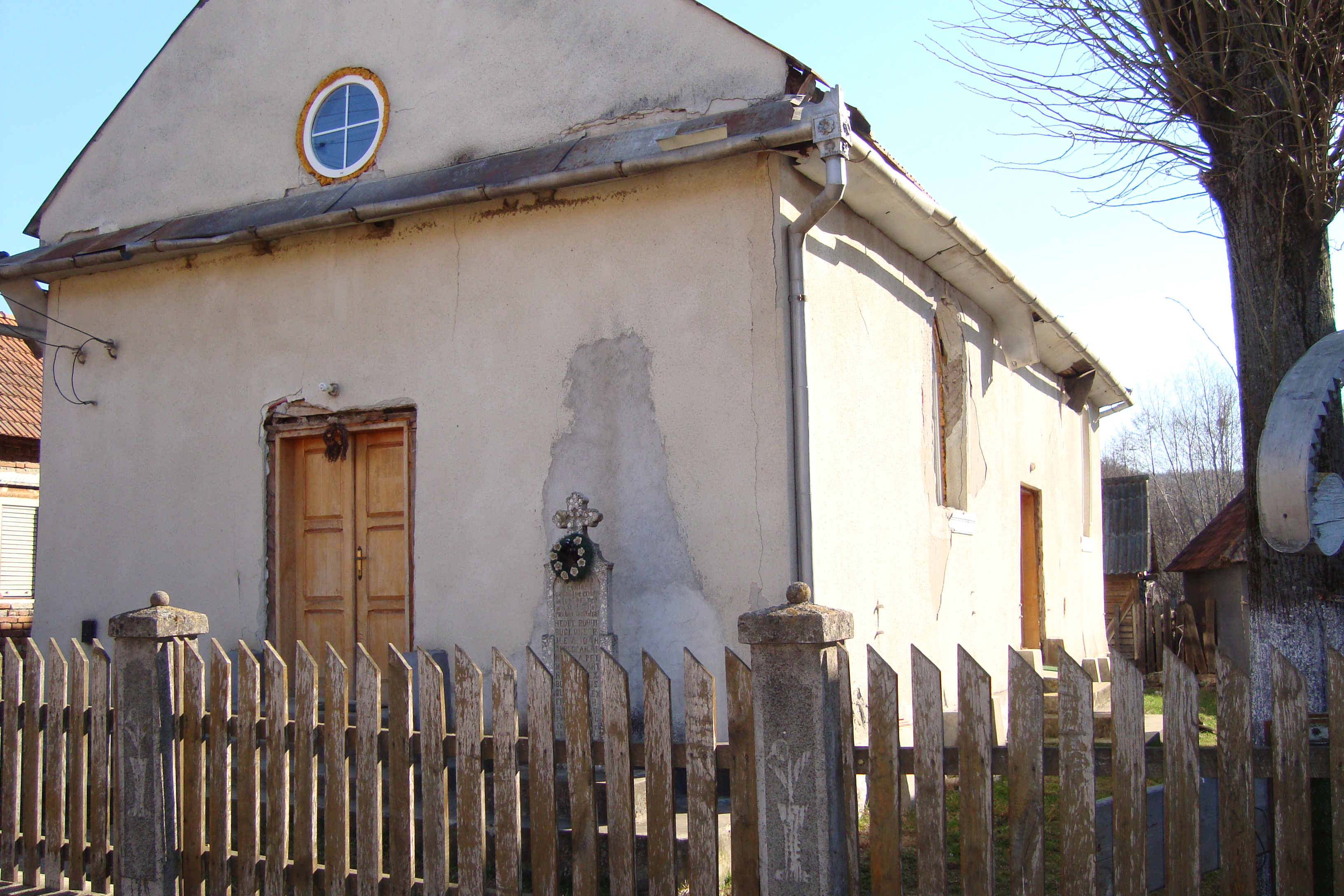
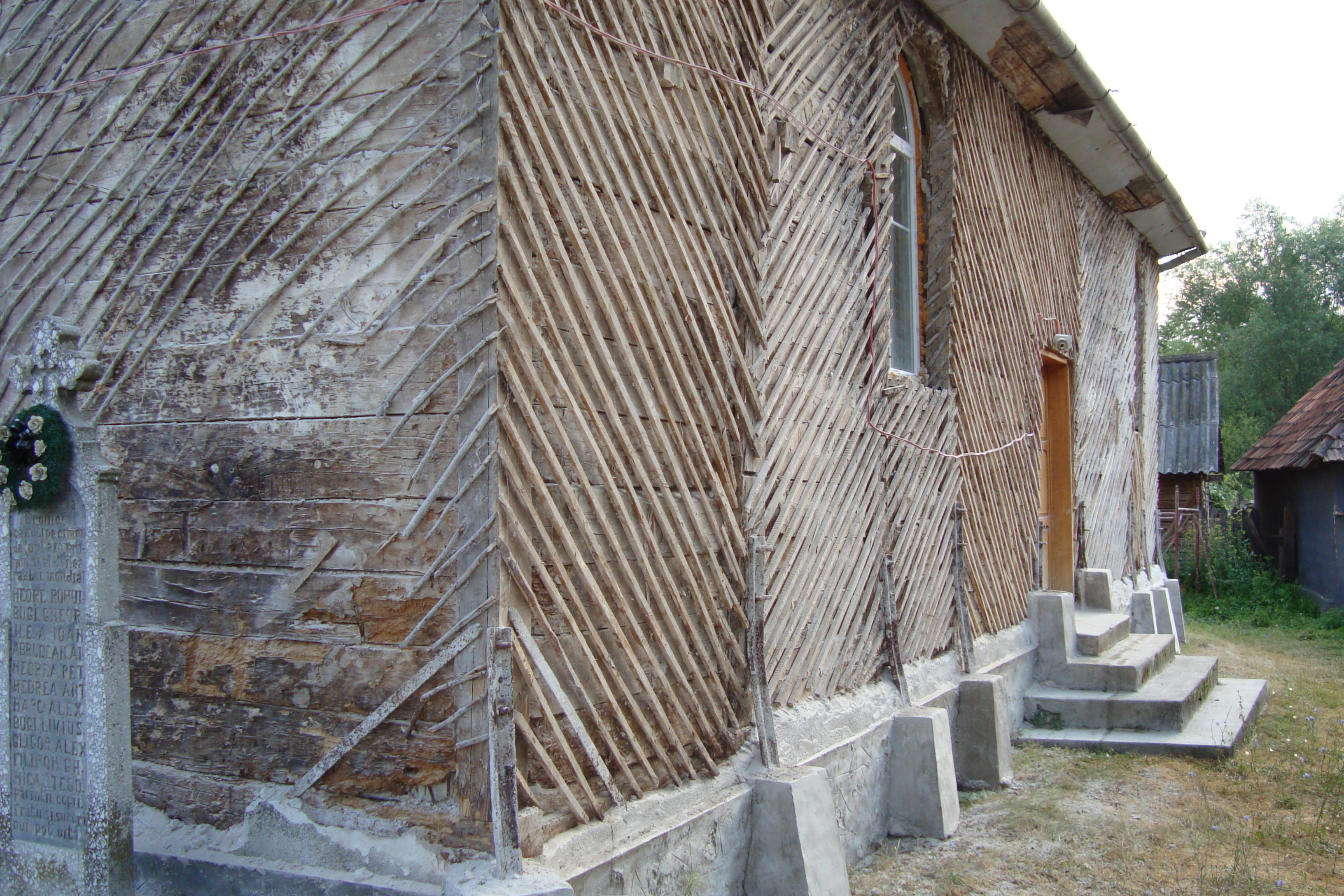
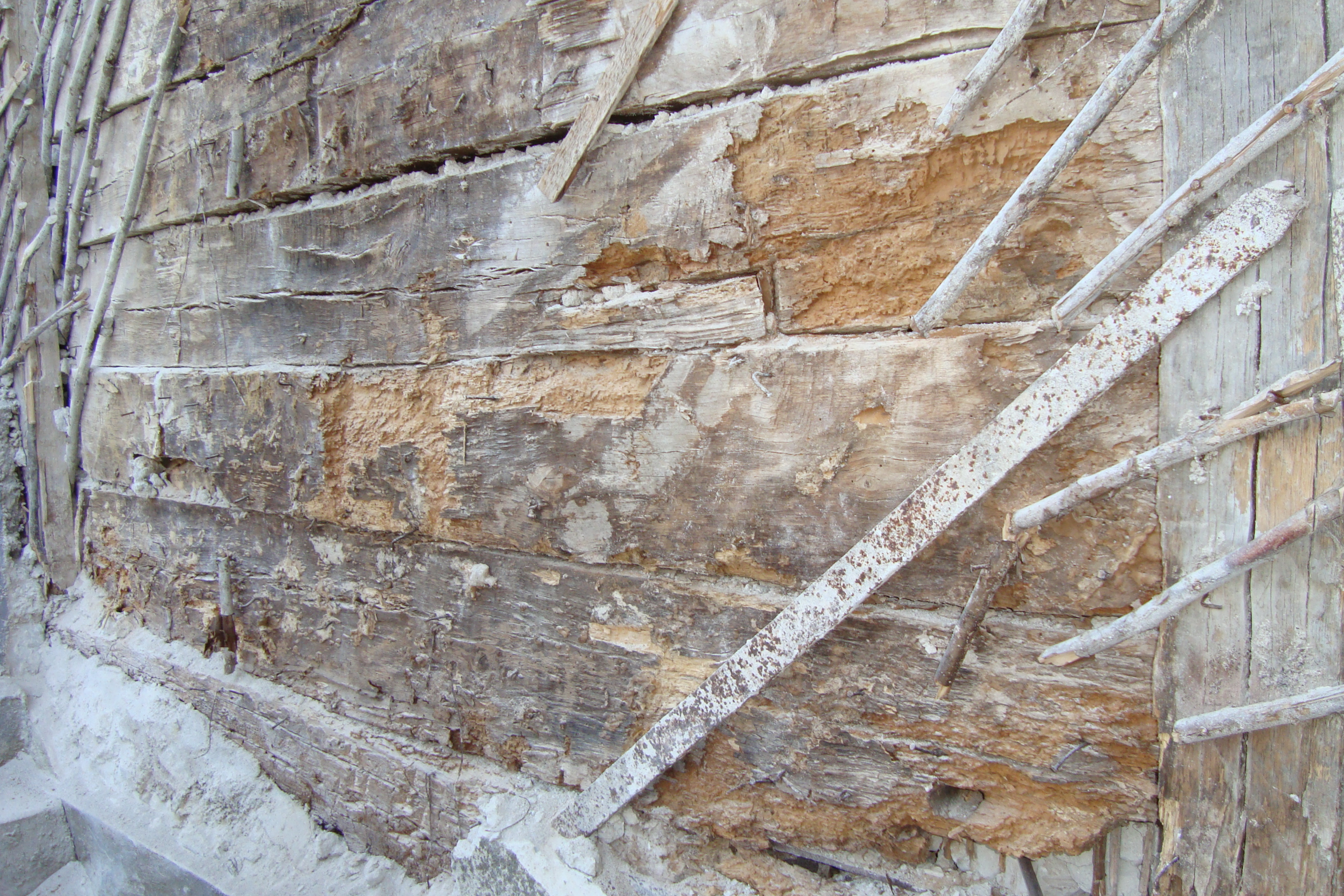
Biserica, cu bârnele la vedere, în timpul lucrărilor de reparații din 2012
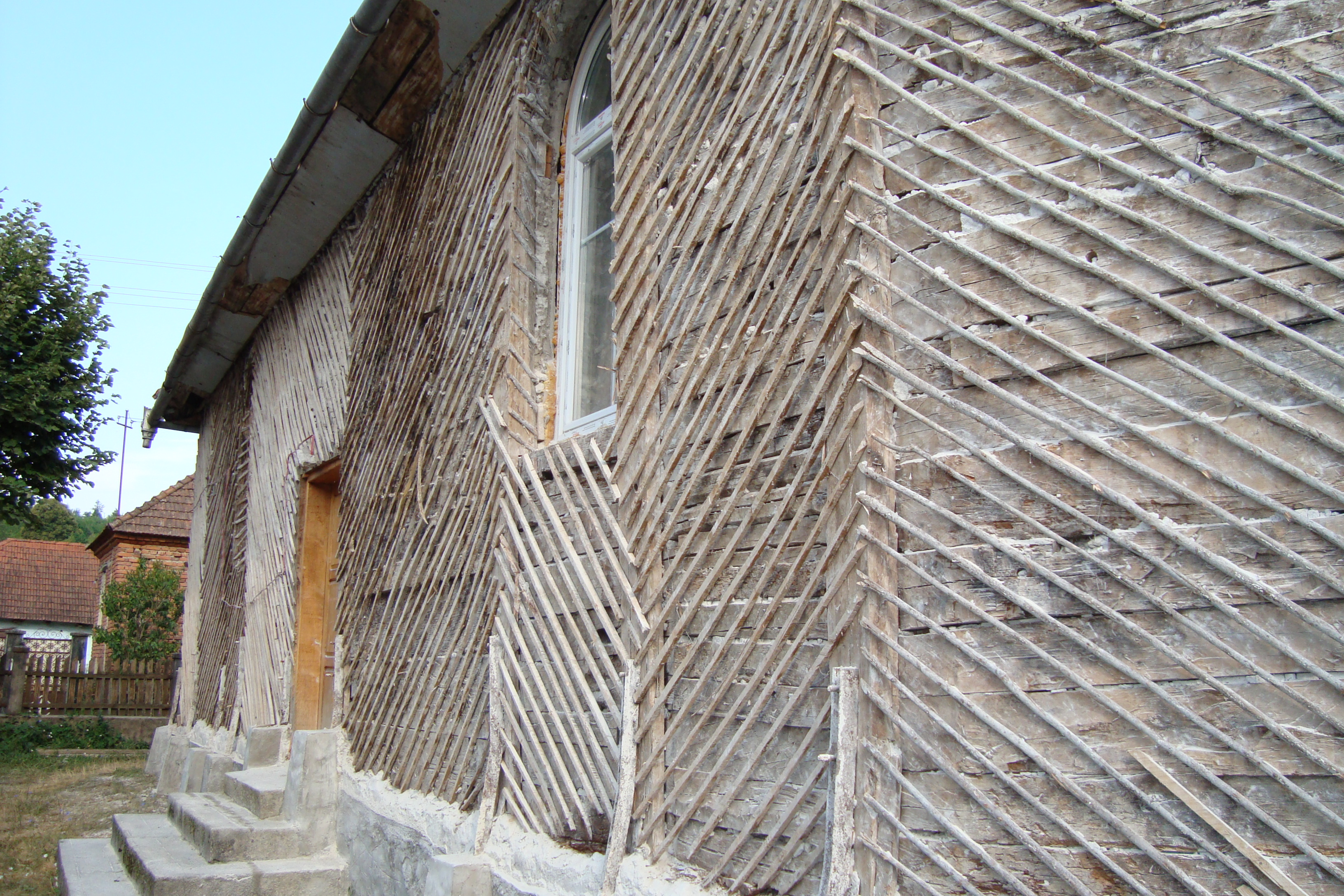
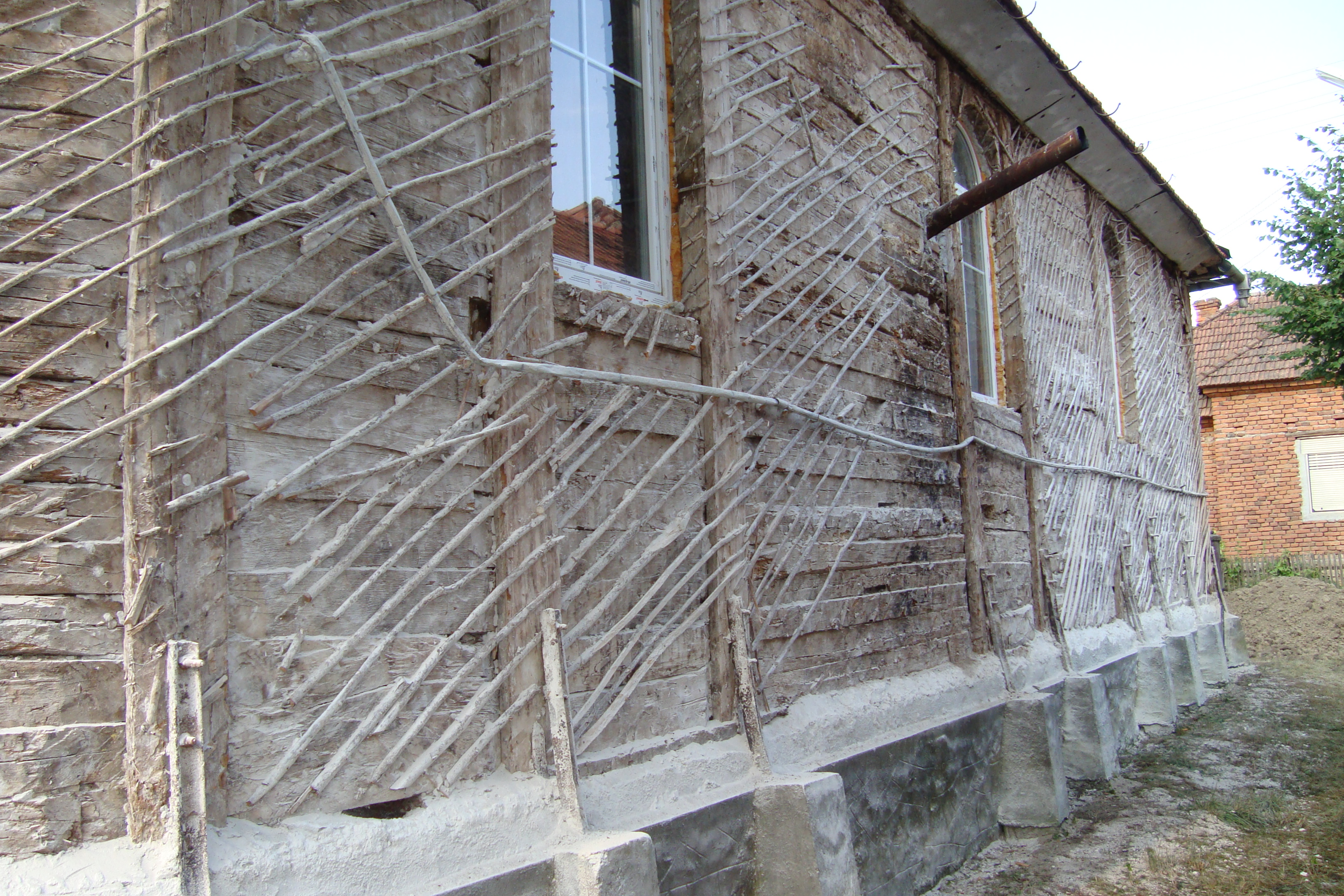
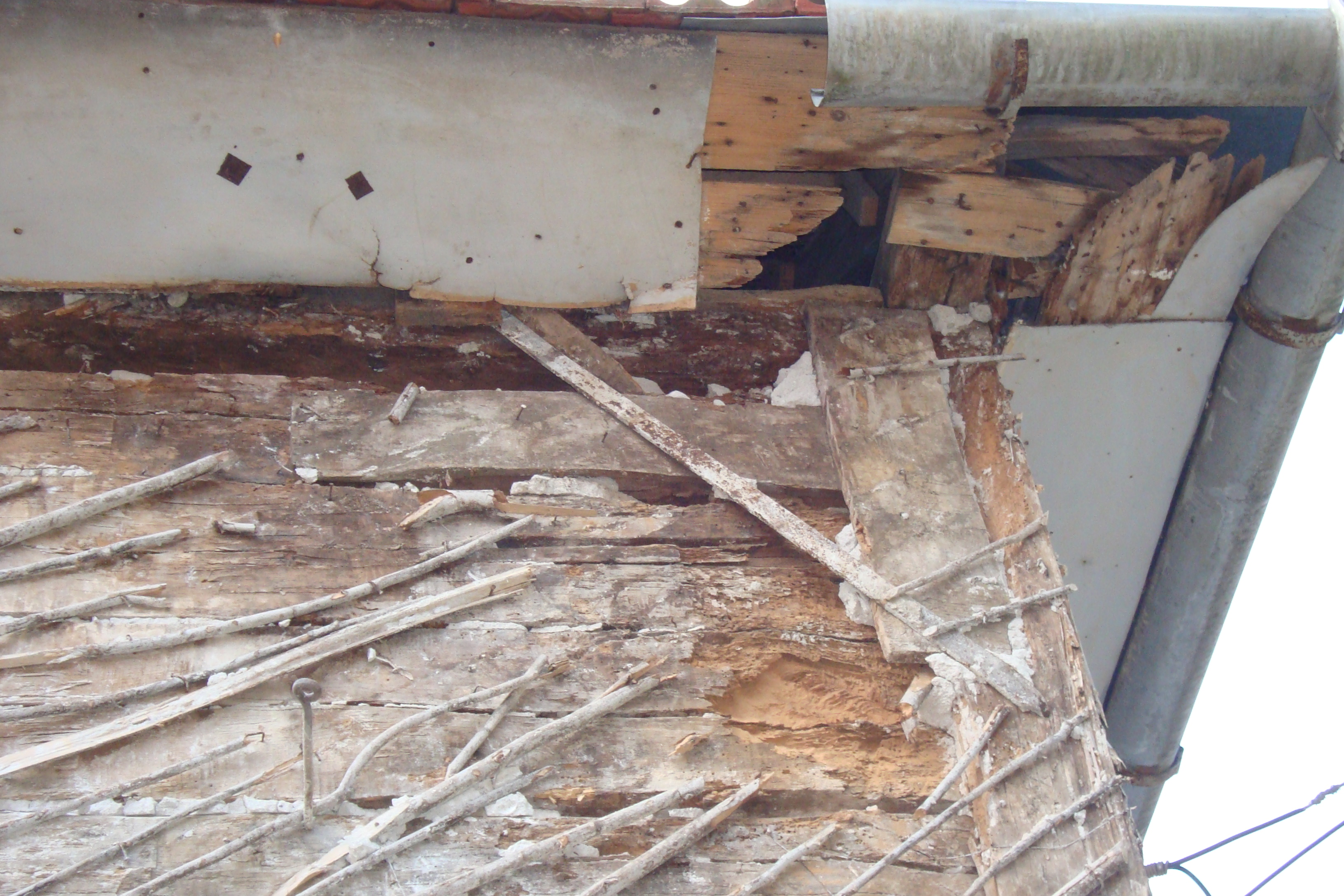
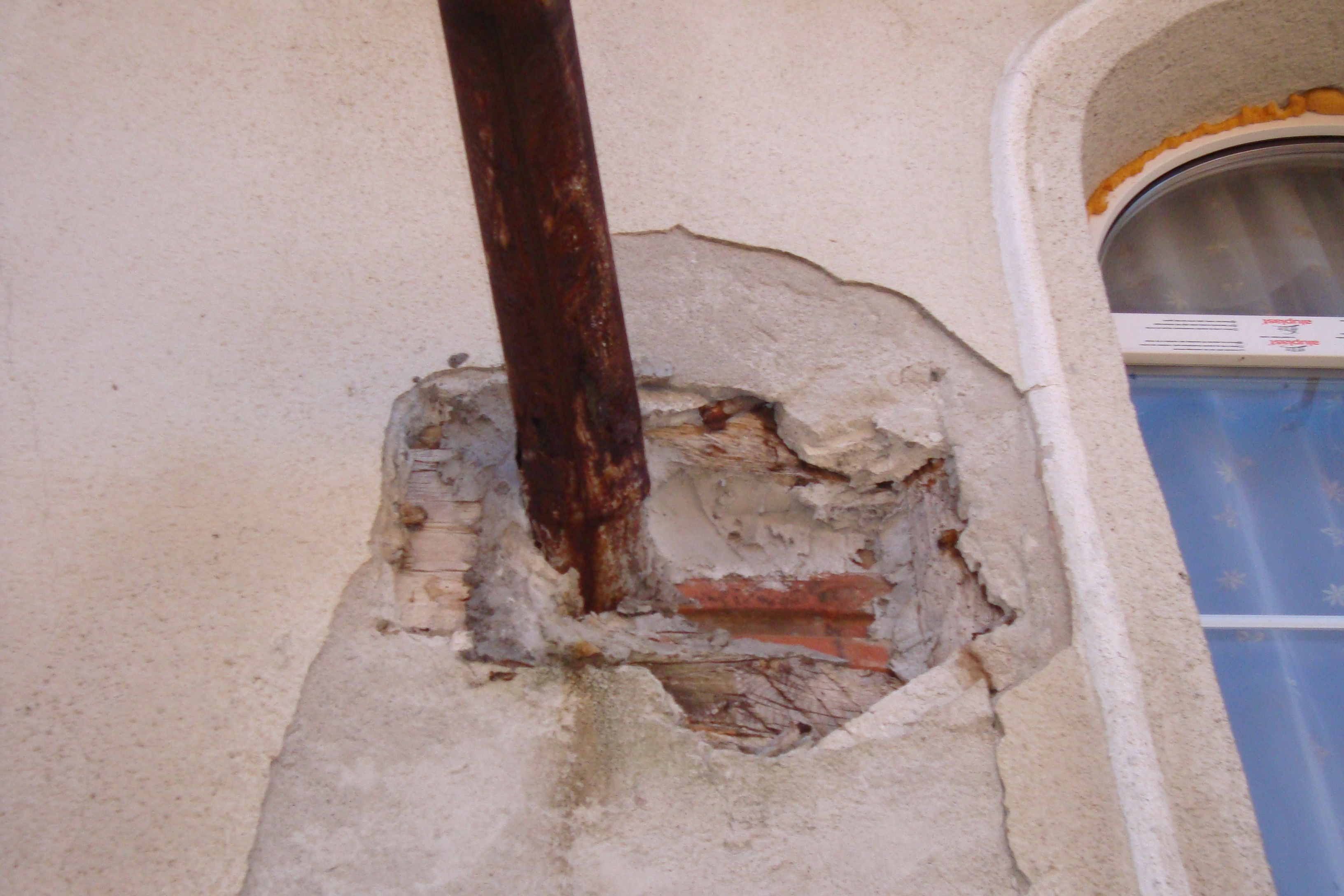
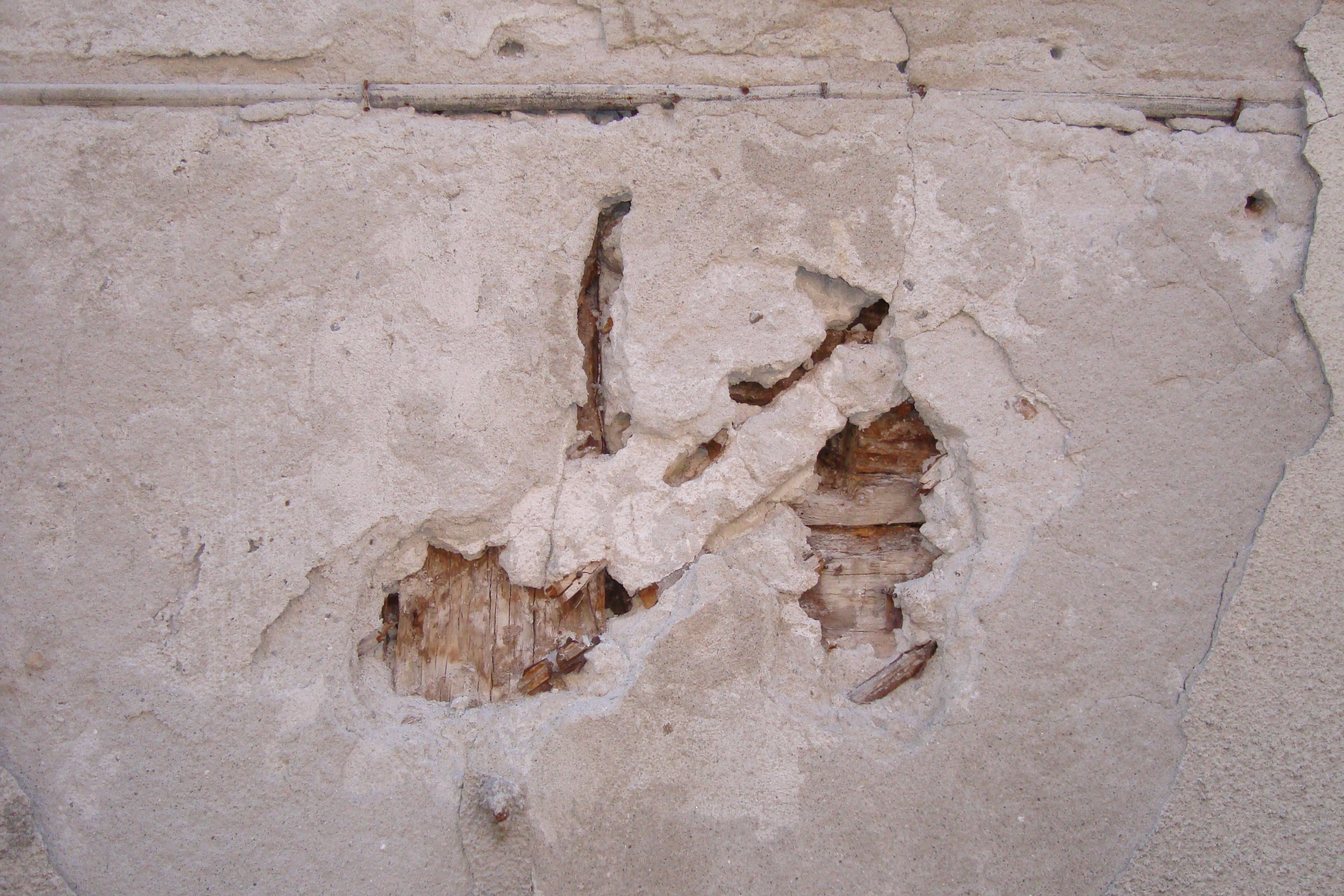
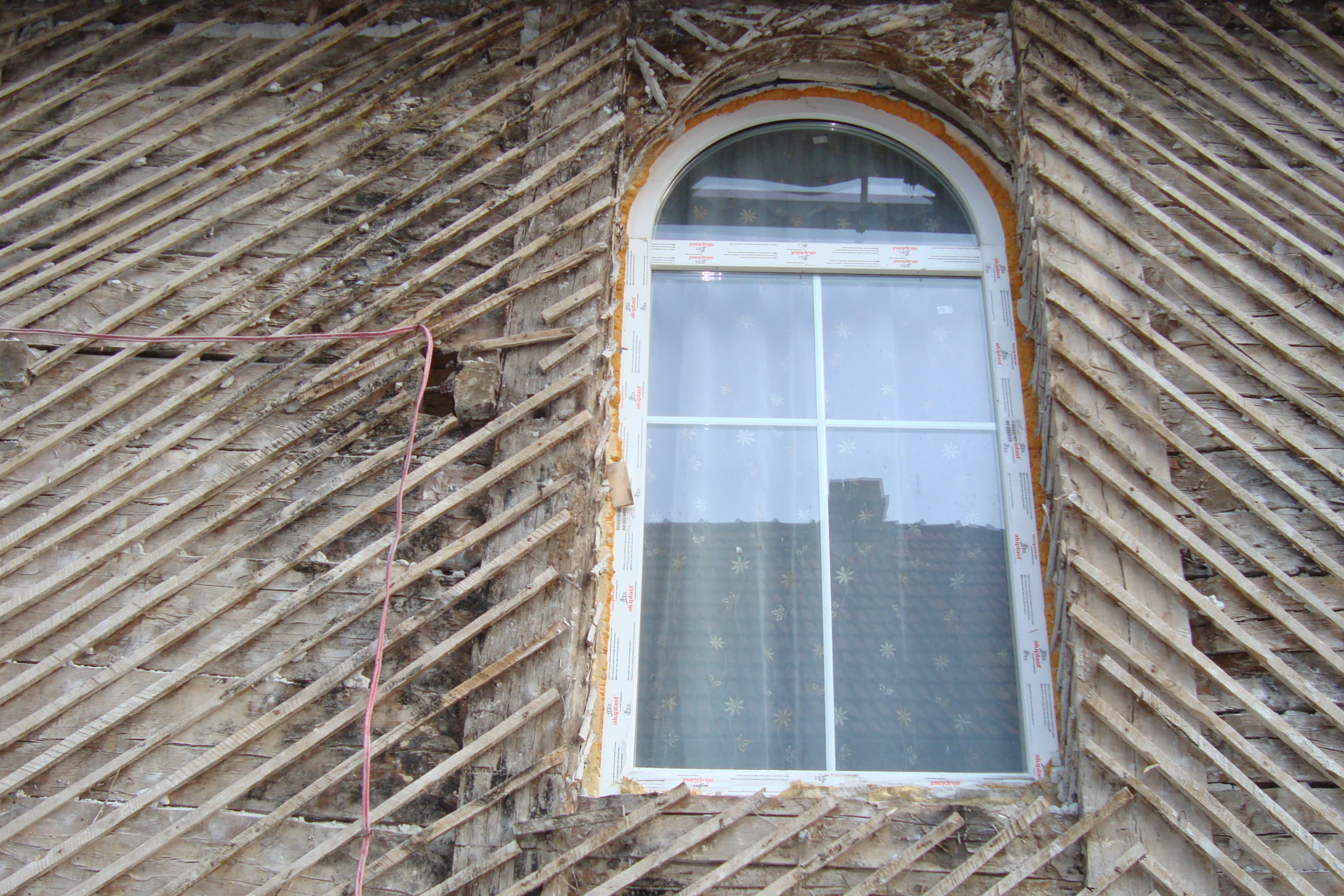
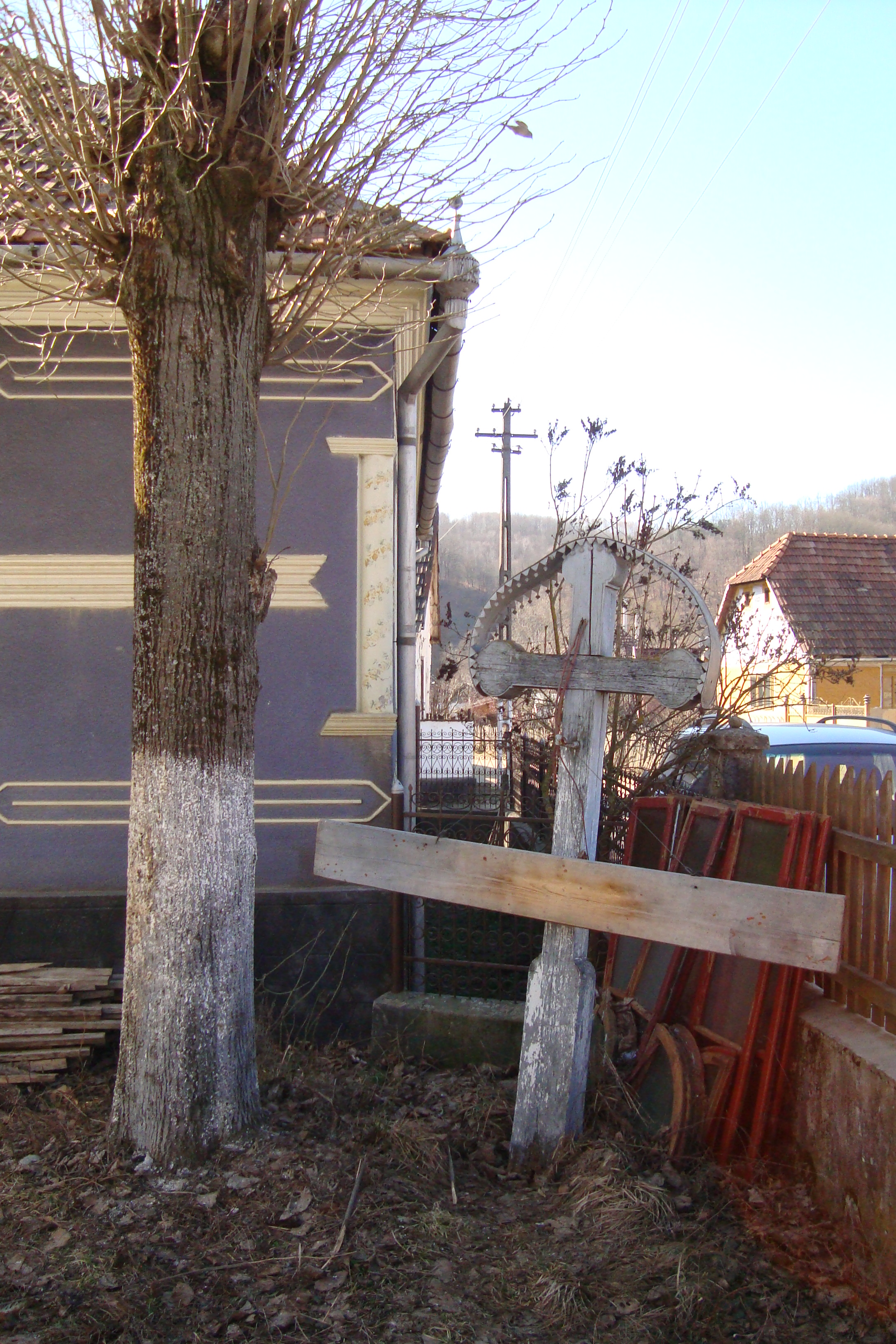
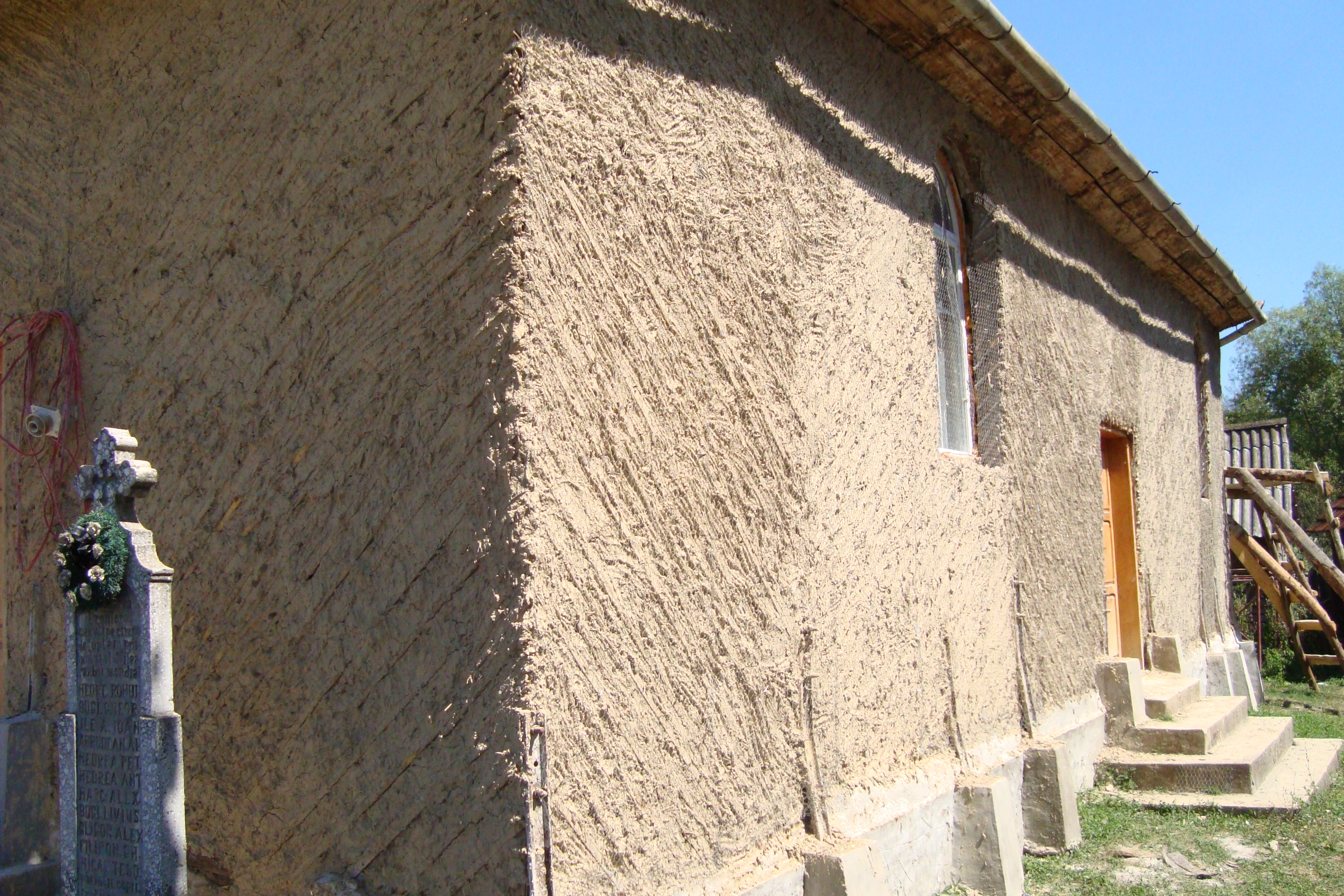
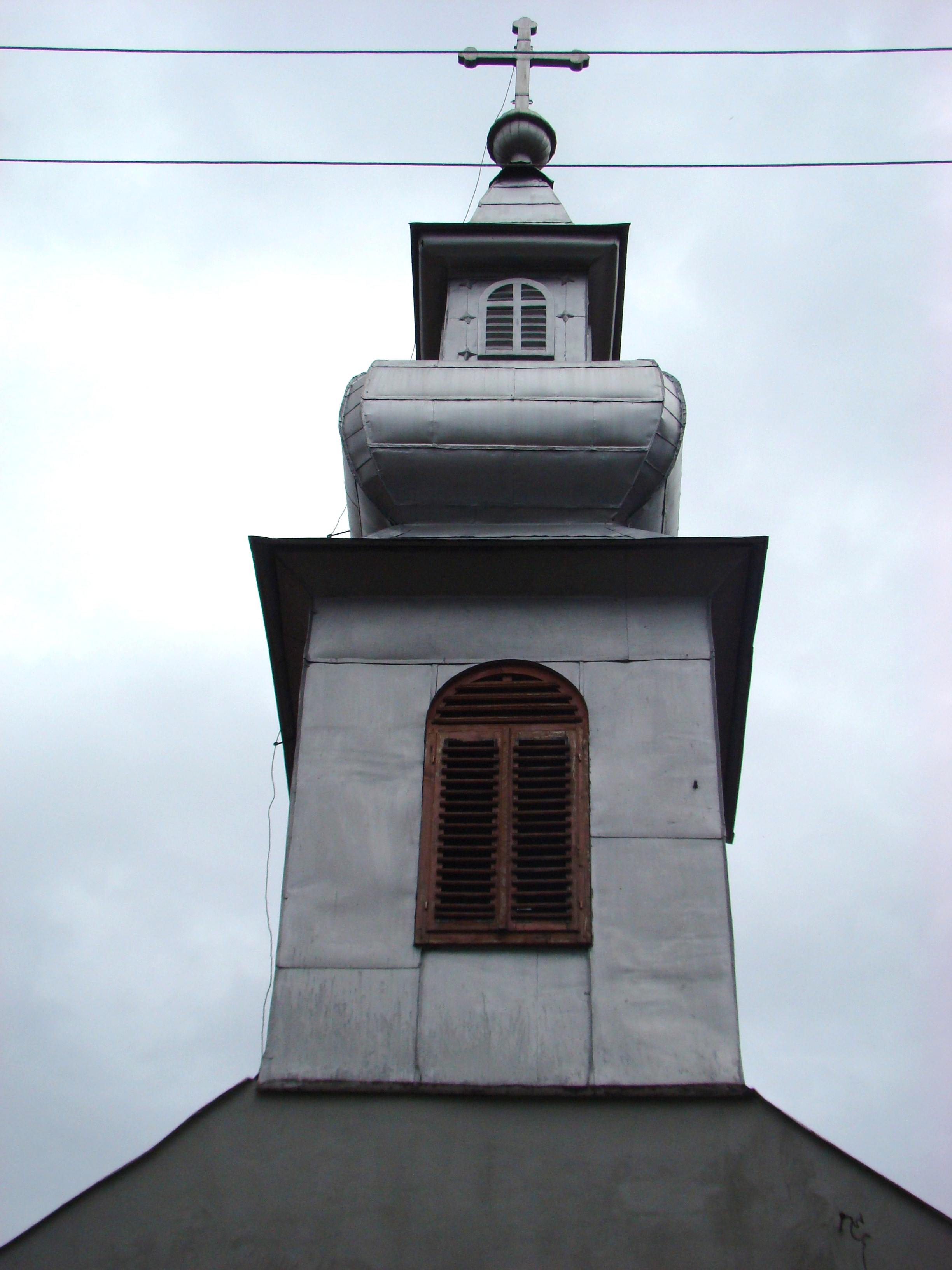
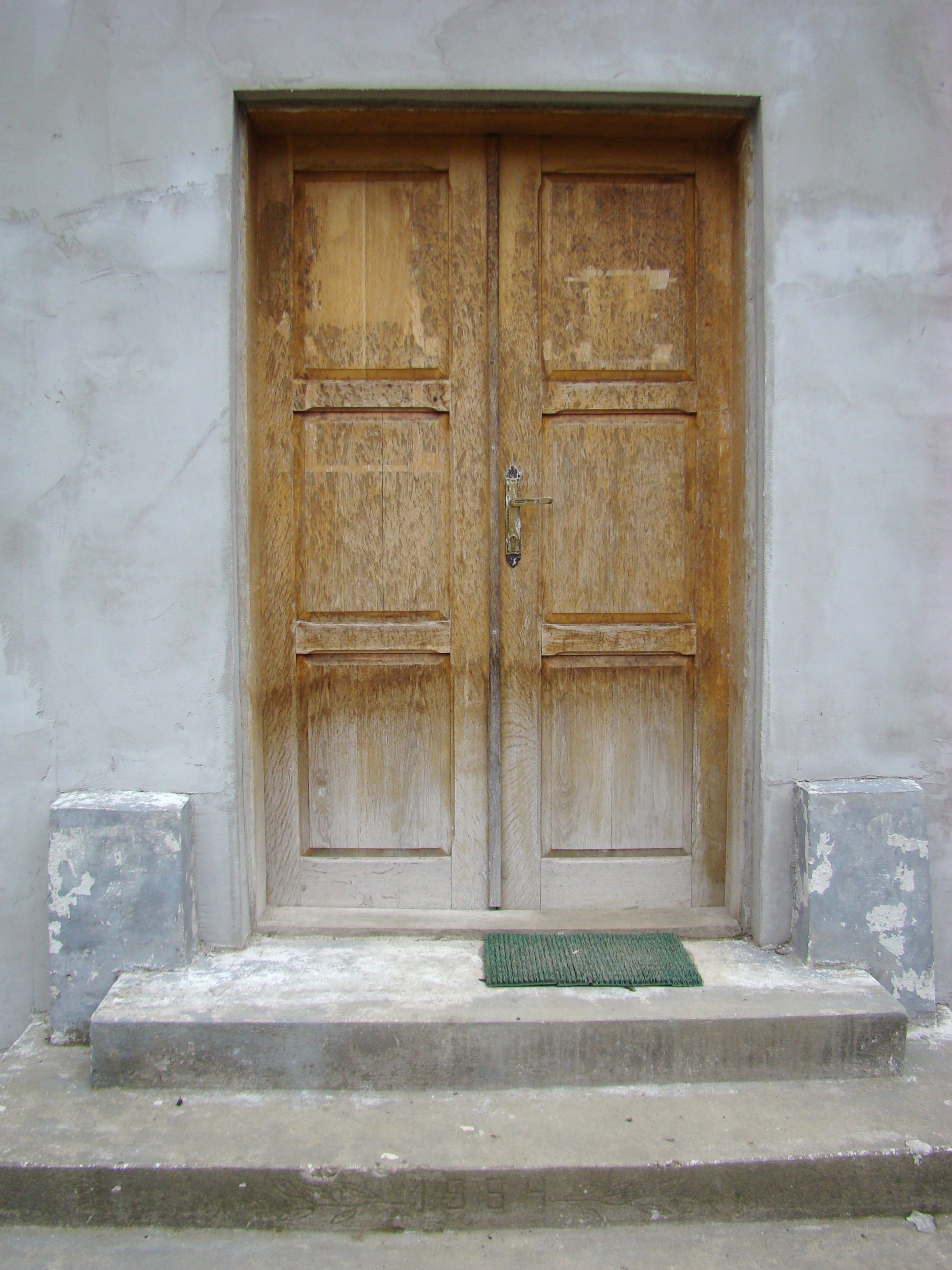
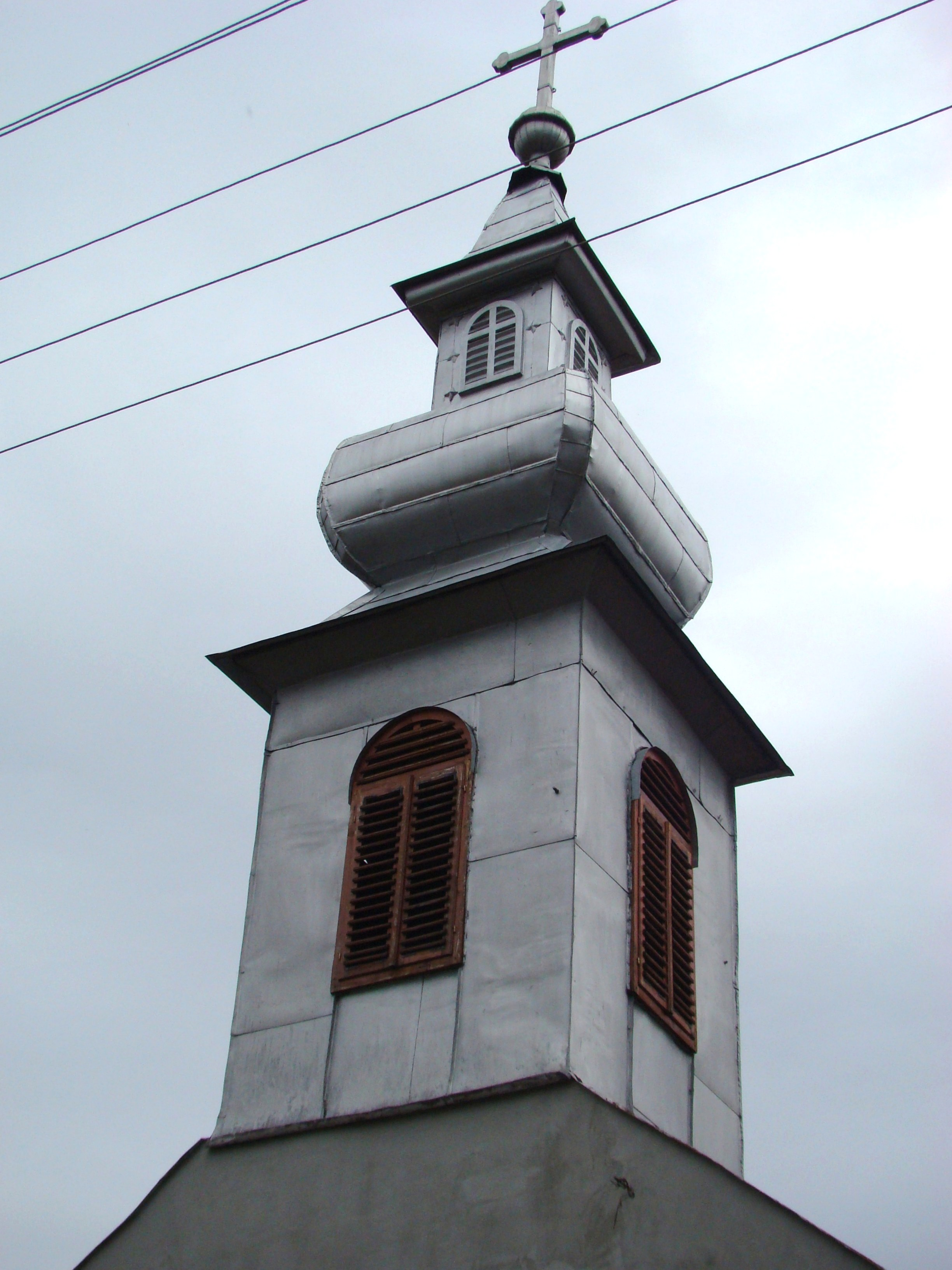
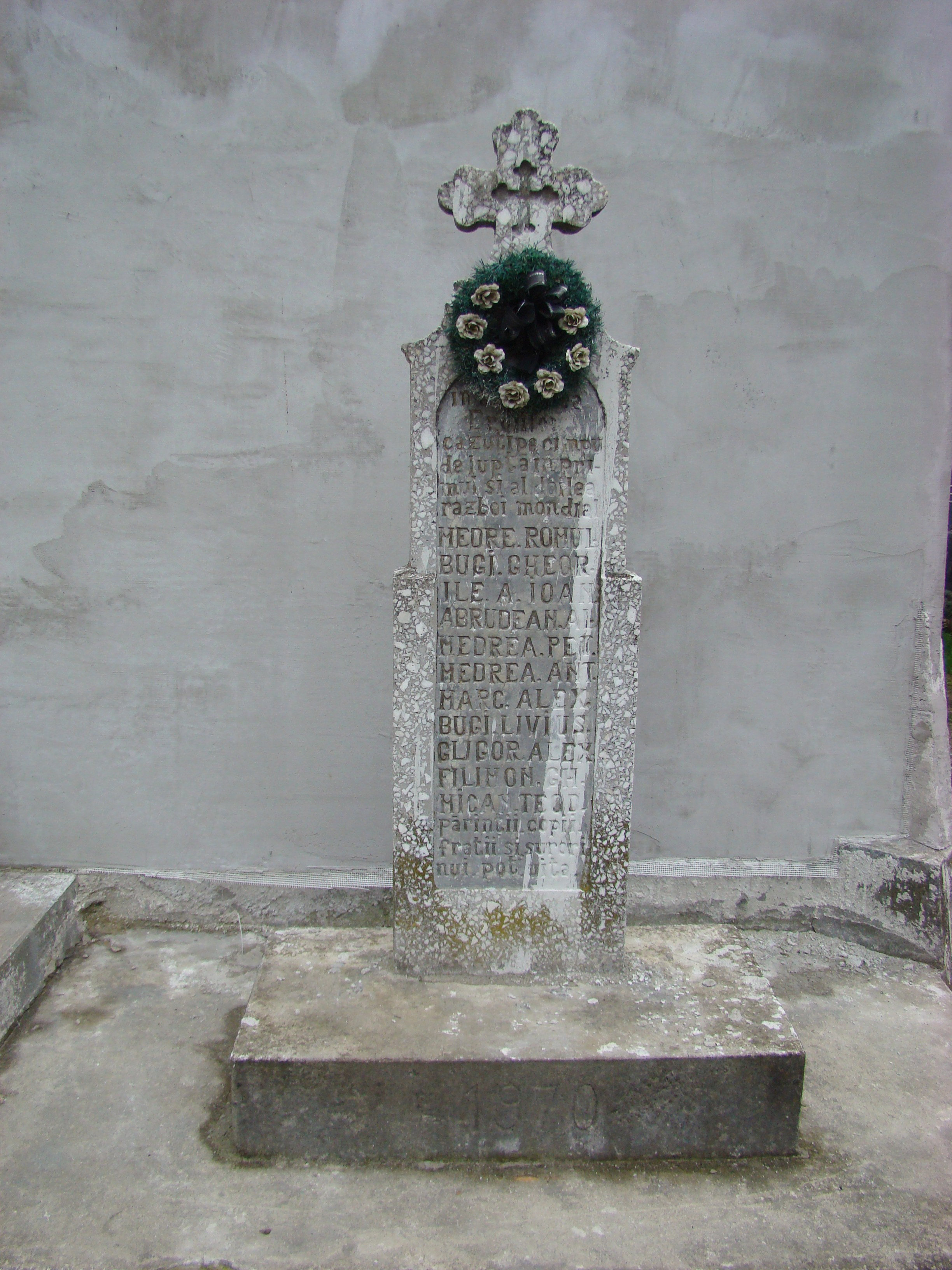
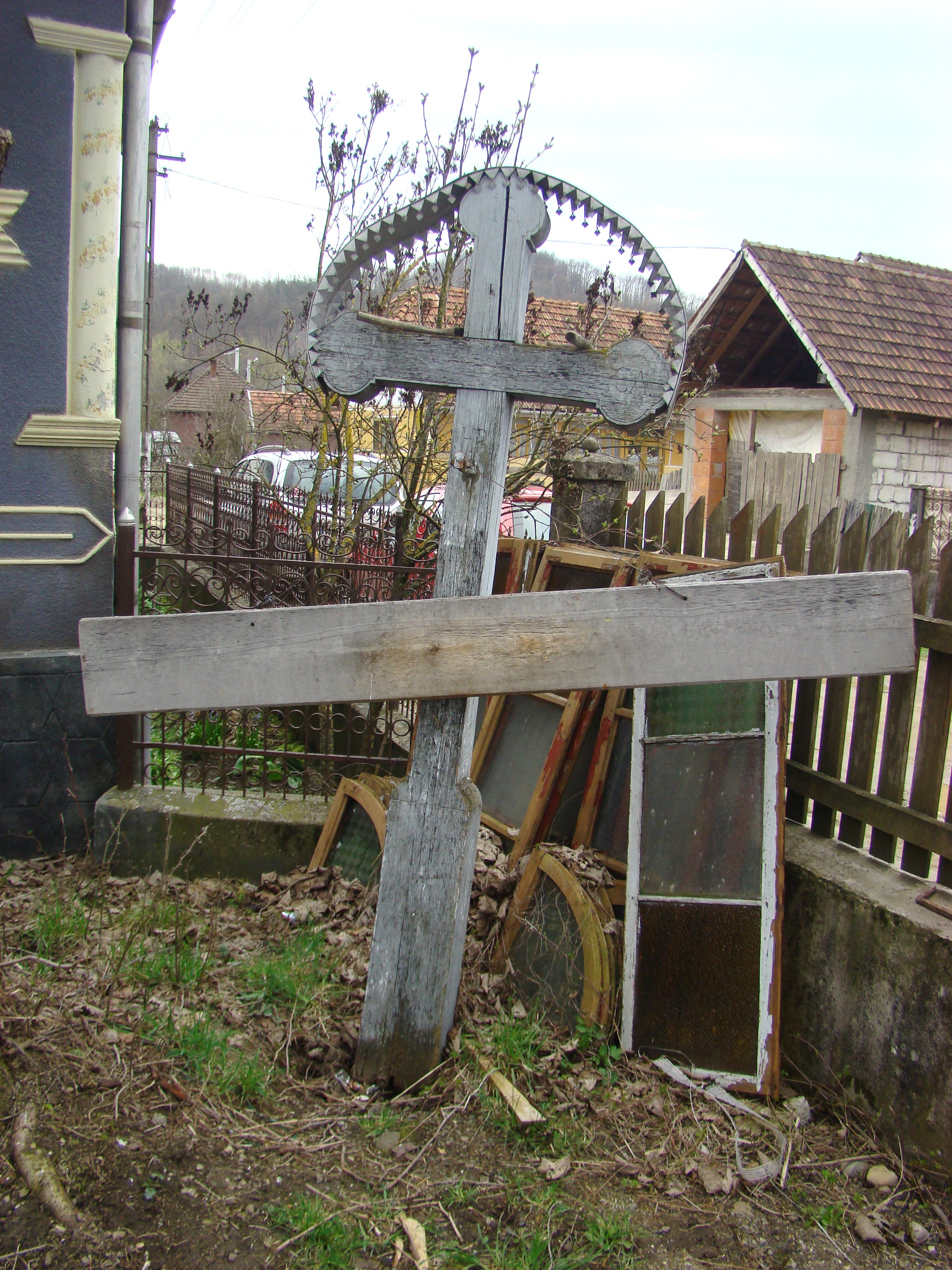
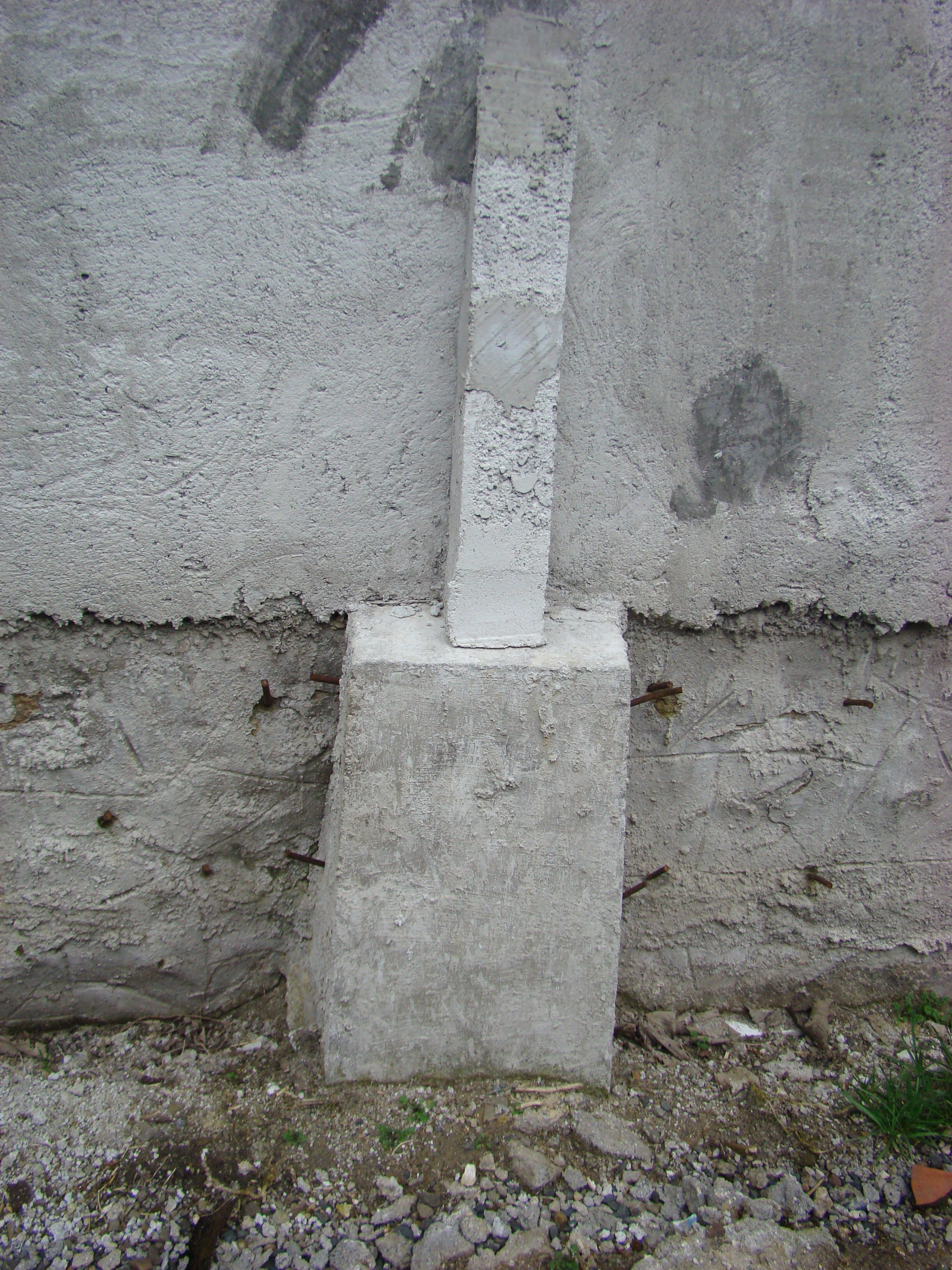
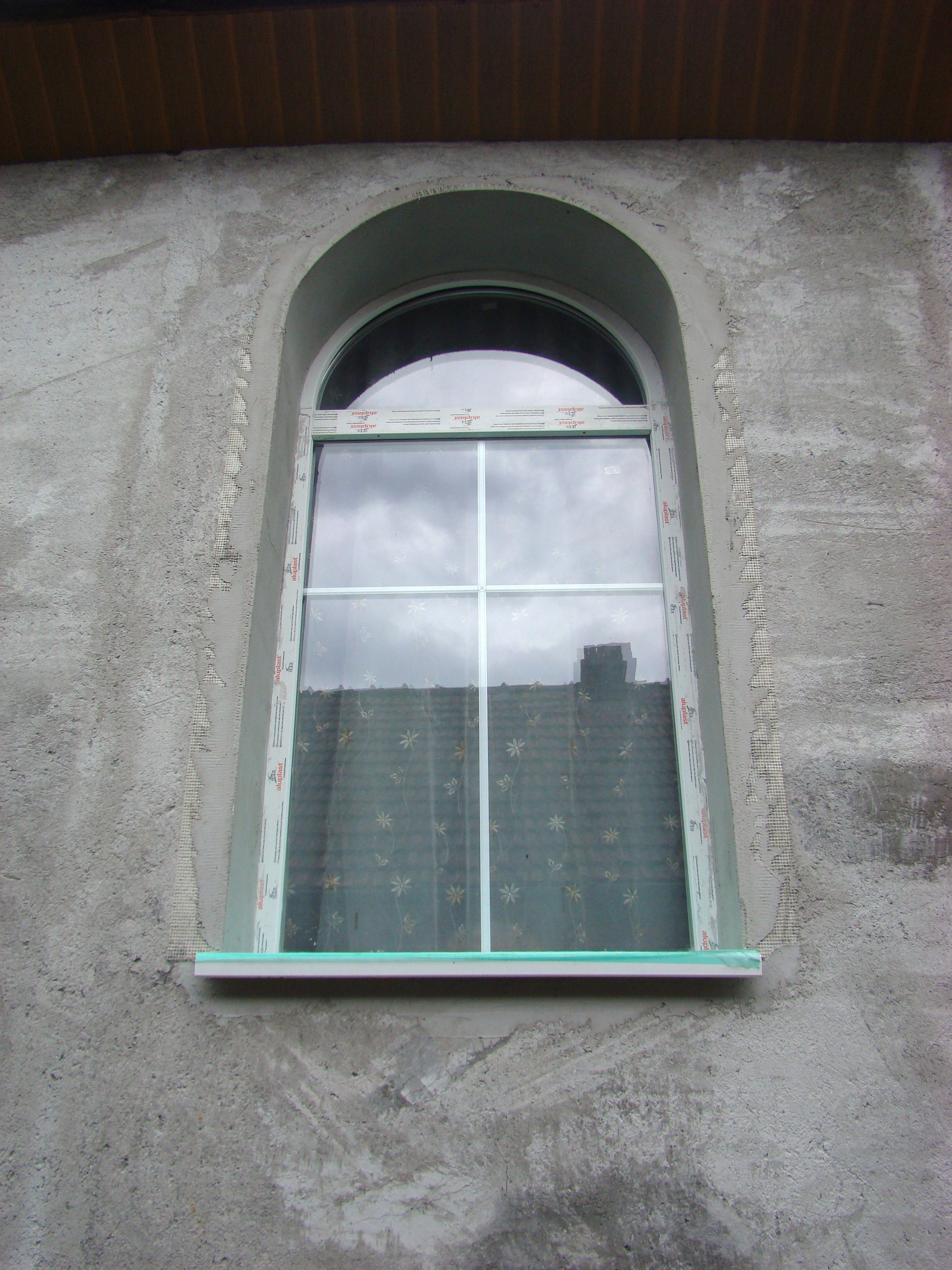
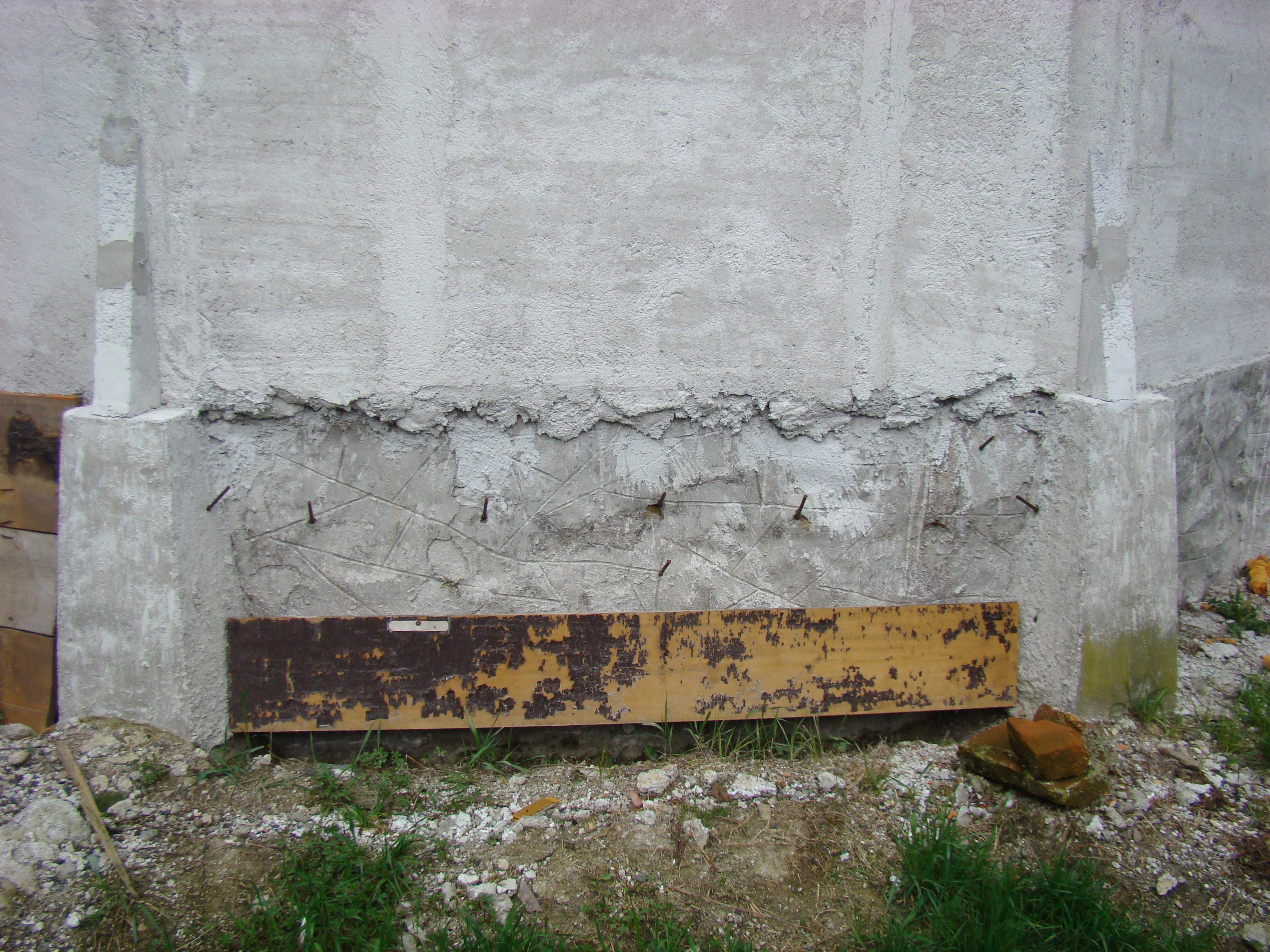
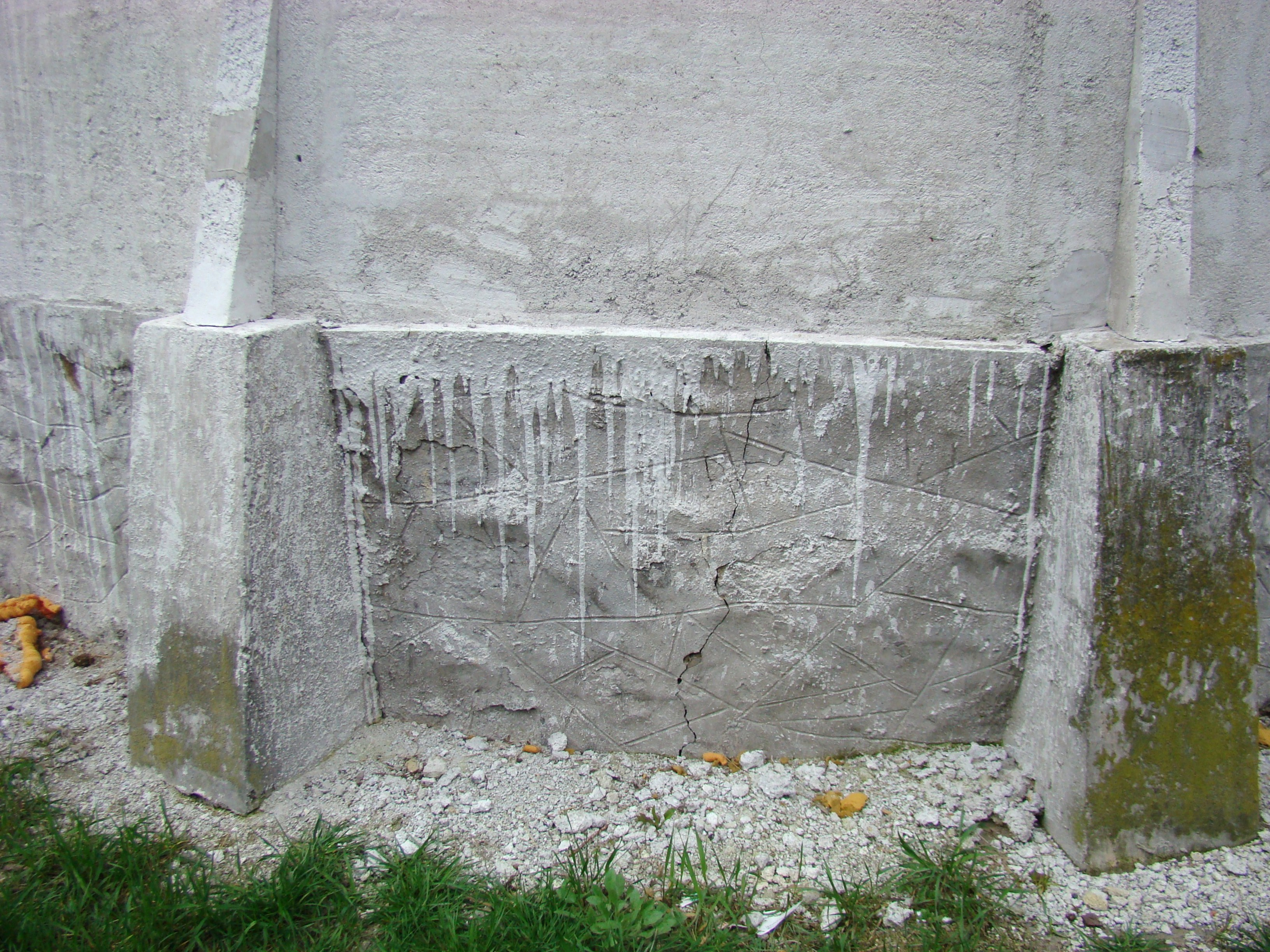
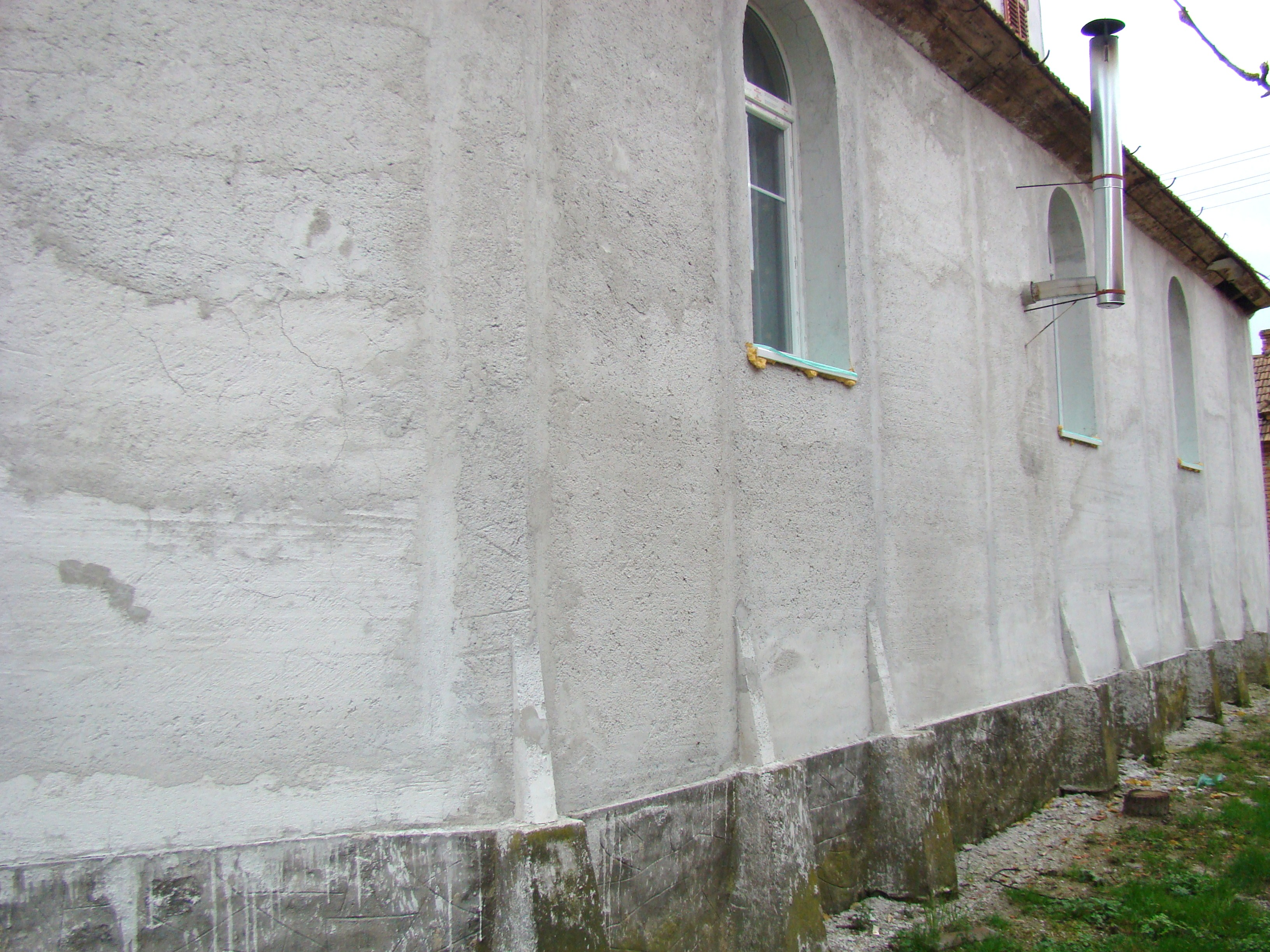
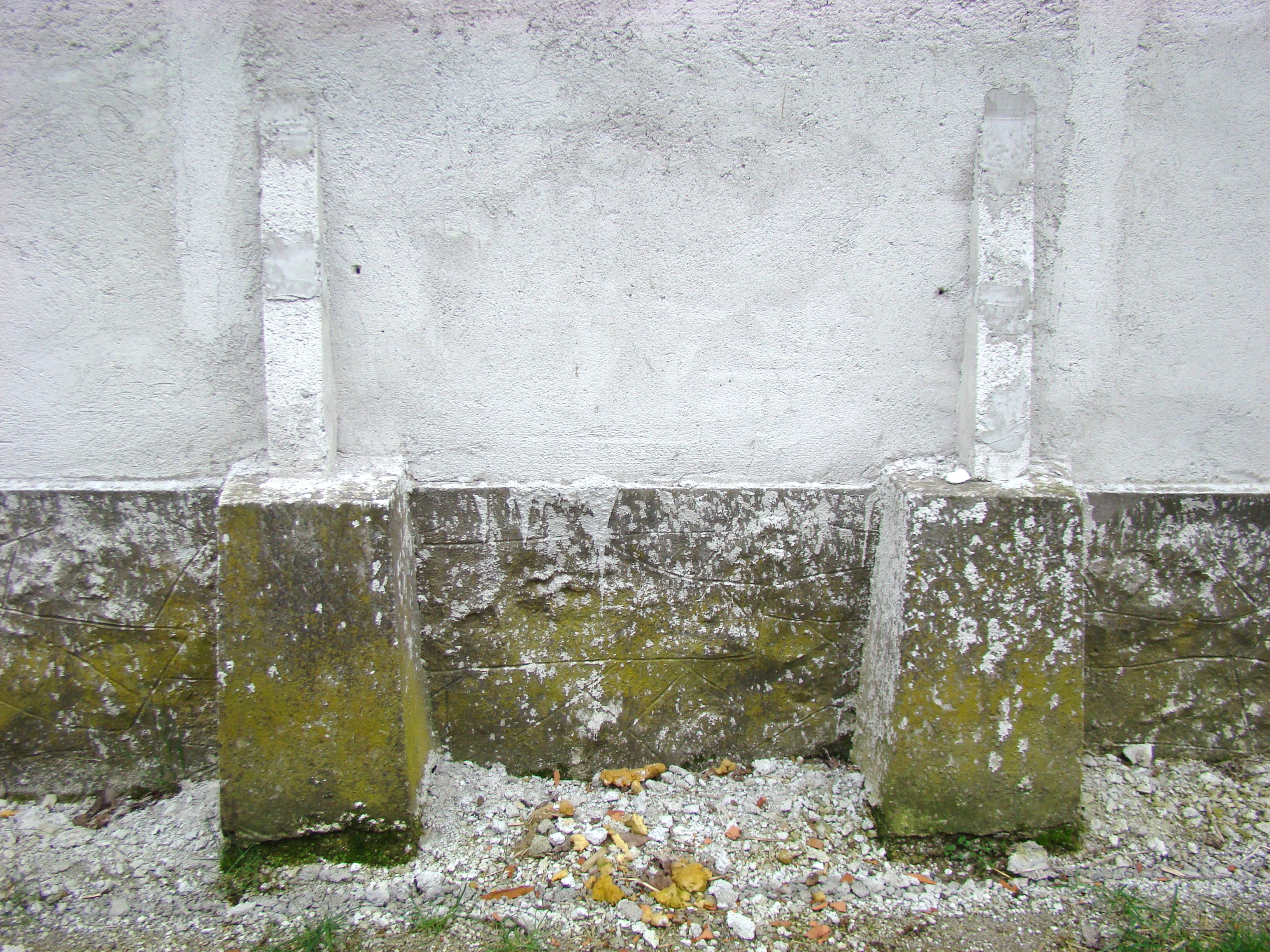

## Imagini din interior

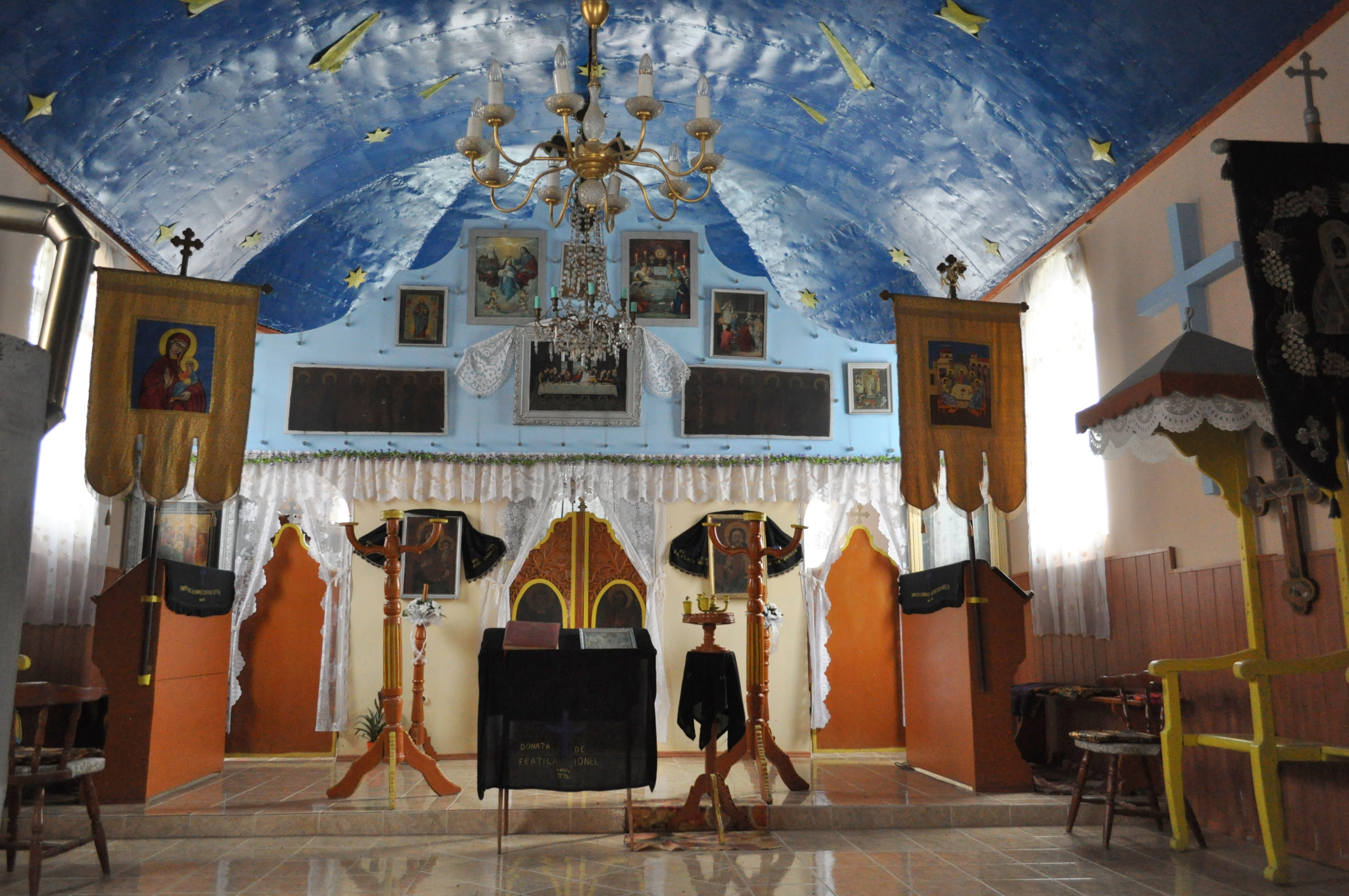
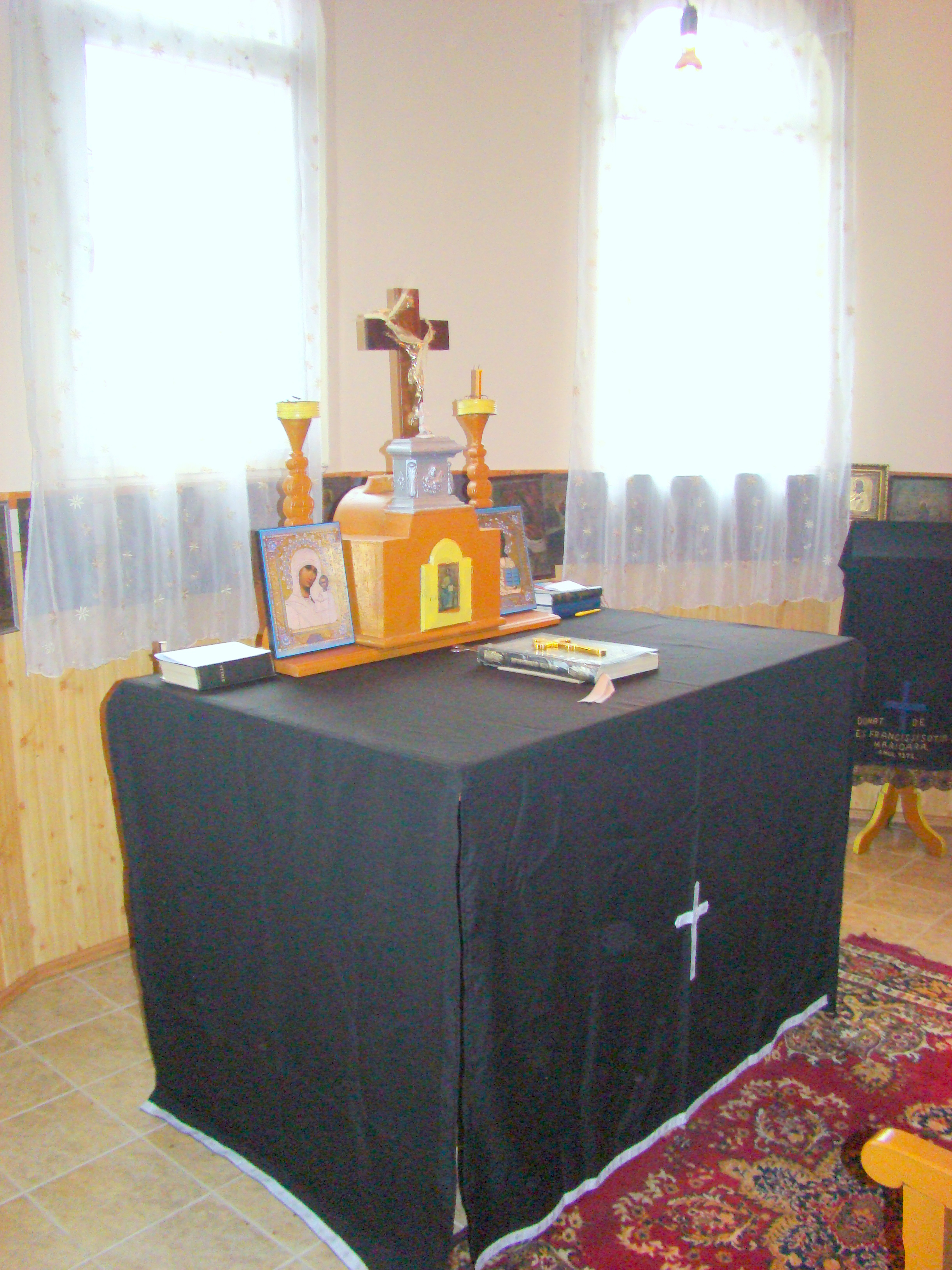
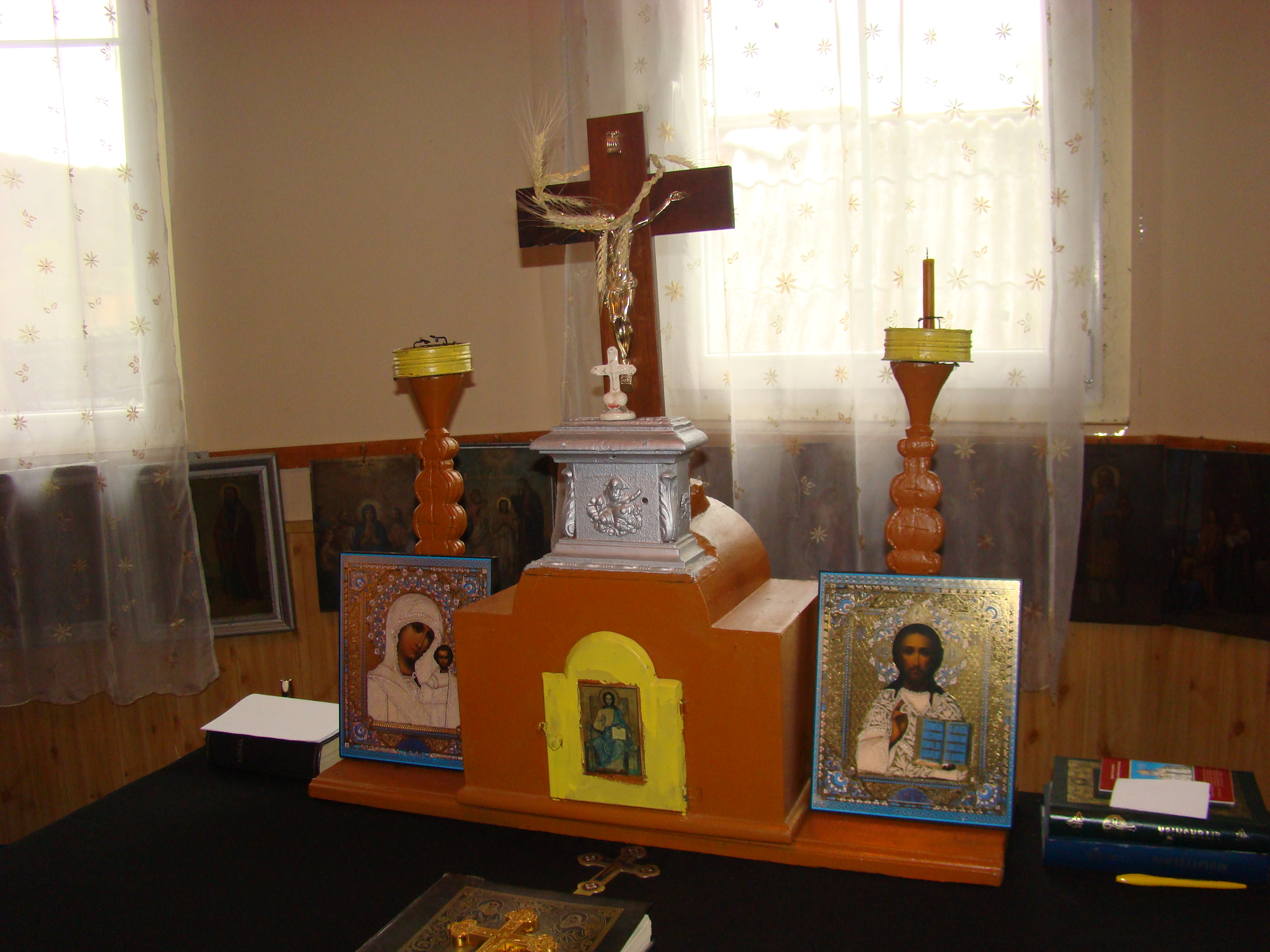
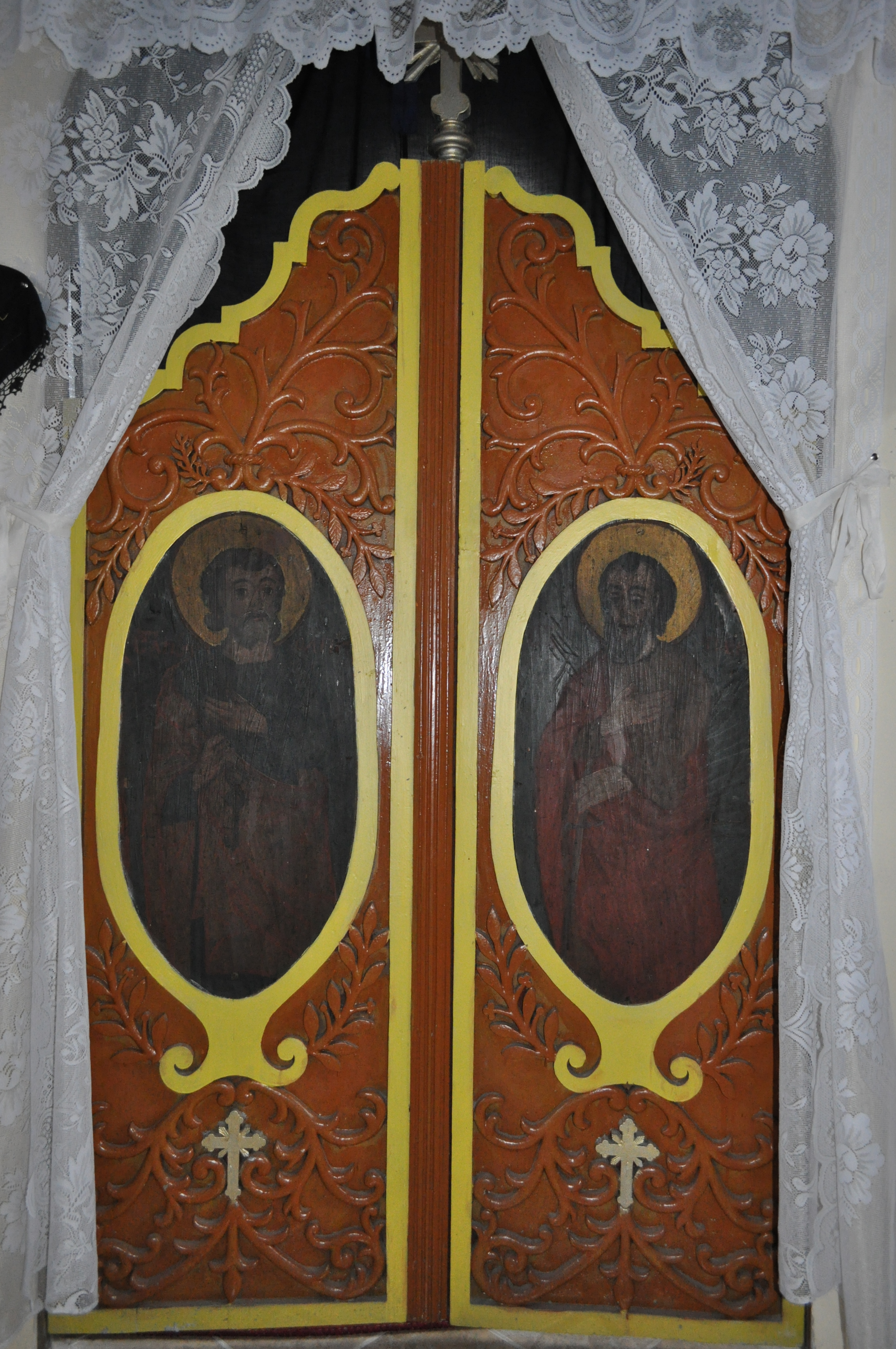
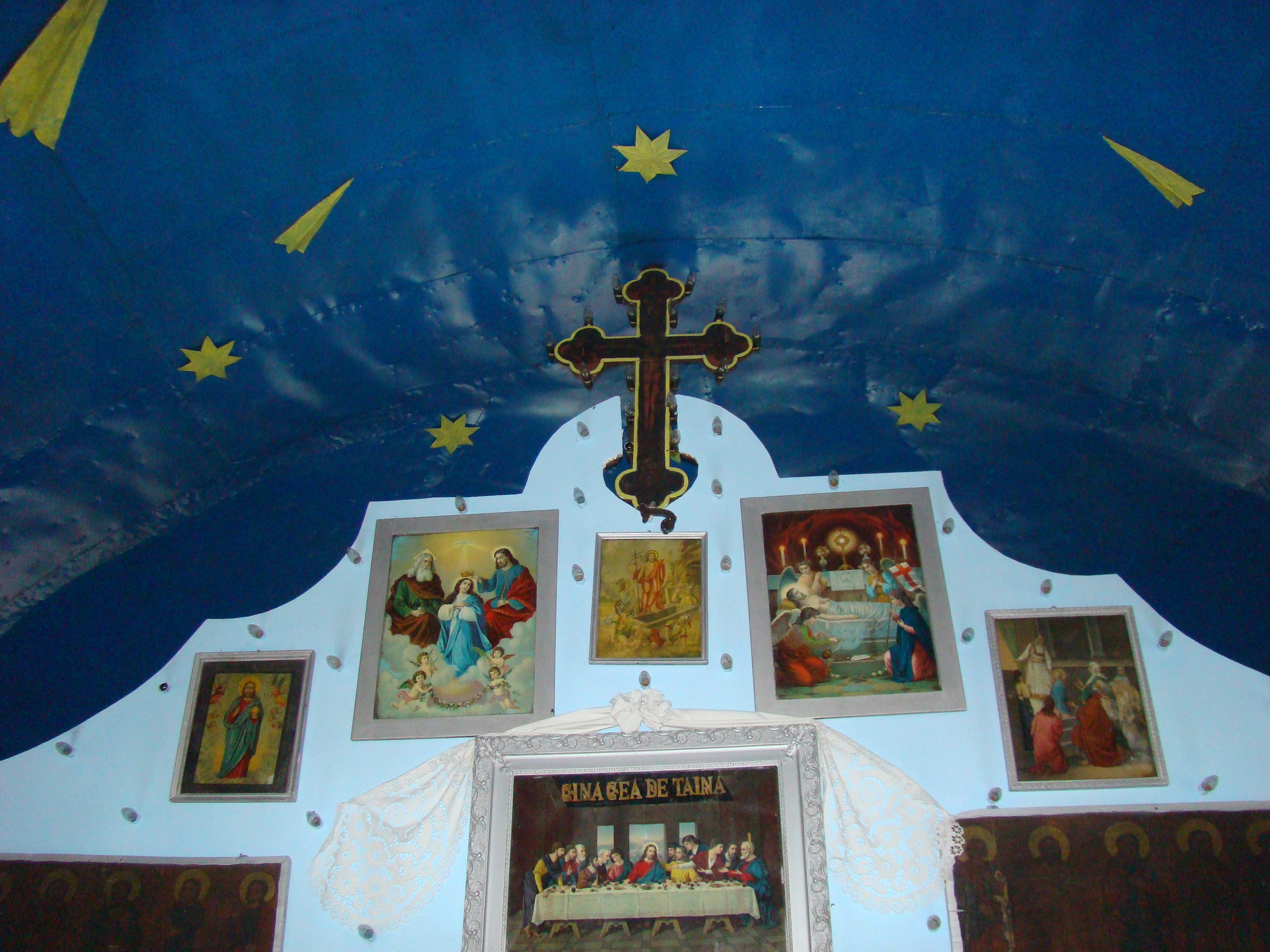
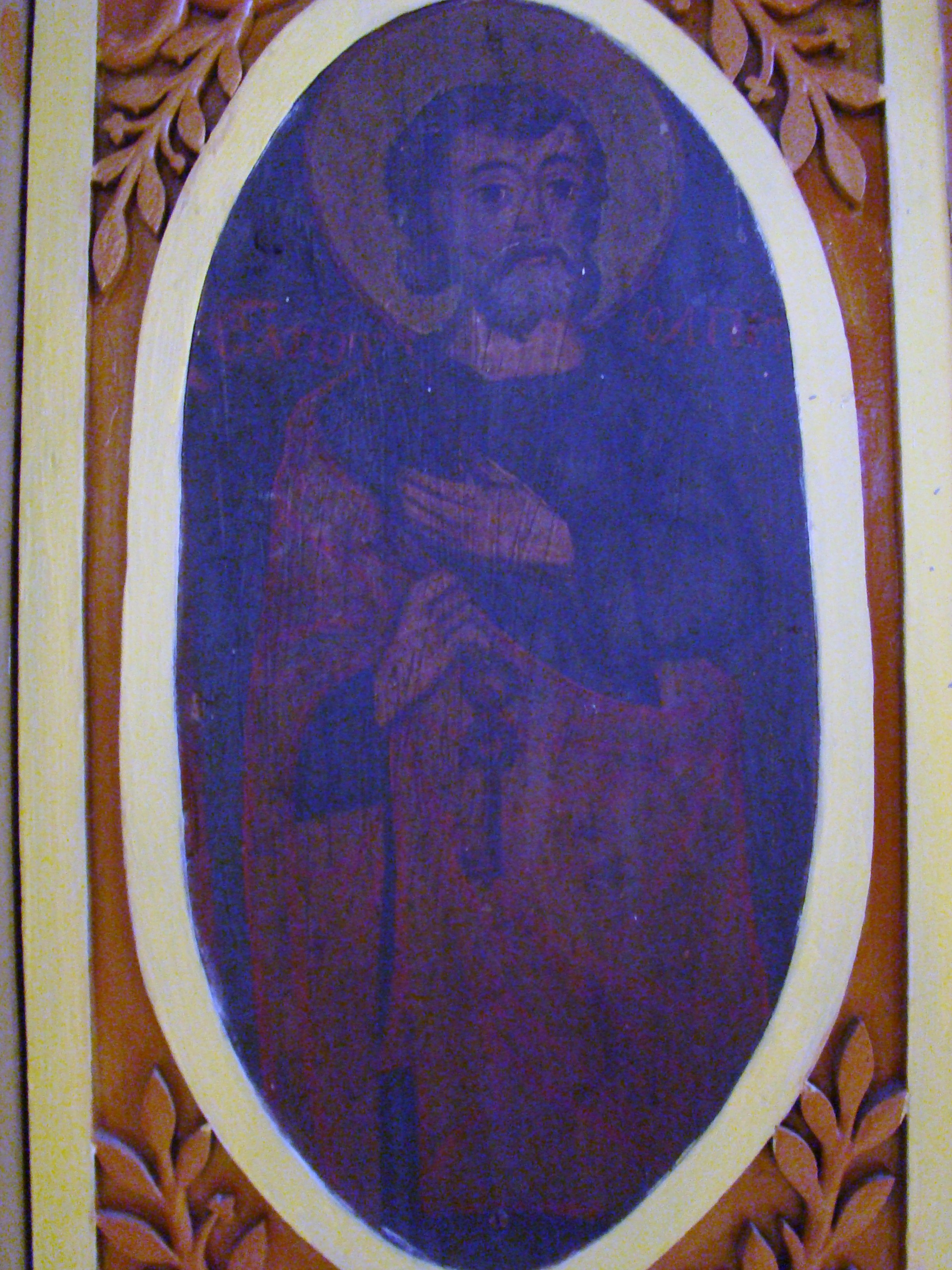
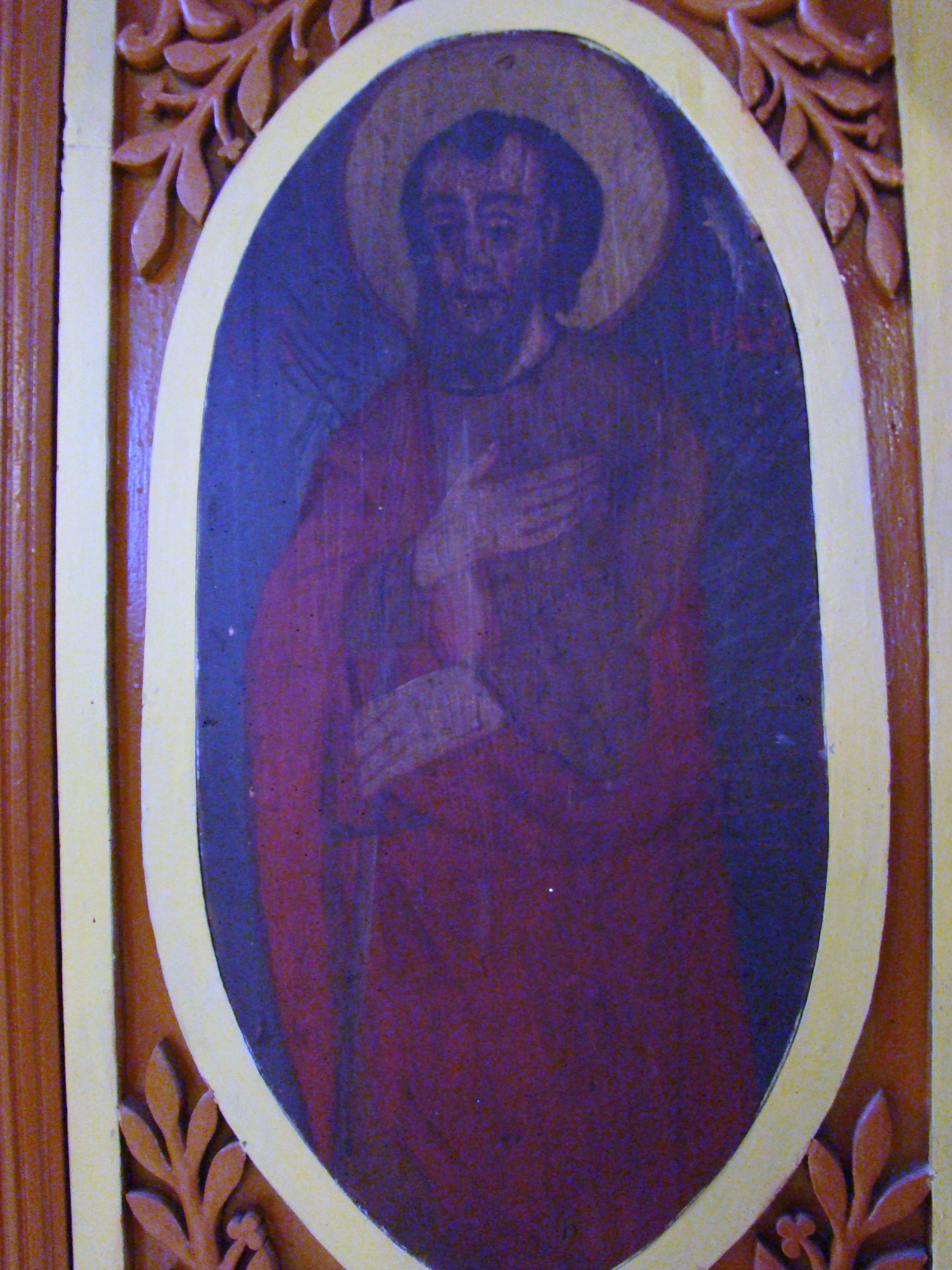
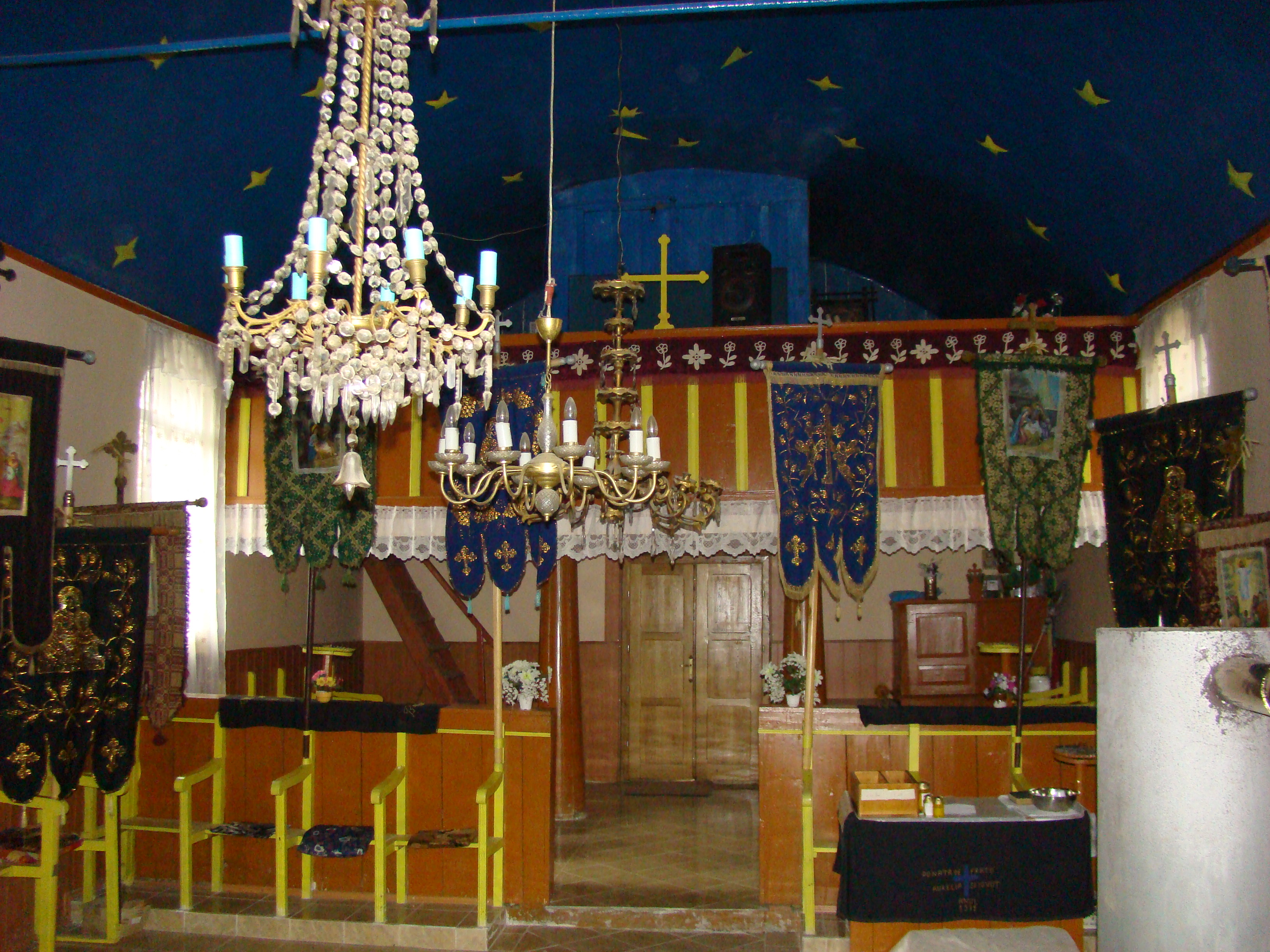
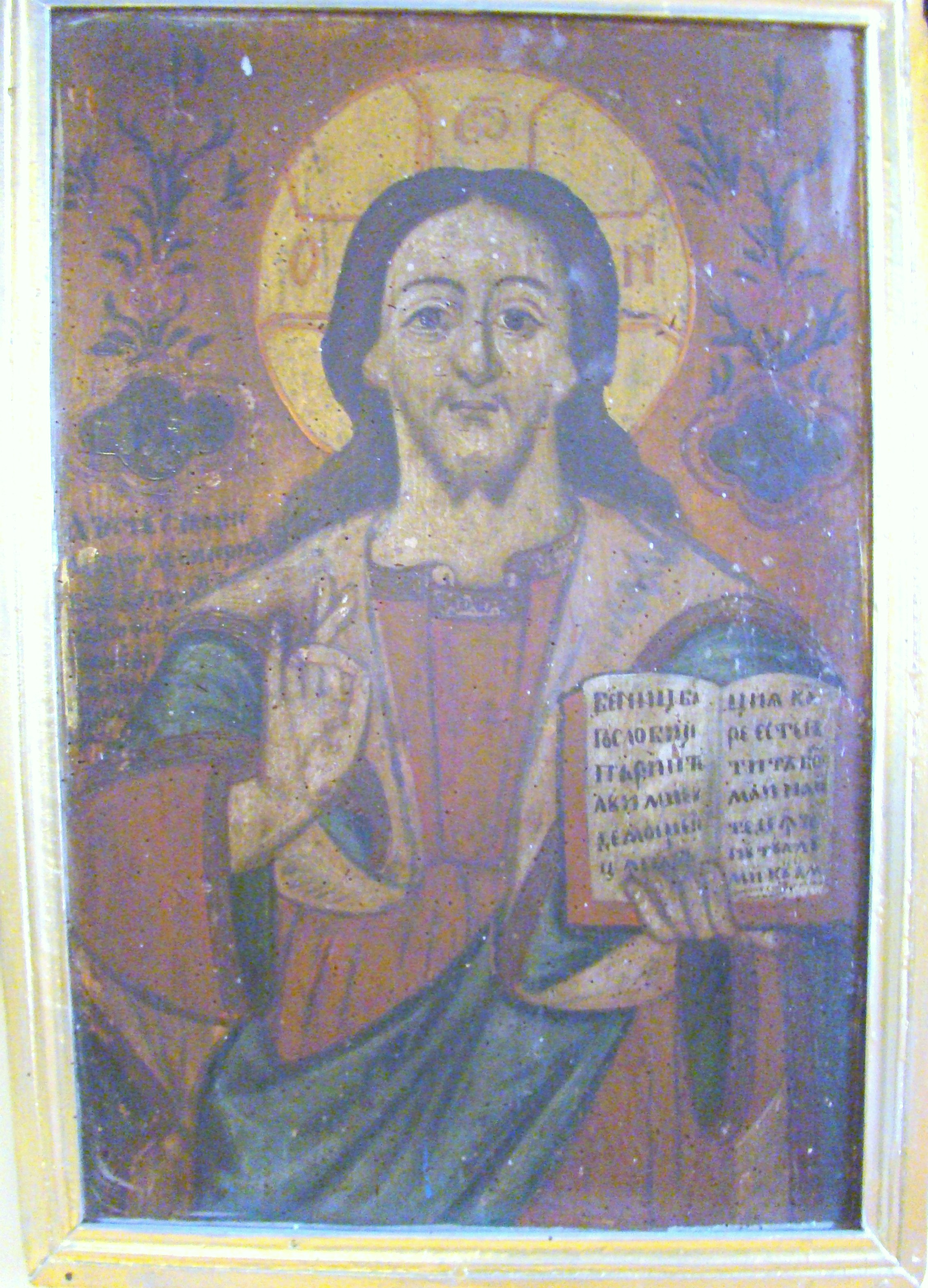
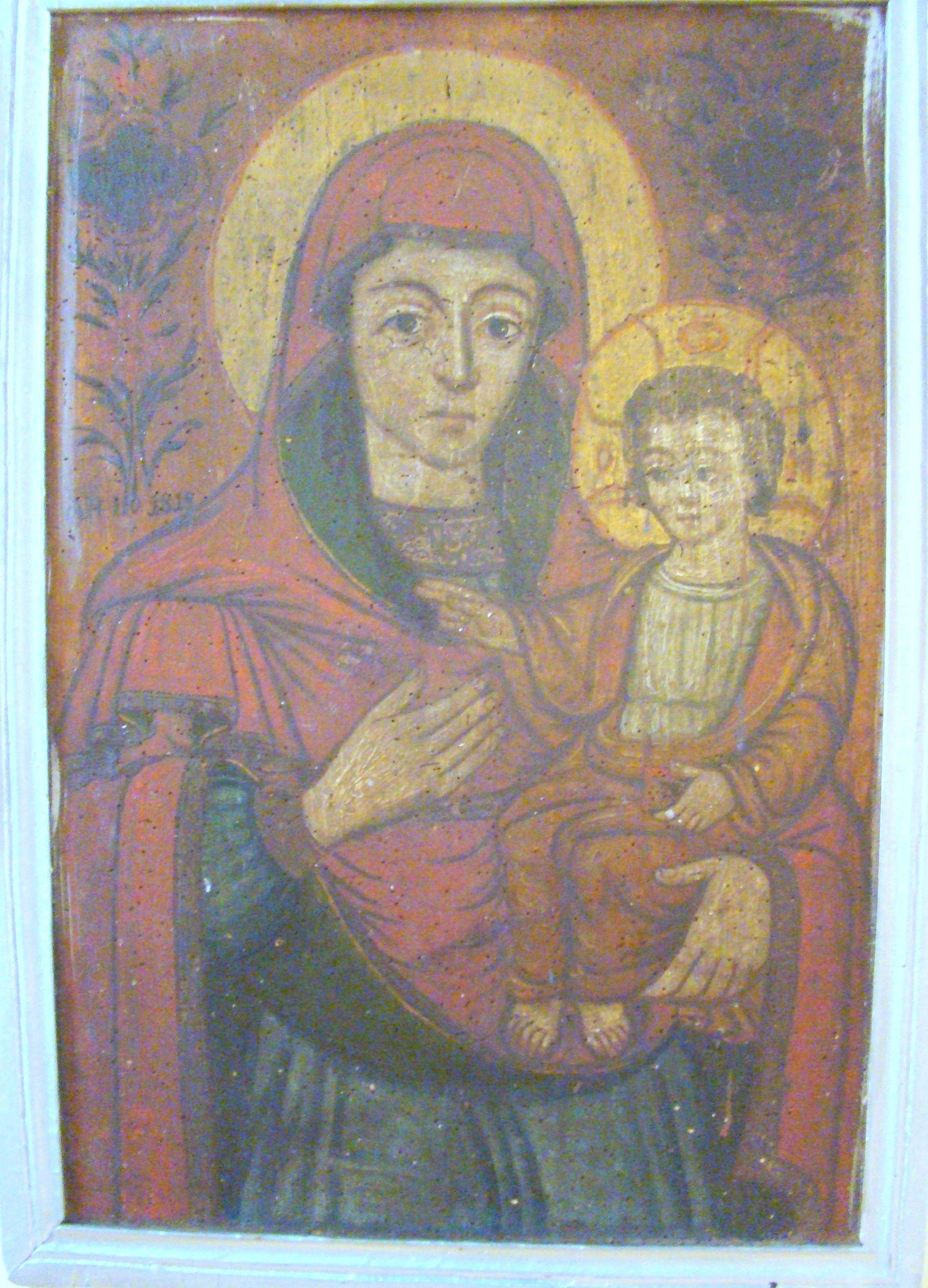
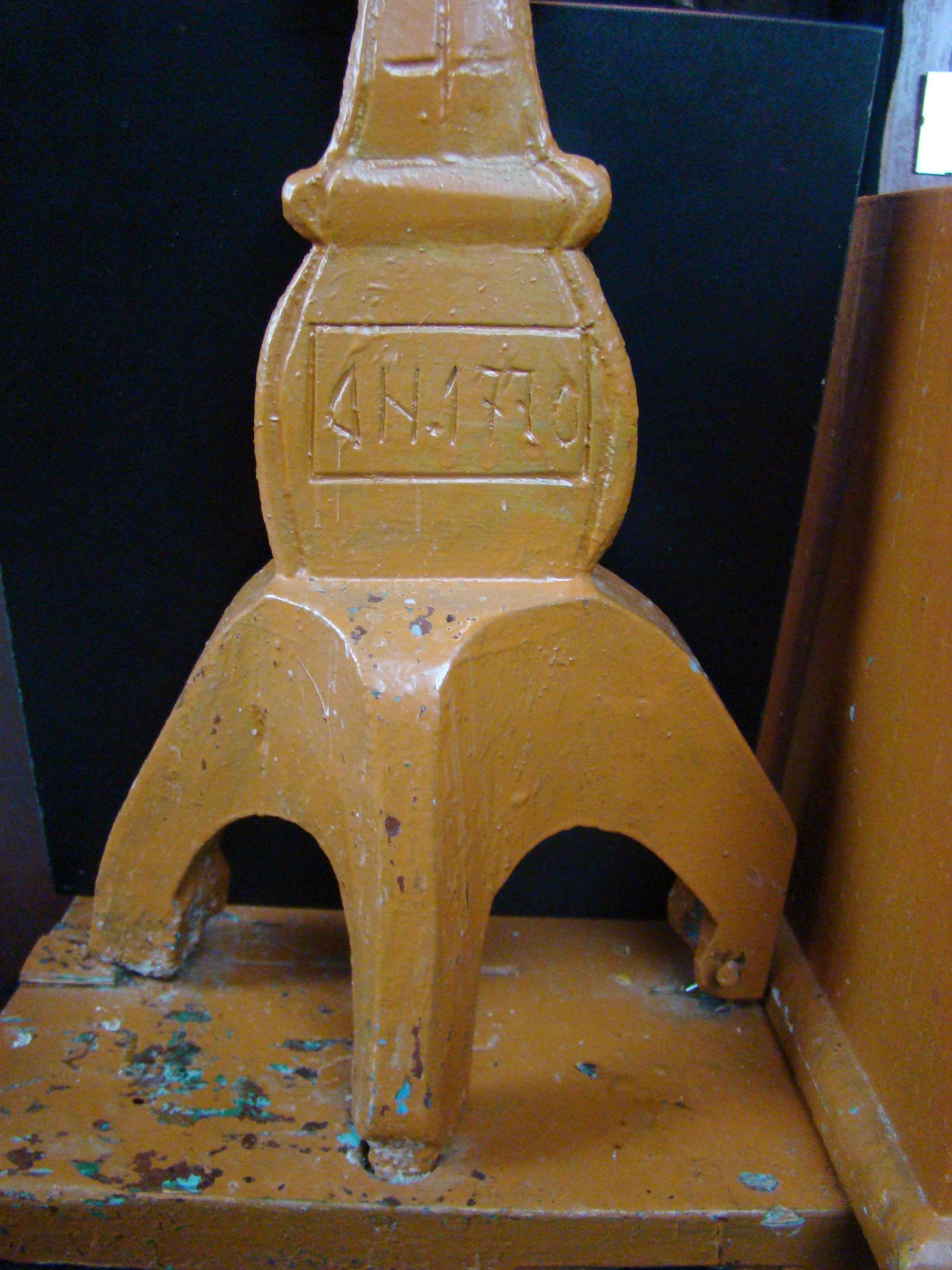
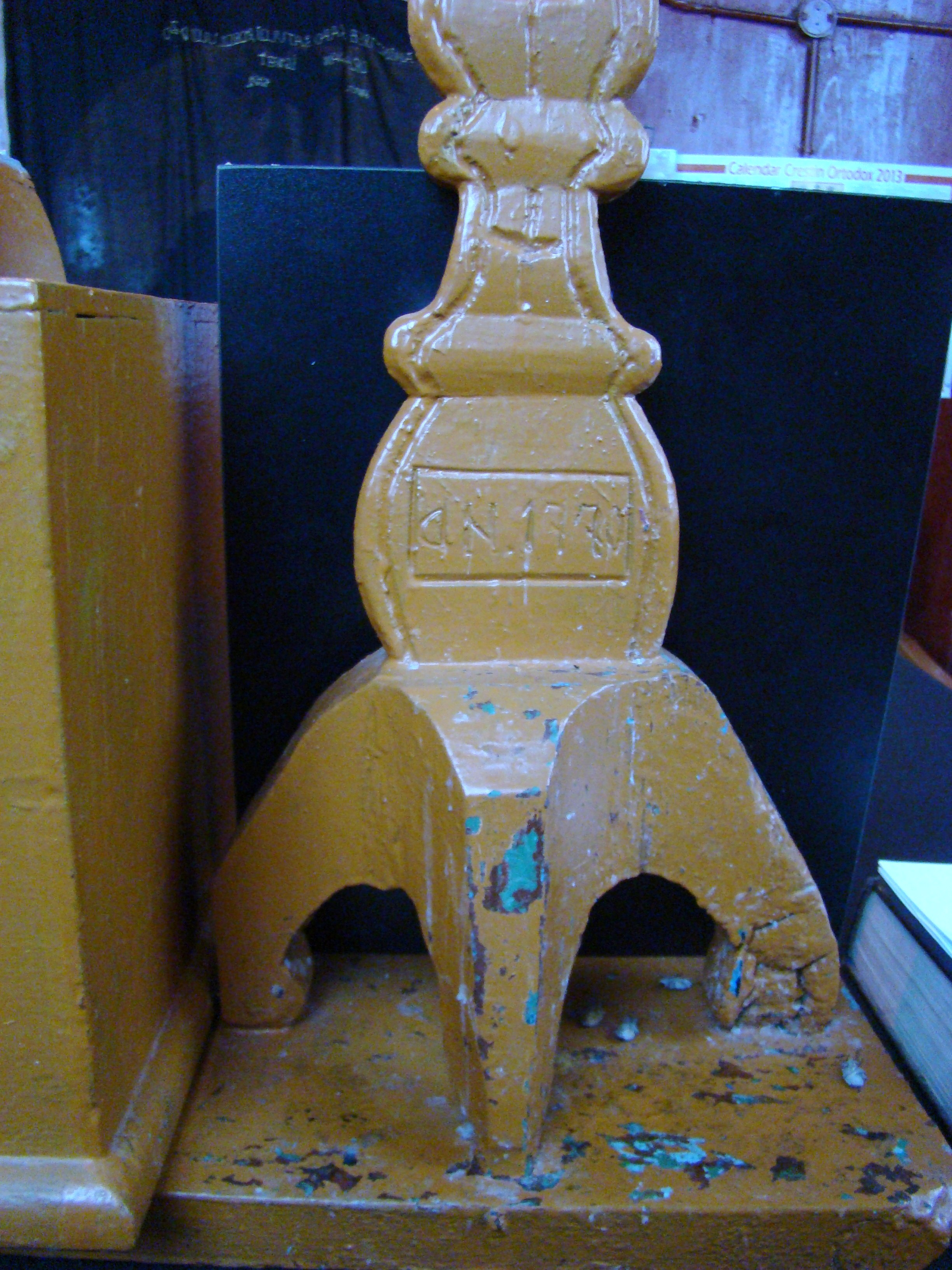
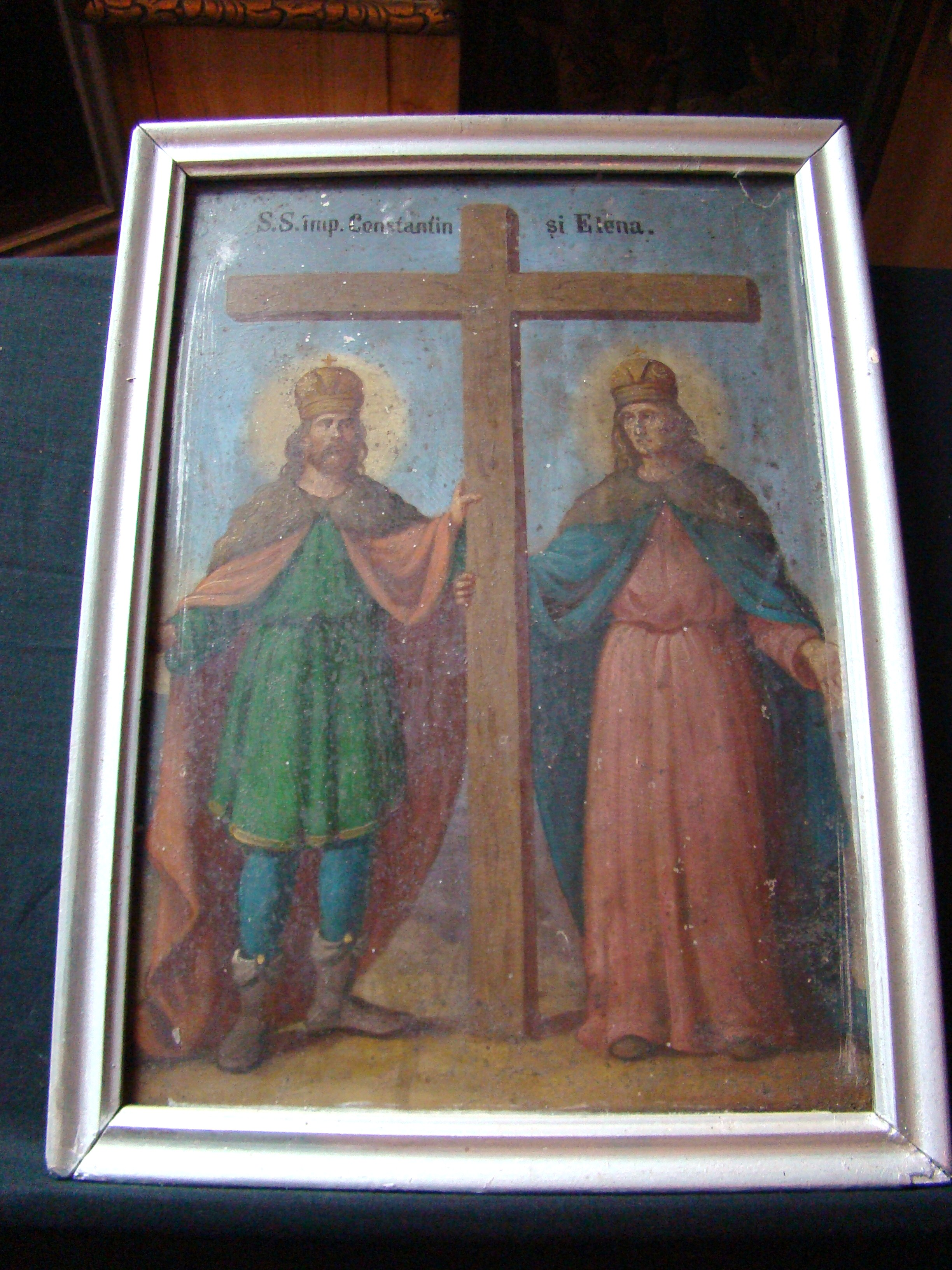
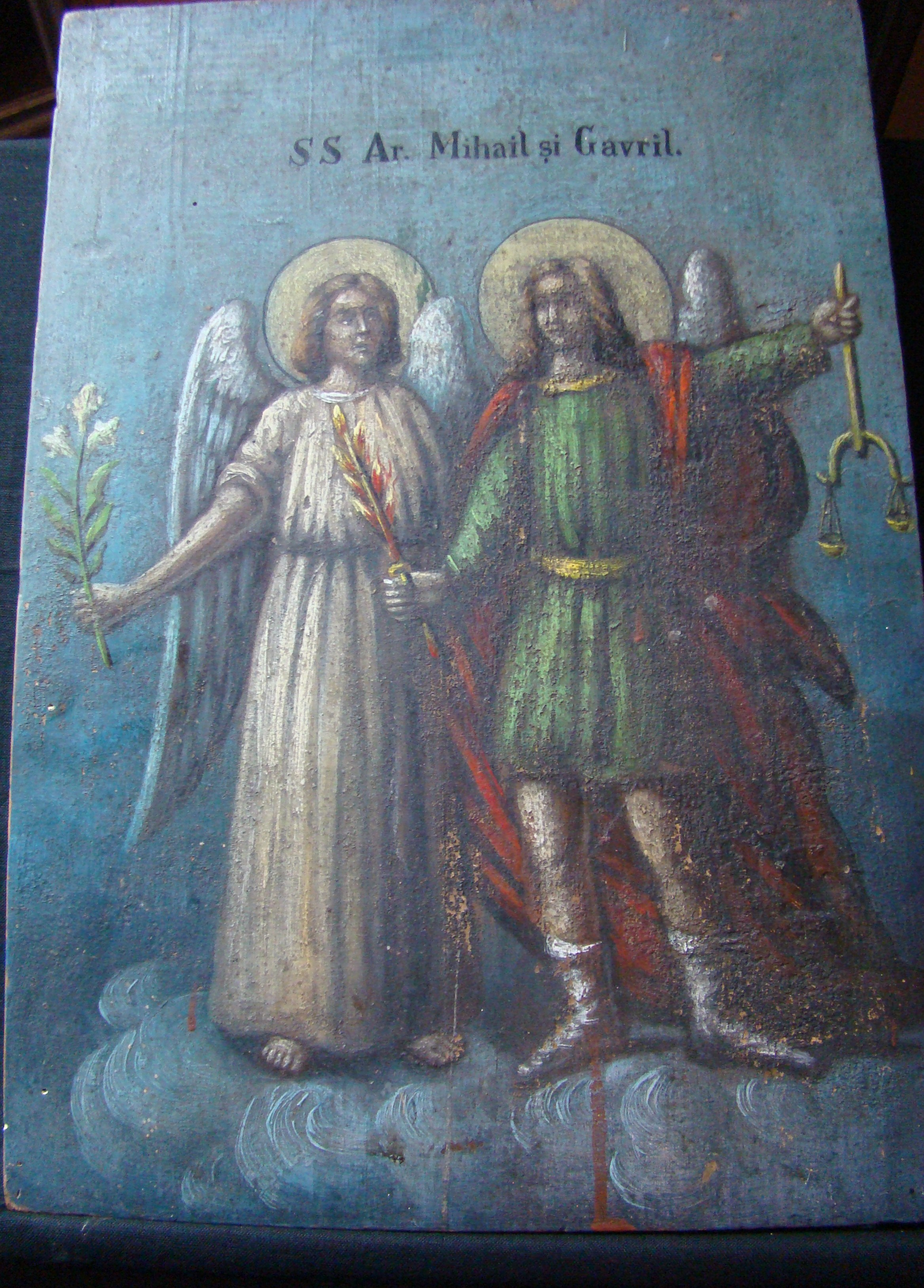
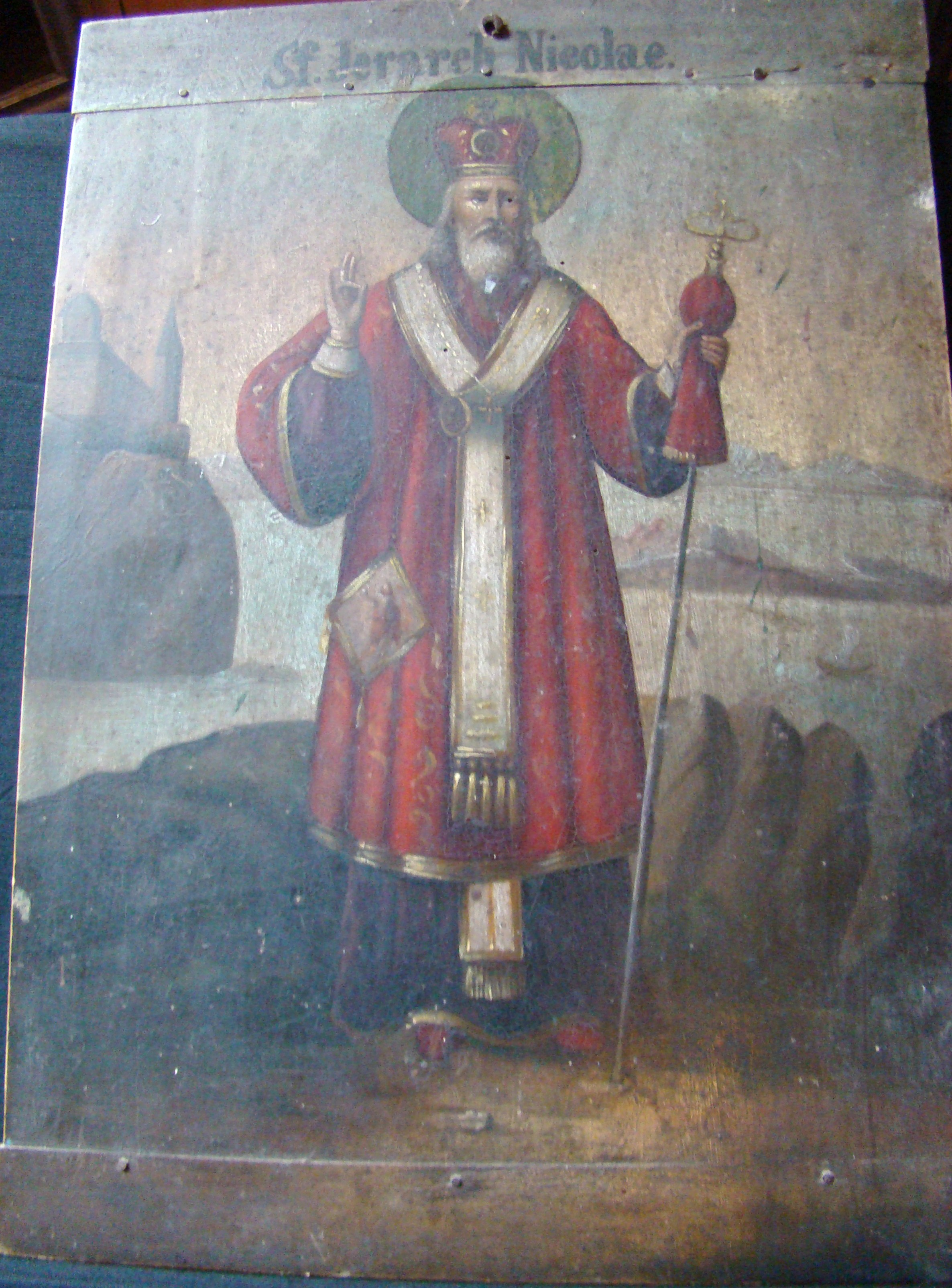
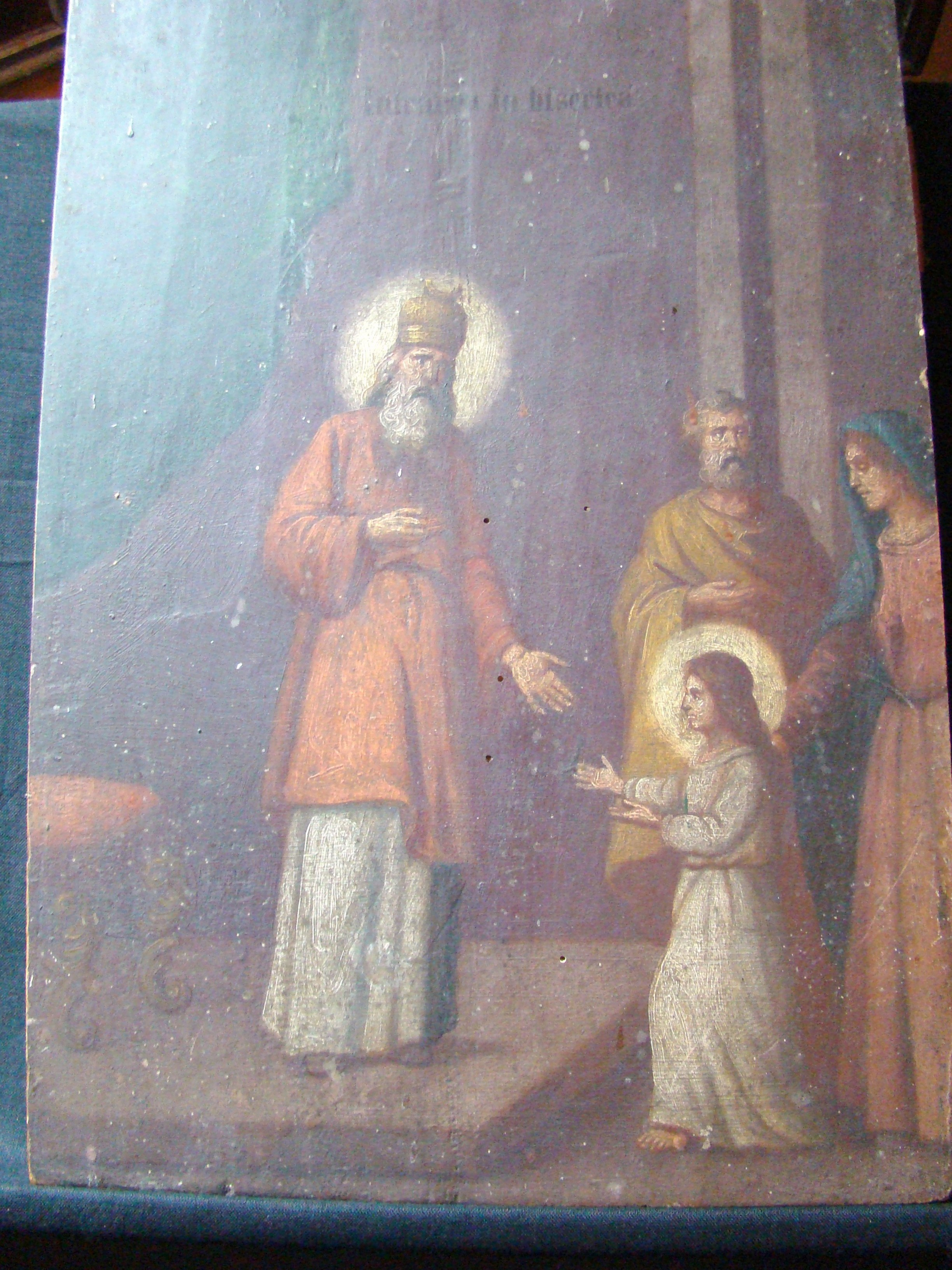
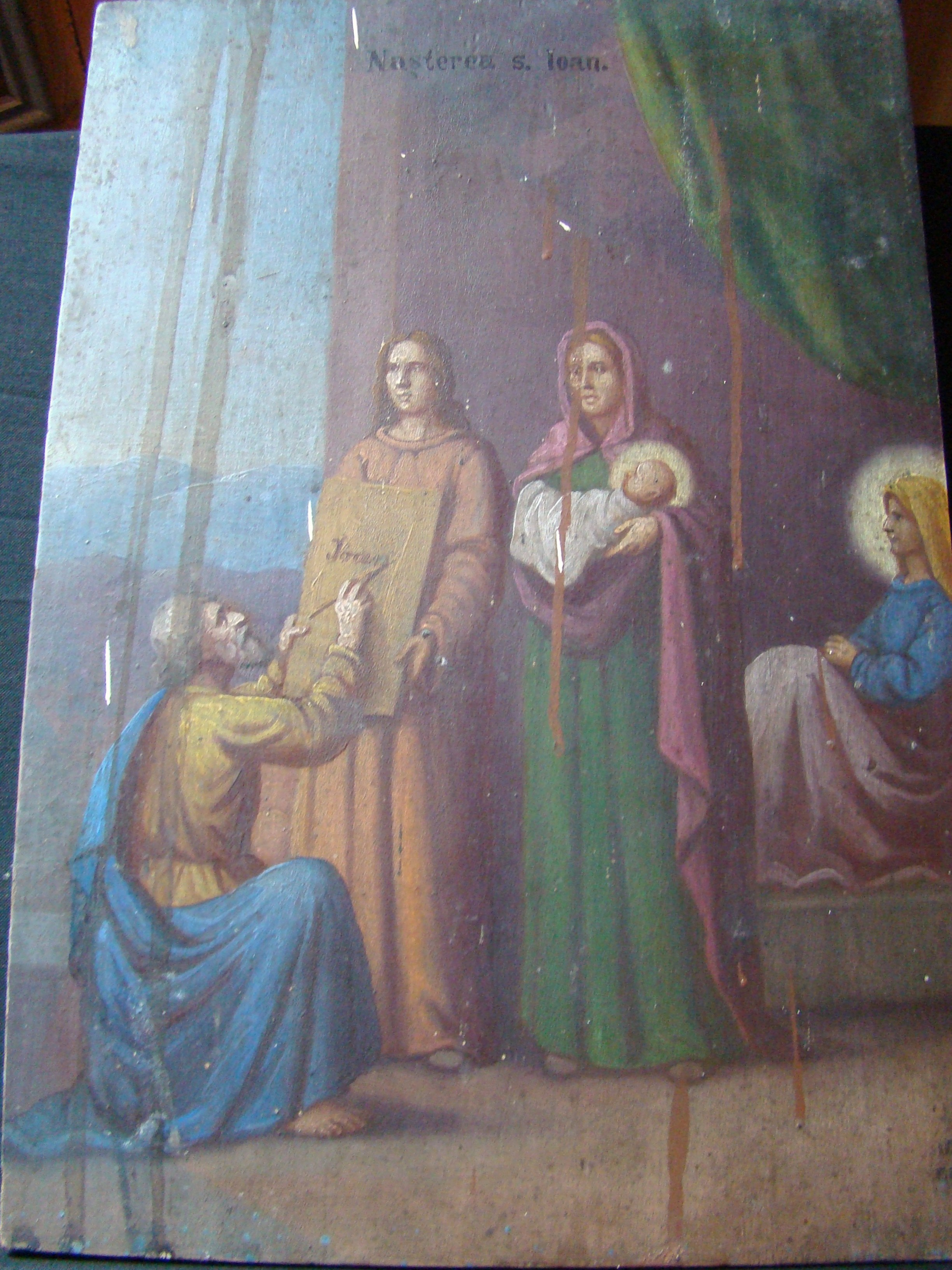
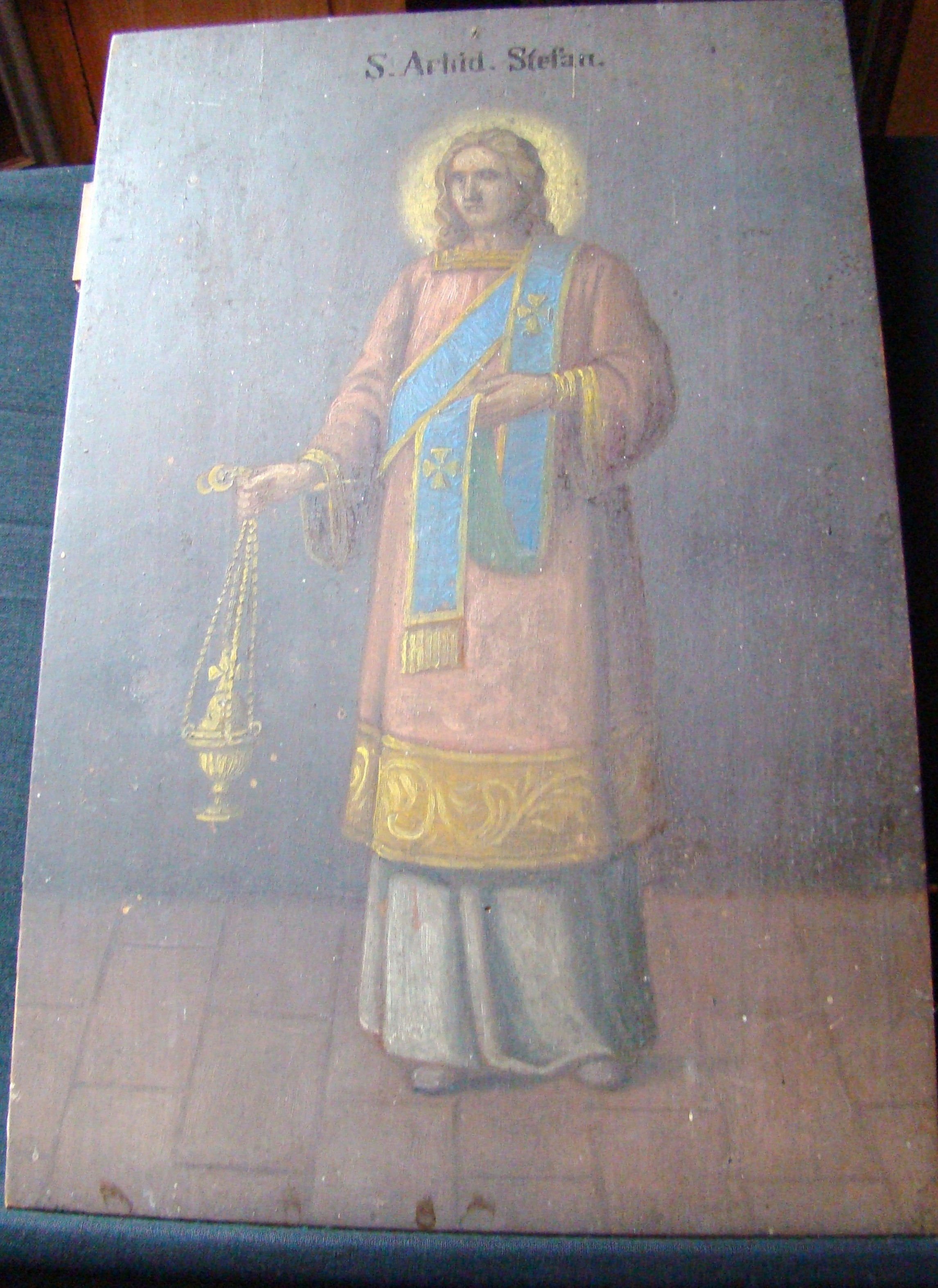
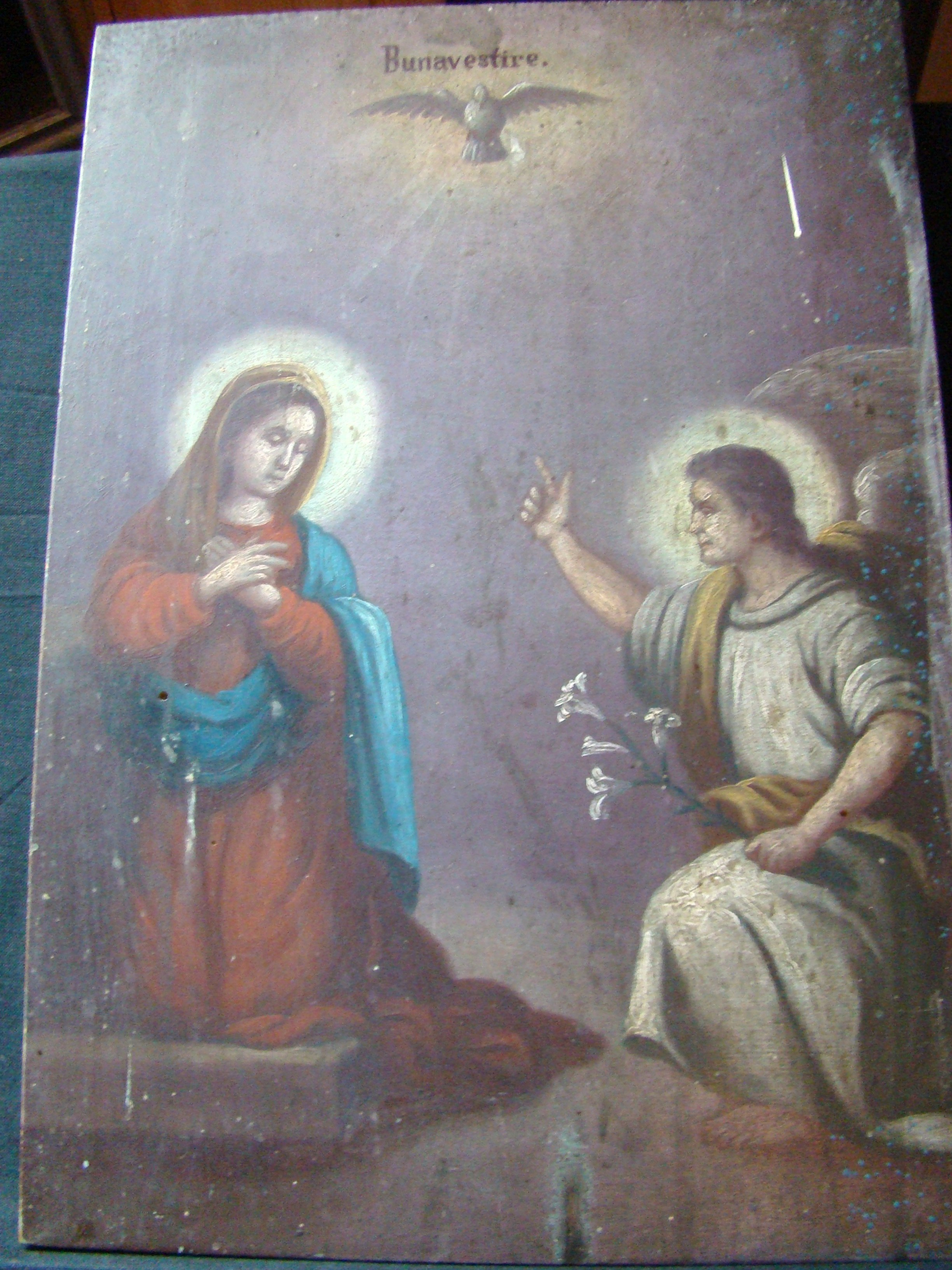
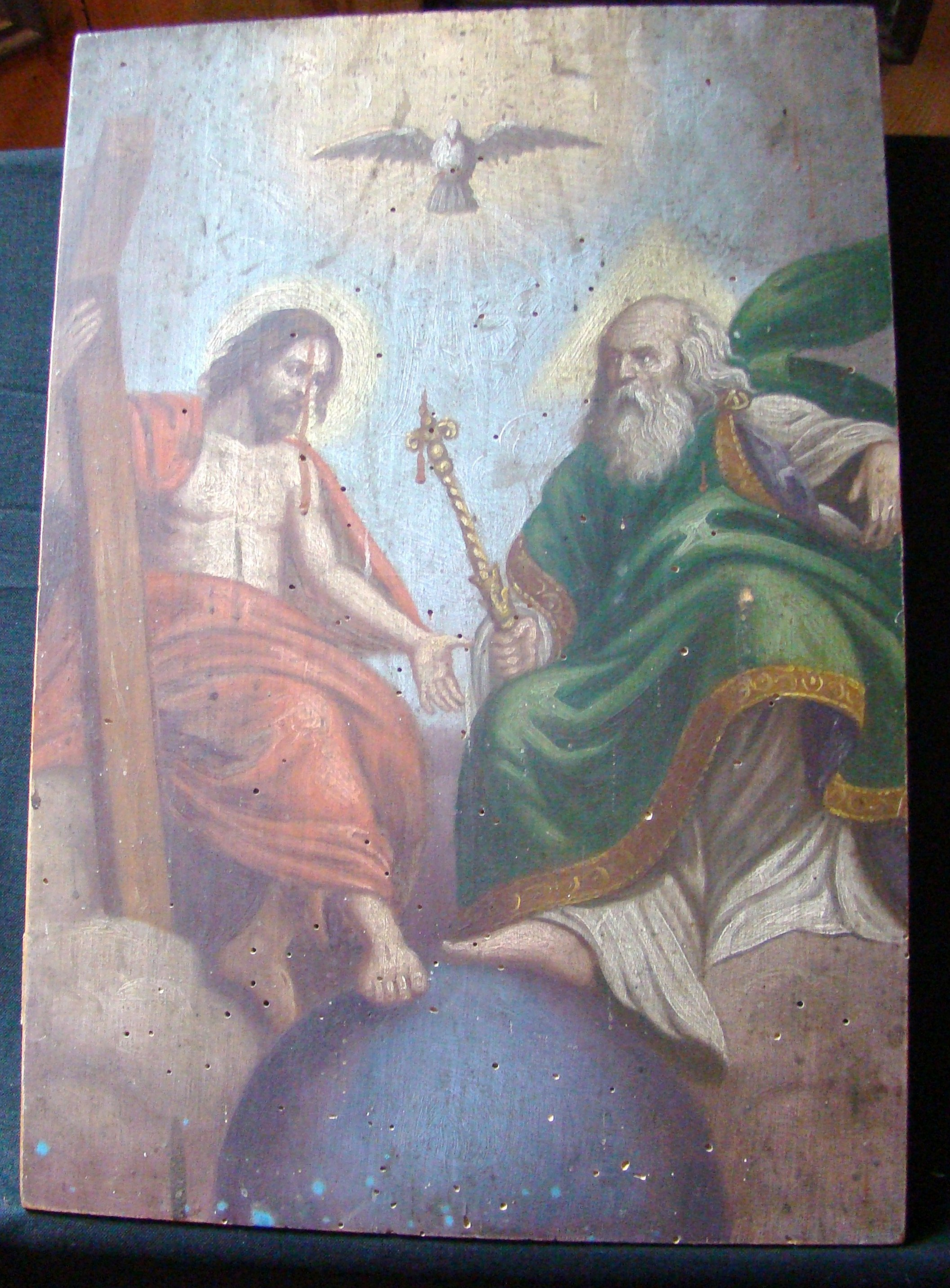
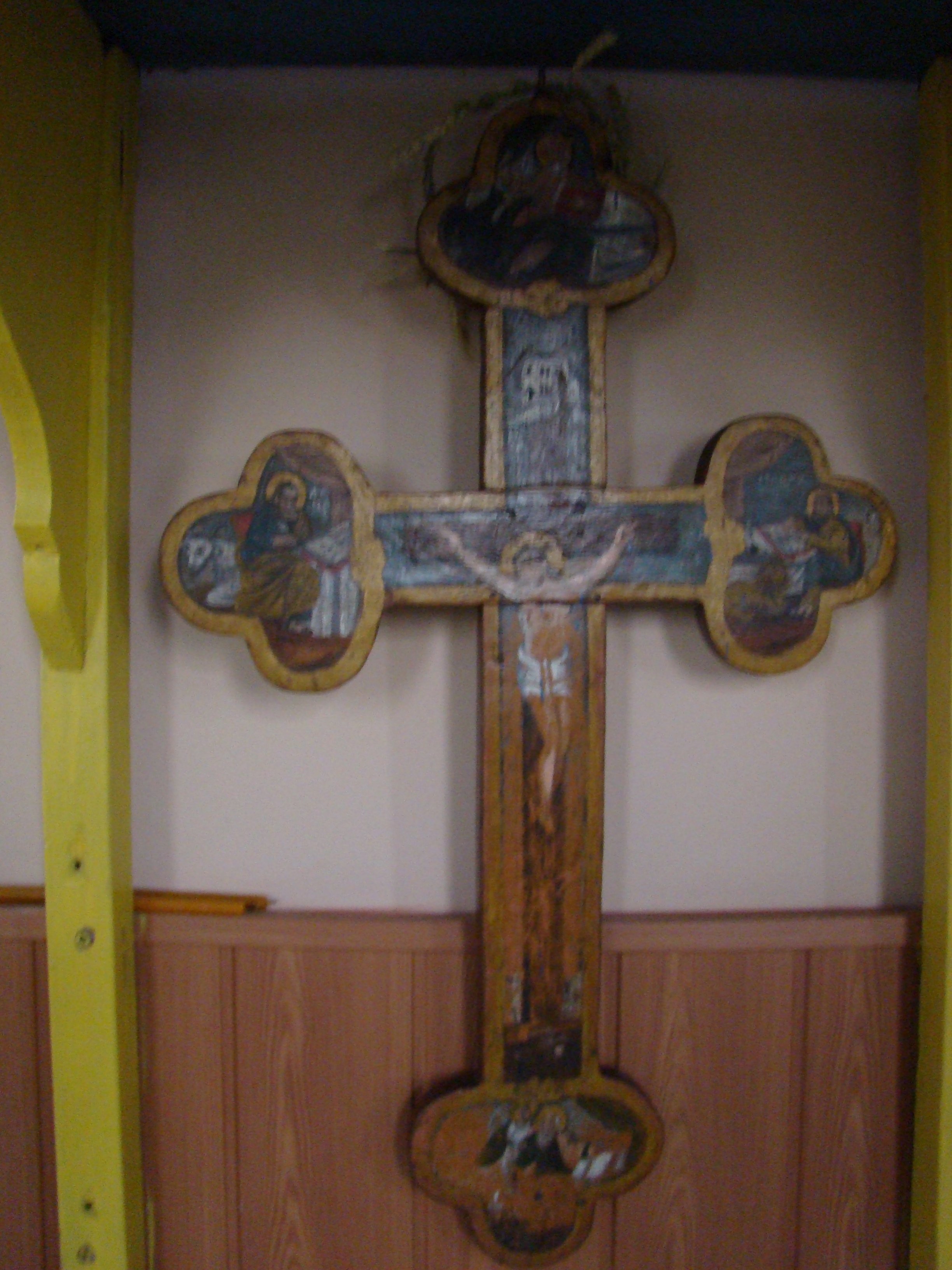
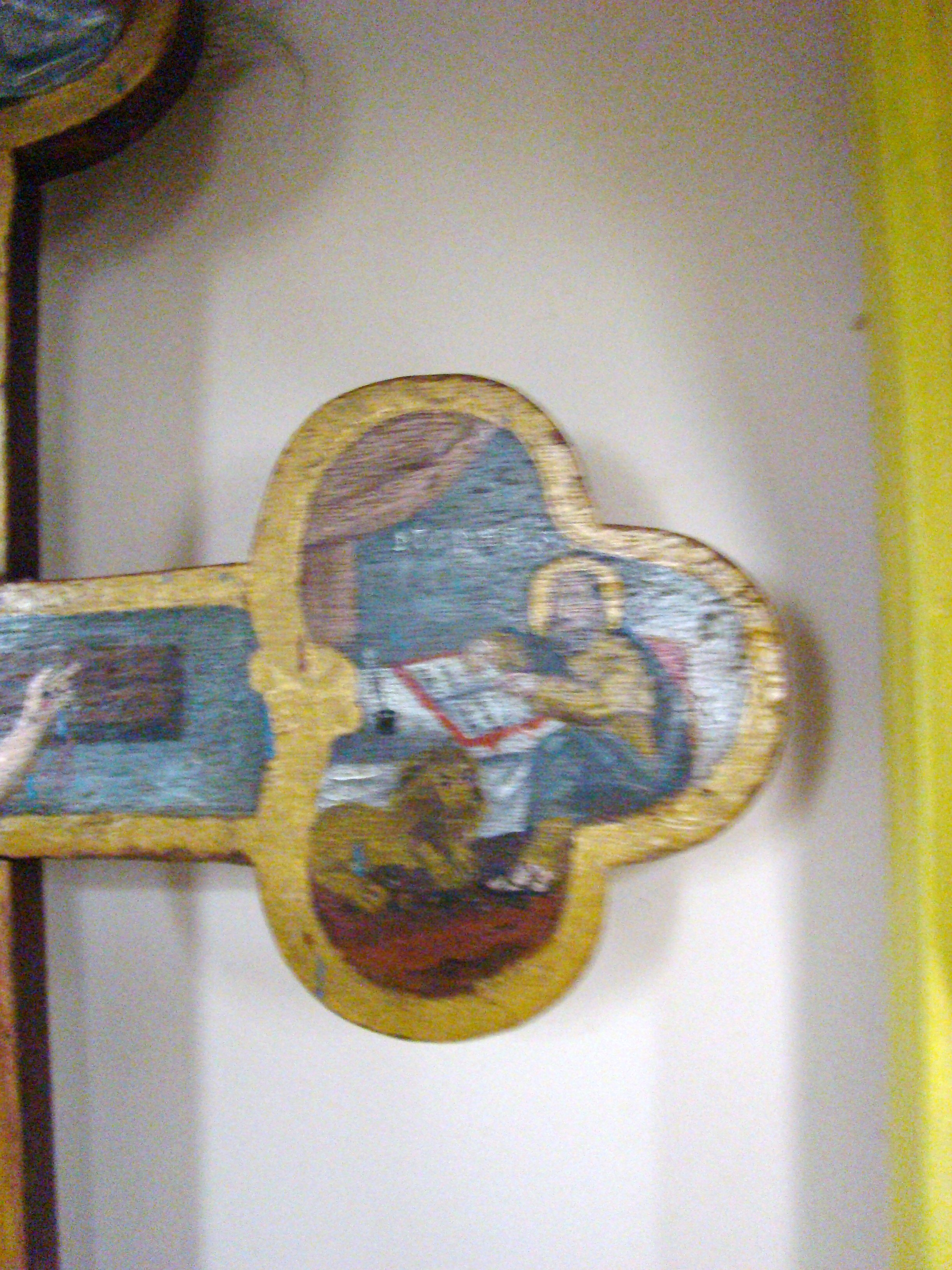
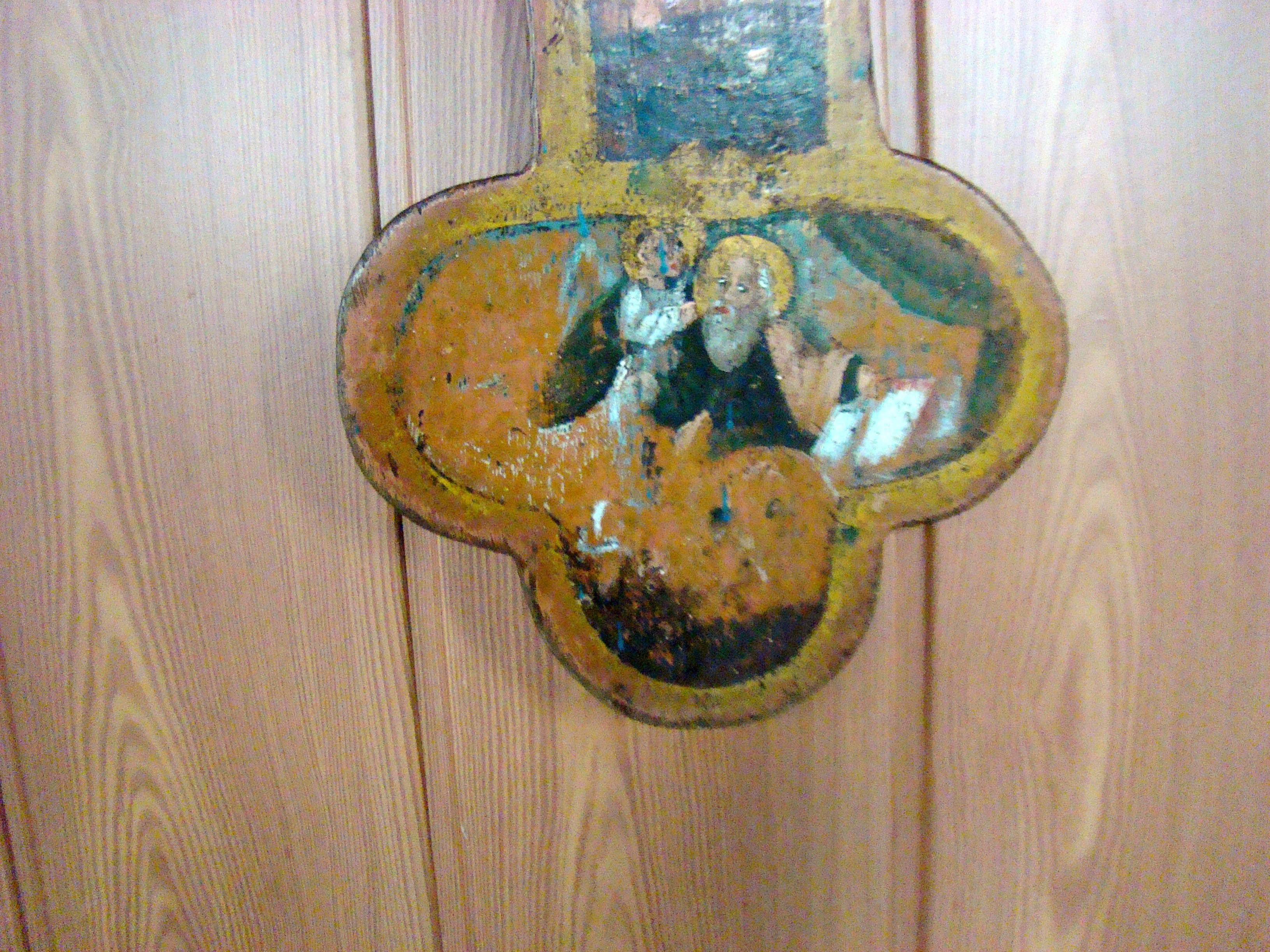
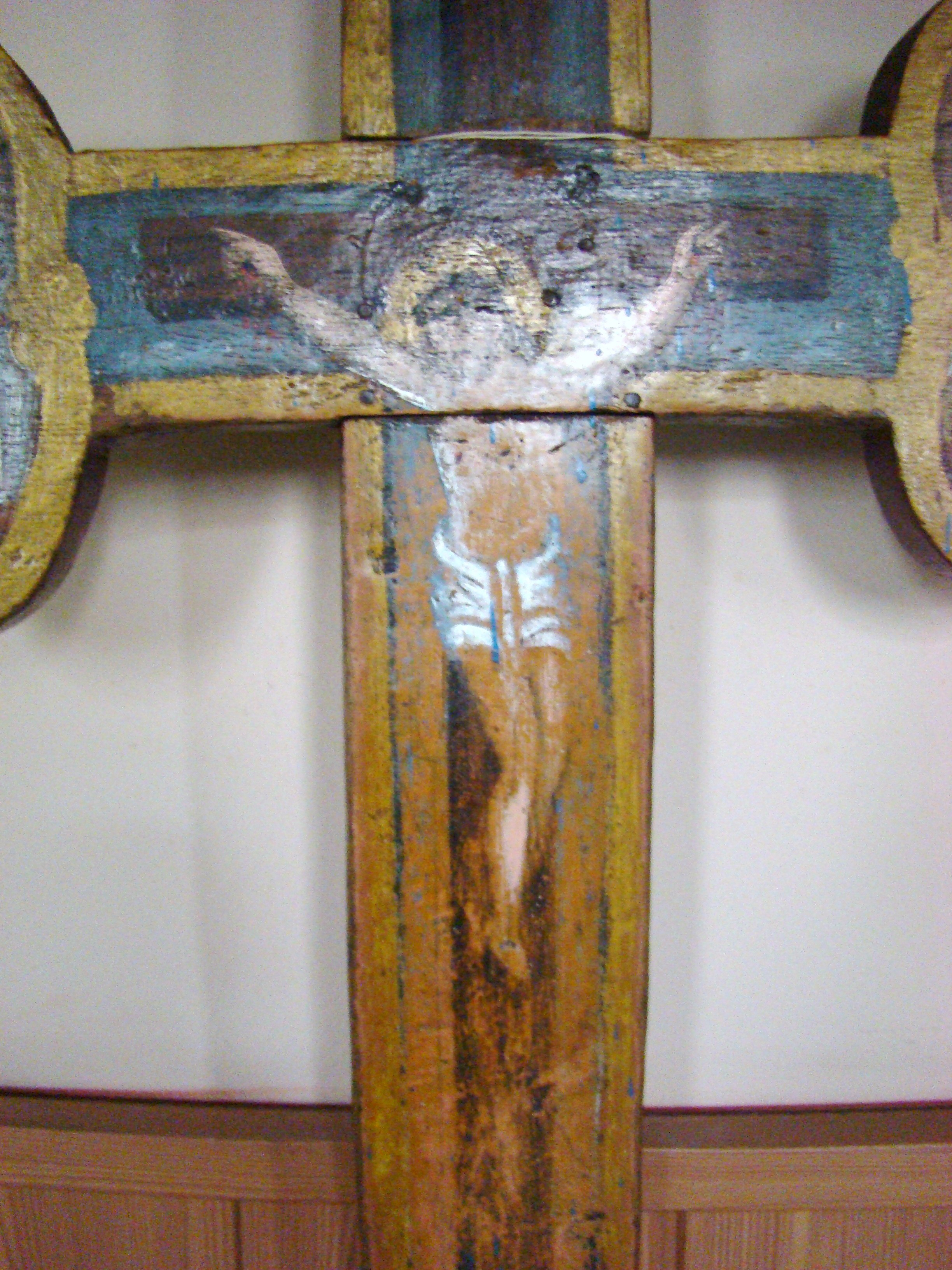
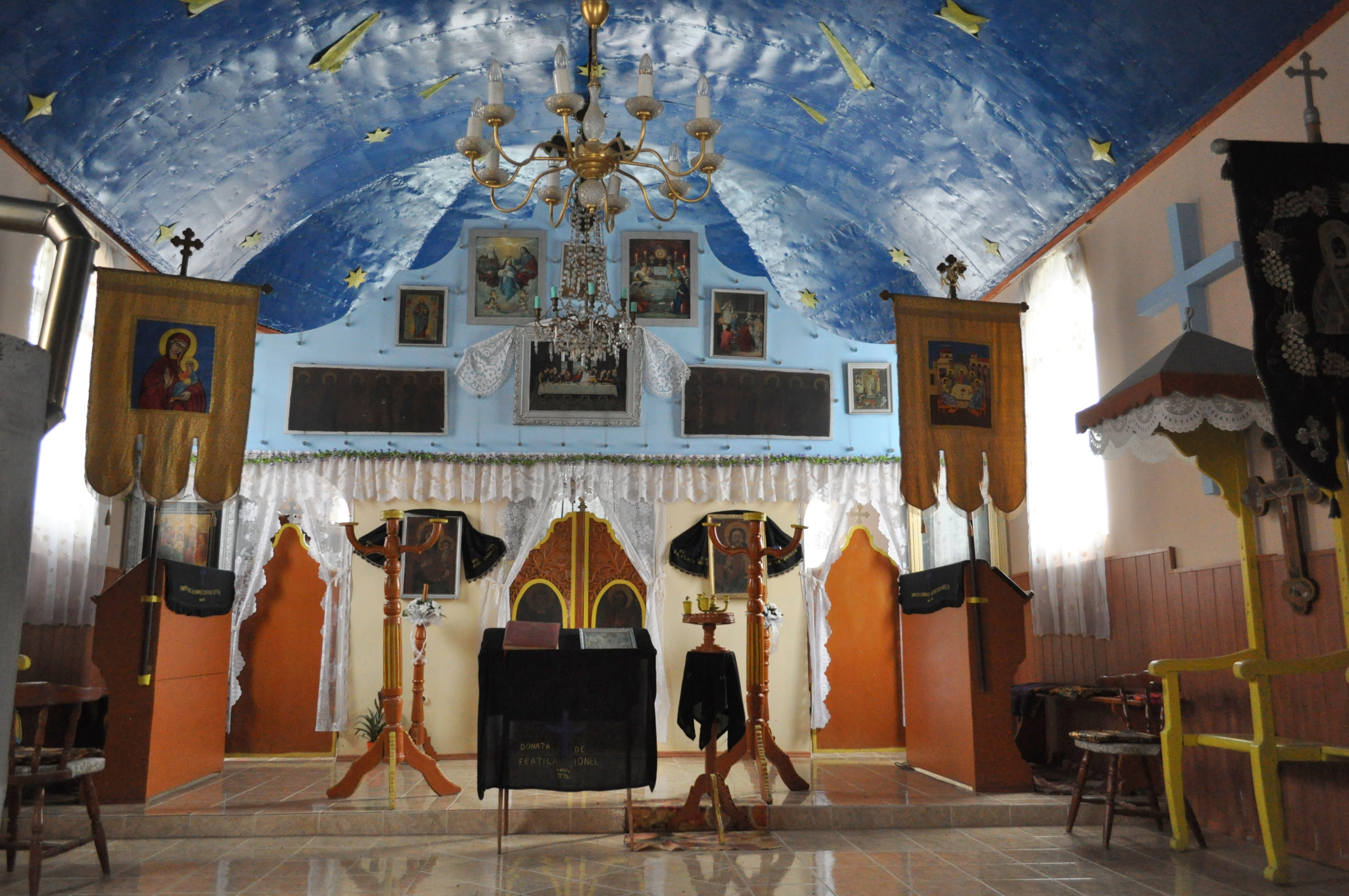
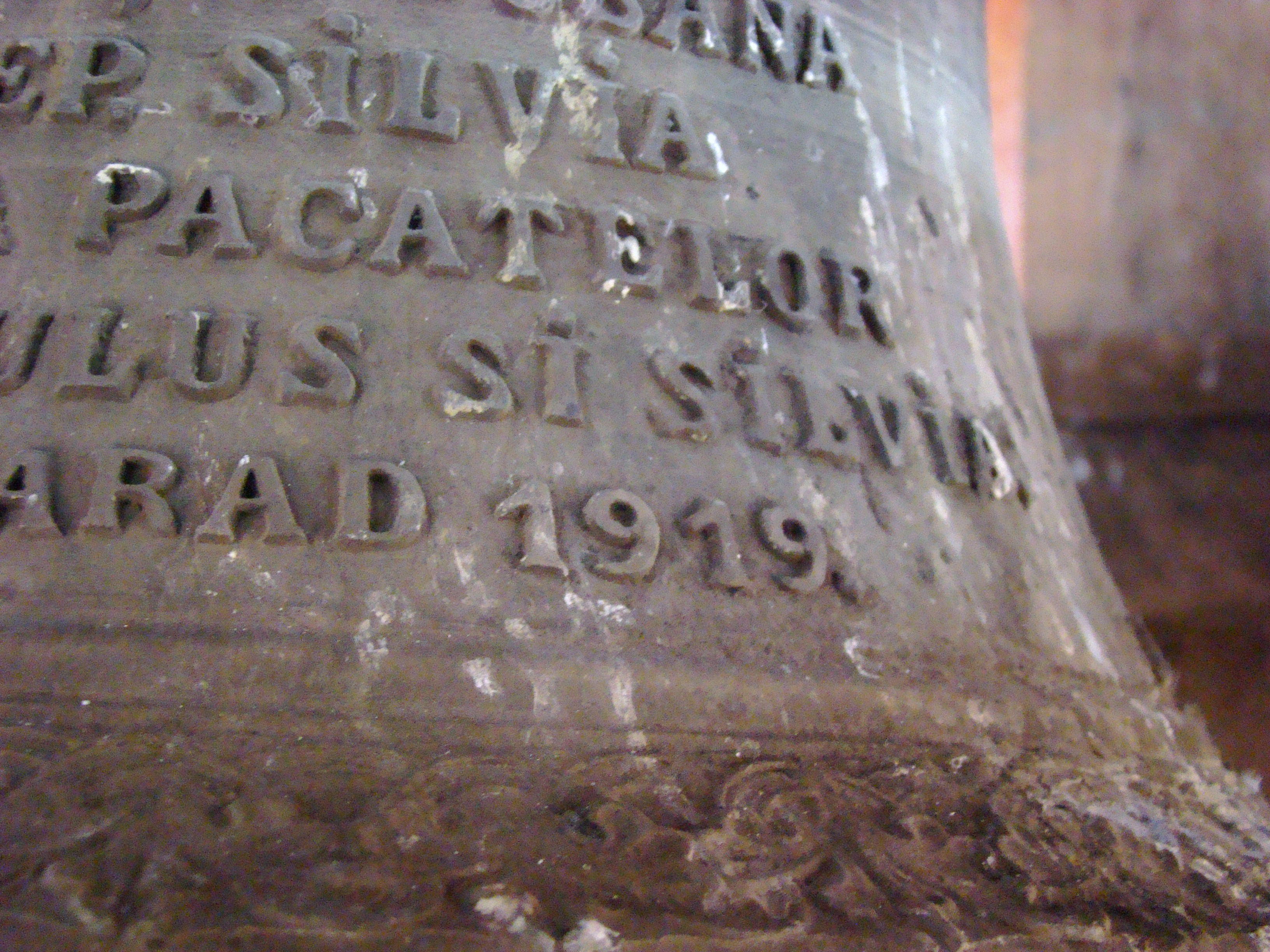
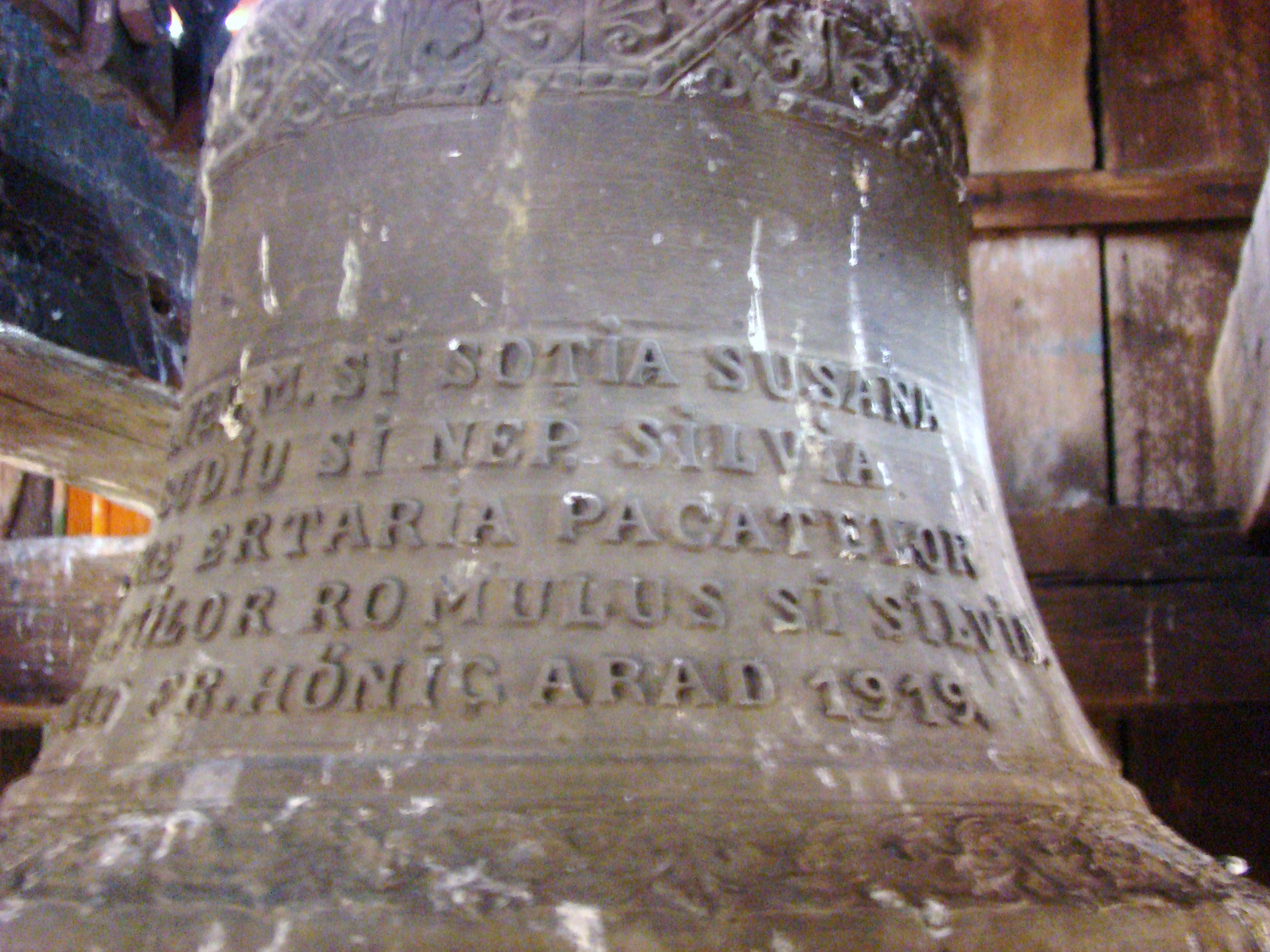
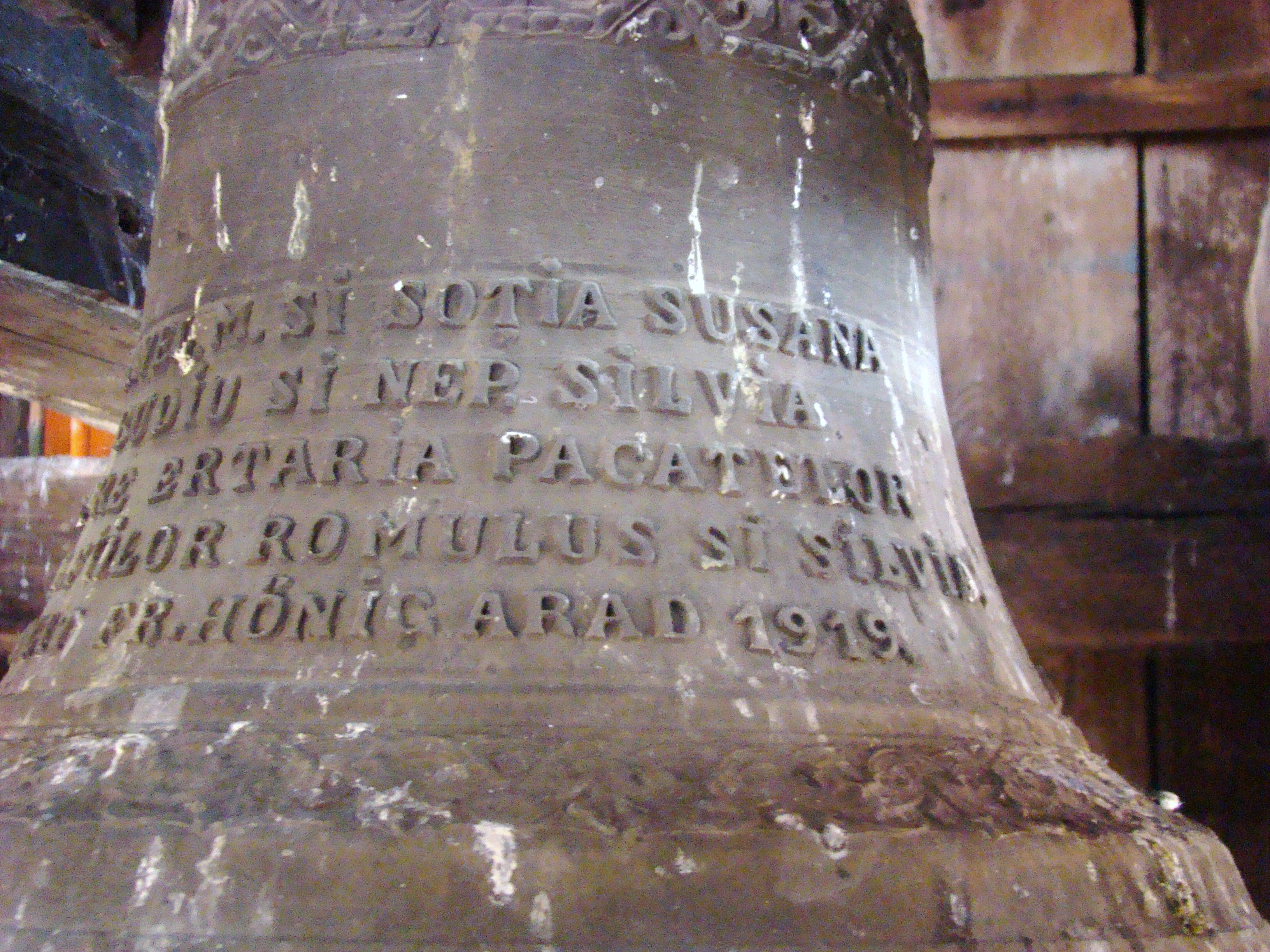
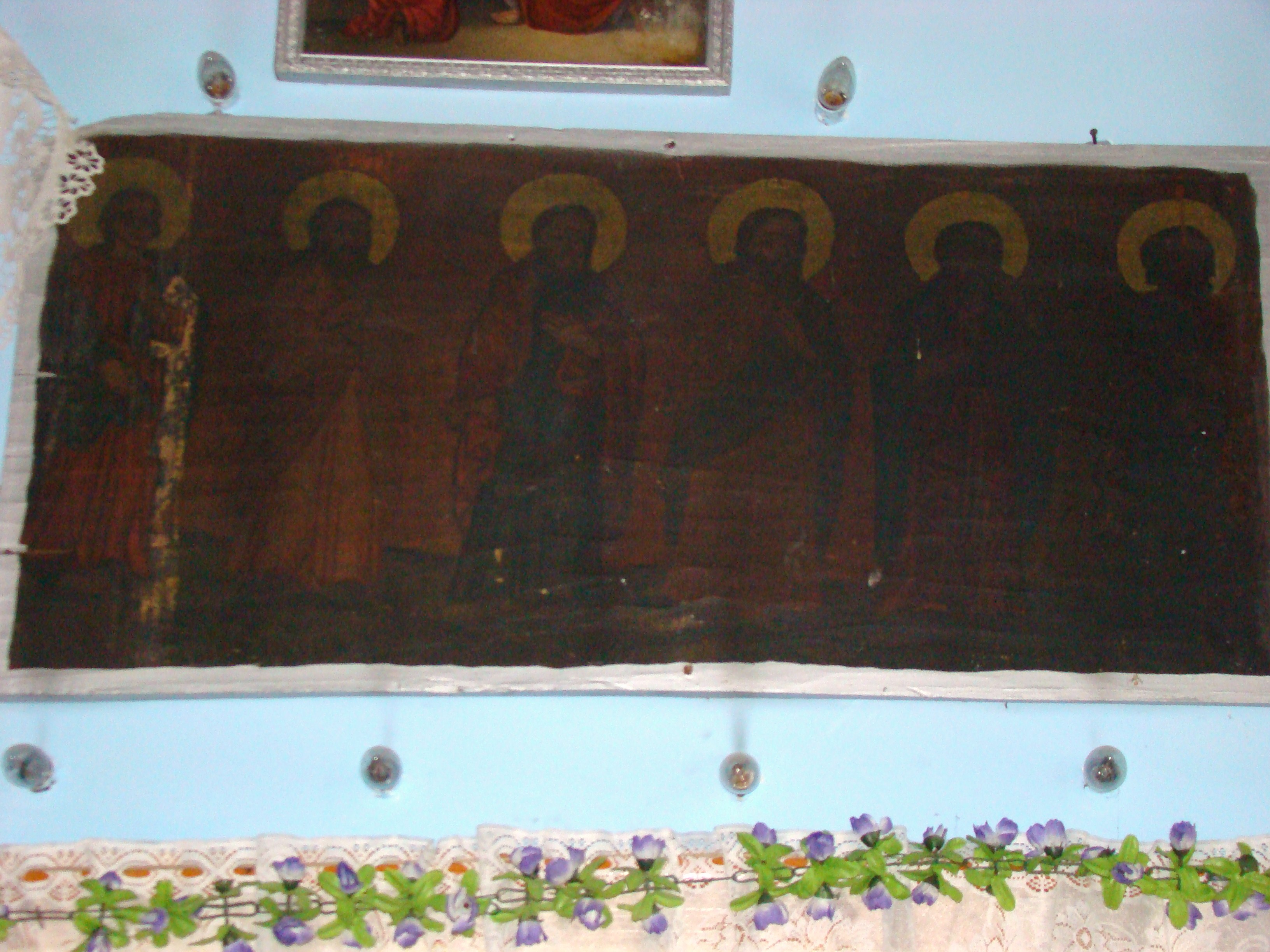
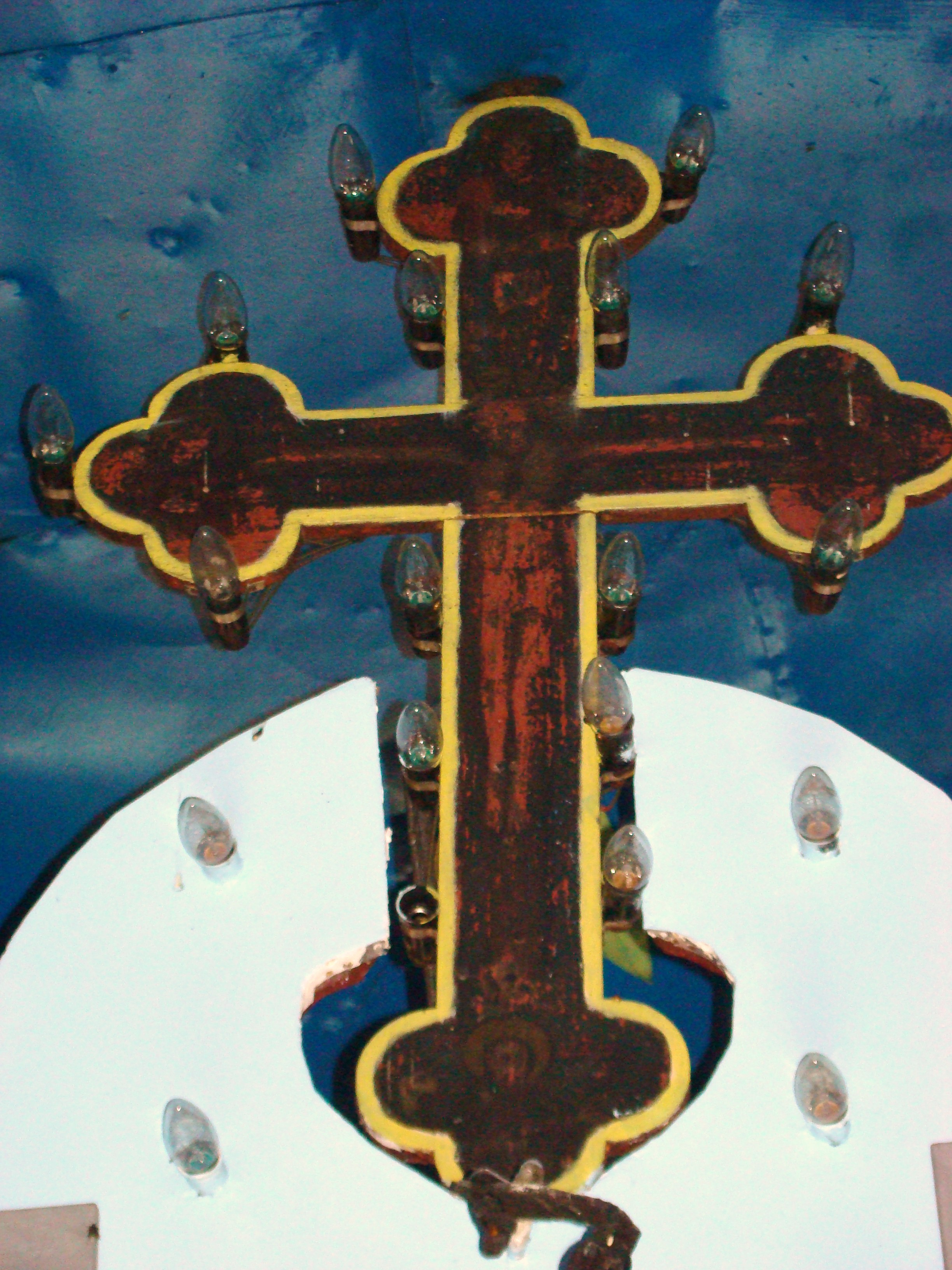
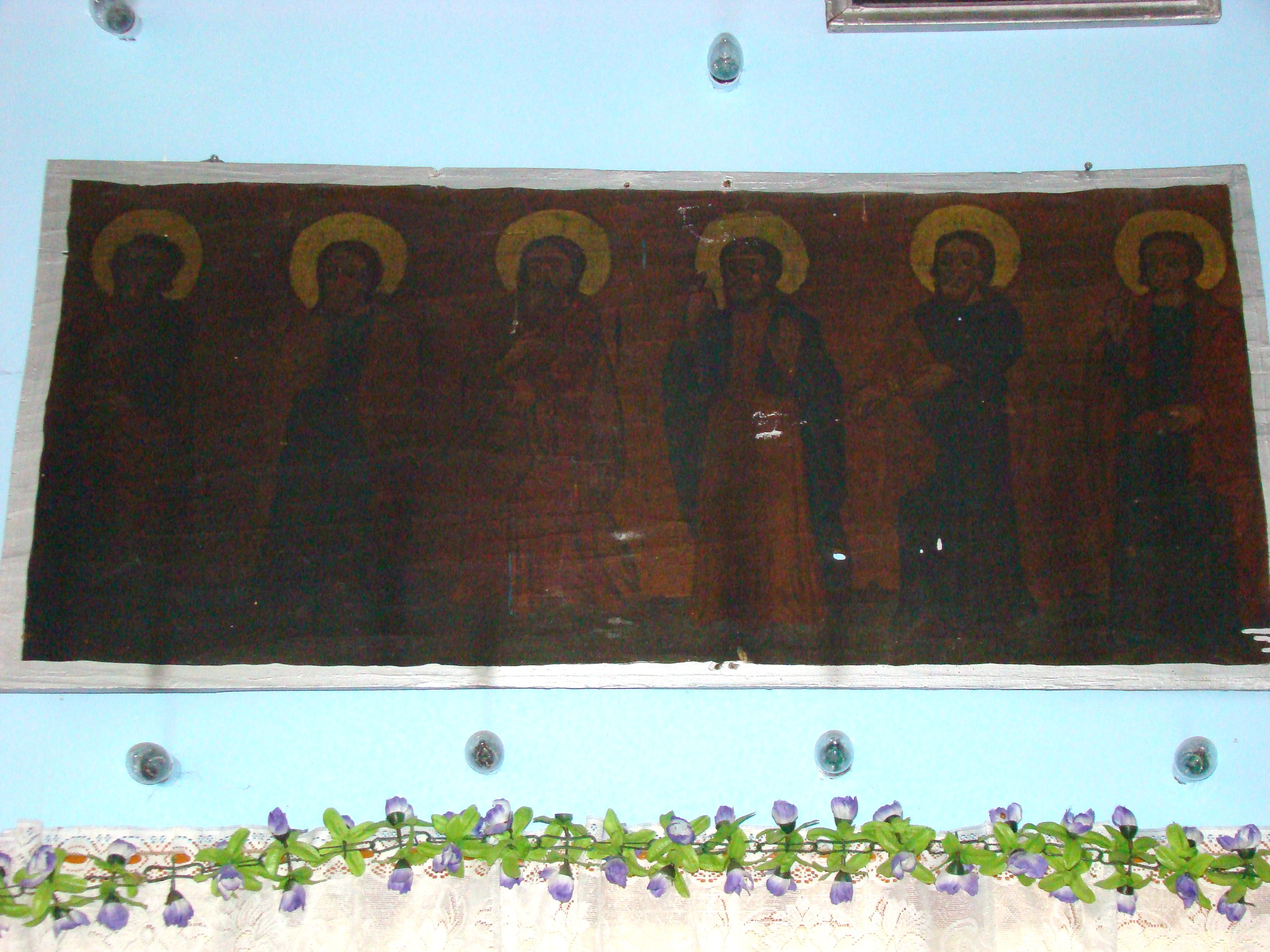